# Lista monumentelor istorice din județul Caraș-Severin

Simbol utilizat în România pentru monumentele istorice

Lista monumentelor istorice din județul Caraș-Severin cuprinde monumentele istorice din județul Caraș-Severin înscrise în Patrimoniul cultural național al României. Lista completă este menținută și actualizată periodic de către Ministerul Culturii, Cultelor și Patrimoniului Național din România, ultima versiune datând din 2015.

| Cod LMI                                           | Denumire | Localitate                                              | Localizare | Datare, Creatori                                                                                   | Imagine               | Erori             |
| ------------------------------------------------- | --- | ------------------------------------------------------- | --- | -------------------------------------------------------------------------------------------------- | --------------------- | ----------------- |
| CS-I-a-A-10770 (RAN: 50807.01)                    | Ansamblul medieval de la Reșița, cartier Moroasa, punct „Ogășele” | municipiul Reșița                                       | Str. Petru Maior, „Ogășele”, Cartier Moroasa | sec. XIV–XV                                                                                        | Încarcă foto \| video | Raportează eroare |
| CS-I-m-A-10770.01 (RAN: 50807.01.01)              | Biserică tip sală | municipiul Reșița                                       | Str. Petru Maior, „Ogășele”, Cartier Moroasa 45.29972°N 21.87139°E | sec. XIV–XV                                                                                        | Încarcă foto \| video | Raportează eroare |
| CS-I-m-A-10770.02 (RAN: 50807.01.02)              | Necropolă medievală | municipiul Reșița                                       | Str. Petru Maior, „Ogășele”, Cartier Moroasa 45.29972°N 21.87139°E | sec. XIV–XV                                                                                        | Încarcă foto \| video | Raportează eroare |
| CS-I-s-B-10771 (RAN: 50932.01)                    | Situl roman de la Băile Herculane, punct „Zona Cazino, Parc Central” | oraș Băile Herculane                                    | „Zona Cazino, Parc Central”, între Vila săracilor/Locuințe grănicerești (str. Castanilor 33) și zona „7 Izvoare”, în amonte de Hotelul Roman                                       | | Încarcă foto \| video | Raportează eroare |
| CS-I-m-B-10771.01 (RAN: 50932.01.02)              | Amfiteatru | oraș Băile Herculane                                    | „Zona Cazino, Parc Central”, zona cuprinsă între hotel Cerna, parcul Central și hotel Roman                                                                                        | sec. II–III p. Chr., Epoca romană                                                                  | Încarcă foto \| video | Raportează eroare |
| CS-I-m-B-10771.02 (RAN: 50932.01.01)              | Sanctuar | oraș Băile Herculane                                    | „Zona Cazino, Parc Central”, zona cuprinsă între hotel Cerna, parcul Central și hotel Roman                                                                                        | sec. II–III p. Chr., Epoca romană                                                                  | Încarcă foto \| video | Raportează eroare |
| CS-I-m-B-10771.03 (RAN: 50932.01.03)              | Necropolă | oraș Băile Herculane                                    | „Zona Cazino, Parc Central”, zona cuprinsă între hotel Cerna, parcul Central și hotel Roman                                                                                        | sec. II–III p. Chr., Epoca romană                                                                  | Încarcă foto \| video | Raportează eroare |
| CS-I-s-B-10772 (RAN: 50932.04)                    | Situl arheologic de la Băile Herculane, punct „Peștera Hoților” | oraș Băile Herculane                                    | „Peștera Hoților” 44.87825°N 22.4121°E | |                       | Raportează eroare |
| CS-I-m-B-10772.01 (RAN: 50932.04.07)              | Așezare | oraș Băile Herculane                                    | „Peștera Hoților”, pe versantul drept al Cernei, în spatele hotelului Roman, la 500 m N de localitate                                                                              | Epoca medievală                                                                                    | Încarcă foto \| video | Raportează eroare |
| CS-I-m-B-10772.02 (RAN: 50932.04.06)              | Așezare | oraș Băile Herculane                                    | „Peștera Hoților”, pe versantul drept al Cernei, în spatele hotelului Roman, la 500 m N de localitate                                                                              | Epoca daco-romană                                                                                  | Încarcă foto \| video | Raportează eroare |
| CS-I-m-B-10772.03 (RAN: 50932.04.05)              | Așezare | oraș Băile Herculane                                    | „Peștera Hoților”, pe versantul drept al Cernei, în spatele hotelului Roman, la 500 m N de localitate                                                                              | Hallstatt                                                                                          | Încarcă foto \| video | Raportează eroare |
| CS-I-m-B-10772.04 (RAN: 50932.04.04)              | Așezare | oraș Băile Herculane                                    | „Peștera Hoților”, pe versantul drept al Cernei, în spatele hotelului Roman, la 500 m N de localitate                                                                              | Epoca bronzului                                                                                    | Încarcă foto \| video | Raportează eroare |
| CS-I-m-B-10772.05 (RAN: 50932.04.02, 50932.04.03) | Așezare | oraș Băile Herculane                                    | „Peștera Hoților”, pe versantul drept al Cernei, în spatele hotelului Roman, la 500 m N de localitate                                                                              | Neolitic                                                                                           |                       | Raportează eroare |
| CS-I-m-B-10772.06 (RAN: 50932.04.01)              | Așezare | oraș Băile Herculane                                    | „Peștera Hoților”, pe versantul drept al Cernei, în spatele hotelului Roman, la 500 m N de localitate                                                                              | Epipaleolitic                                                                                      | Încarcă foto \| video | Raportează eroare |
| CS-I-s-B-10773 (RAN: 50932.03)                    | Situl arheologic de la Băile Herculane, punct „Peștera Tatarczy” | oraș Băile Herculane                                    | „Peștera Tatarczy”, la 4 km NE de Cartier Pecinișca, în rezervația Domogled | Eneolitic mijlociu                                                                                 | Încarcă foto \| video | Raportează eroare |
| CS-I-s-B-10774 (RAN: 50932.05)                    | Așezare | oraș Băile Herculane                                    | „Săliște”, Cartier Pecinișca | Epoca medievală timpurie                                                                           | Încarcă foto \| video | Raportează eroare |
| CS-I-s-B-10775 (RAN: 50932.02)                    | Așezare | oraș Băile Herculane                                    | „Gura Ungurului” (peșteră), Cartier Pecinișca | Hallstatt                                                                                          | Încarcă foto \| video | Raportează eroare |
| CS-I-s-B-10776 (RAN: 51314.01)                    | Situl arheologic de la Bănia, punct „Cracul Otara” | sat Bănia; comuna Bănia                                 | „Cracul Otara” | | Încarcă foto \| video | Raportează eroare |
| CS-I-m-B-10776.01 (RAN: 51314.01.01)              | Așezare | sat Bănia; comuna Bănia                                 | „Cracul Otara”, la cca. 2 km SE de localitate | sec. XI–XII, Epoca migrațiilor                                                                     | Încarcă foto \| video | Raportează eroare |
| CS-I-m-B-10776.02 (RAN: 51314.01.02)              | Așezare | sat Bănia; comuna Bănia                                 | „Cracul Otara”, la cca. 2 km SE de localitate | sec. II–III p. Chr., Epoca romană                                                                  | Încarcă foto \| video | Raportează eroare |
| CS-I-m-B-10776.03 (RAN: 51314.01.03)              | Așezare | sat Bănia; comuna Bănia                                 | „Cracul Otara”, la cca. 2 km SE de localitate | Eneolitic                                                                                          | Încarcă foto \| video | Raportează eroare |
| CS-I-s-B-10777 (RAN: 51314.02)                    | Situl arheologic de la Bănia, punct „Cioaca cu bani” | sat Bănia; comuna Bănia                                 | „Cioaca cu bani” | | Încarcă foto \| video | Raportează eroare |
| CS-I-m-B-10777.01 (RAN: 51314.02.03)              | Așezare | sat Bănia; comuna Bănia                                 | „Cioaca cu bani”, la 1 km SE de localitate | Epoca migrațiilor                                                                                  | Încarcă foto \| video | Raportează eroare |
| CS-I-m-B-10777.02 (RAN: 51314.02.02)              | Așezare | sat Bănia; comuna Bănia                                 | „Cioaca cu bani”, la 1 km SE de localitate | Epoca romană                                                                                       | Încarcă foto \| video | Raportează eroare |
| CS-I-m-B-10777.03 (RAN: 51314.02.01)              | Așezare | sat Bănia; comuna Bănia                                 | „Cioaca cu bani”, la 1 km SE de localitate | Epoca bronzului                                                                                    | Încarcă foto \| video | Raportează eroare |
| CS-I-m-B-10777.04 (RAN: 51314.02.04)              | Așezare | sat Bănia; comuna Bănia                                 | „Cioaca cu bani”, la 1 km SE de localitate | Neolitic                                                                                           | Încarcă foto \| video | Raportează eroare |
| CS-I-s-B-10778 (RAN: 51314.03)                    | Situl arheologic de la Bănia, punct „Arie” | sat Bănia; comuna Bănia                                 | „Arie” | | Încarcă foto \| video | Raportează eroare |
| CS-I-m-B-10778.01 (RAN: 51314.03.02)              | Așezare | sat Bănia; comuna Bănia                                 | „Arie”, la SE de localitate | Epoca migrațiilor                                                                                  | Încarcă foto \| video | Raportează eroare |
| CS-I-m-B-10778.02 (RAN: 51314.03.01)              | Așezare | sat Bănia; comuna Bănia                                 | „Arie”, la SE de localitate | Epoca romană                                                                                       | Încarcă foto \| video | Raportează eroare |
| CS-I-m-B-10778.03                                 | Așezări preistorice | sat Bănia; comuna Bănia                                 | „Arie”, la SE de localitate | | Încarcă foto \| video | Raportează eroare |
| CS-I-s-B-10779 (RAN: 51314.04)                    | Situl arheologic de la Bănia, punct „Săliște” | sat Bănia; comuna Bănia                                 | „Săliște” | | Încarcă foto \| video | Raportează eroare |
| CS-I-m-B-10779.01 (RAN: 51314.04.01, 51314.04.03) | Așezare | sat Bănia; comuna Bănia                                 | „Săliște”, la intrarea în localitate | Epoca migrațiilor                                                                                  | Încarcă foto \| video | Raportează eroare |
| CS-I-m-B-10779.02 (RAN: 51314.04.02)              | Așezare | sat Bănia; comuna Bănia                                 | „Săliște”, la intrarea în localitate | Epoca romană                                                                                       | Încarcă foto \| video | Raportează eroare |
| CS-I-s-B-10780 (RAN: 51458.01)                    | Fortificație de pământ | sat Berzasca; comuna Berzasca                           | „Cetățuia”, la 2 km N de Berzasca | | Încarcă foto \| video | Raportează eroare |
| CS-I-s-B-10781 (RAN: 51458.02)                    | Așezarea medievală de la Berzasca, punct „Săliște - Valea Dragoselea” | sat Berzasca; comuna Berzasca                           | „Săliște - Valea Dragoselea” | sec. XI–XIV                                                                                        | Încarcă foto \| video | Raportează eroare |
| CS-I-m-B-10781.01 (RAN: 51458.02.02)              | Așezare | sat Berzasca; comuna Berzasca                           | „Săliște - Valea Dragoselea”, la 6 km N de localitate | sec. XI–XIV                                                                                        | Încarcă foto \| video | Raportează eroare |
| CS-I-m-B-10781.02 (RAN: 51458.02.01)              | Necropolă | sat Berzasca; comuna Berzasca                           | „Săliște - Valea Dragoselea”, la 6 km N de localitate | sec. XI–XIV                                                                                        | Încarcă foto \| video | Raportează eroare |
| CS-I-s-B-10782 (RAN: 51458.03)                    | Situl arheologic de la Berzasca, punct „Spit I” | sat Berzasca; comuna Berzasca                           | „Spit I” | | Încarcă foto \| video | Raportează eroare |
| CS-I-m-B-10782.01 (RAN: 51458.03.01)              | Așezare | sat Berzasca; comuna Berzasca                           | „Spit I”, la 1,5 km de sat, sub apă | Hallstatt, Cultura Basarabi                                                                        | Încarcă foto \| video | Raportează eroare |
| CS-I-m-B-10782.02 (RAN: 51458.03.02)              | Așezare | sat Berzasca; comuna Berzasca                           | „Spit I”, la 1,5 km de sat, sub apă | Neolitic                                                                                           | Încarcă foto \| video | Raportează eroare |
| CS-I-s-B-10783 (RAN: 51458.04)                    | Așezare | sat Berzasca; comuna Berzasca                           | „Spit II”, la 150 m de punctul „Spit I”, la 1,5 km de sat, sub apă | Epoca bronzului                                                                                    | Încarcă foto \| video | Raportează eroare |
| CS-I-s-A-10784 (RAN: 51458.05)                    | Așezare | sat Berzasca; comuna Berzasca                           | „Spit III” (Ogașul Neamțului), în apropiere de satul Liubcova, pe malul Dunării 44.65167°N 21.91917°E                                                                              | sec. XIII-XIV                                                                                      | Încarcă foto \| video | Raportează eroare |
| CS-I-s-A-10785 (RAN: 51519.01)                    | Castrul și așezarea romană de la Berzovia | sat Berzovia; comuna Berzovia                           | Intravilan 45.43299°N 21.61509°E | | Încarcă foto \| video | Raportează eroare |
| CS-I-m-A-10785.01 (RAN: 51519.01.01)              | Castru | sat Berzovia; comuna Berzovia                           | Intravilan, zona dintre magazinul sătesc, primărie, dispensar și malul râului Berzasca 45.44556°N 21.62611°E                                                                       | sec. II–III p. Chr., Epoca romană                                                                  | Încarcă foto \| video | Raportează eroare |
| CS-I-m-A-10785.02 (RAN: 51519.01.05)              | Așezare | sat Berzovia; comuna Berzovia                           | Zona dintre magazinul sătesc, primărie, dispensar și malul râului Berzasca 45.44556°N 21.62611°E                                                                                   | Epoca romană                                                                                       | Încarcă foto \| video | Raportează eroare |
| CS-I-s-B-10786 (RAN: 51519.02)                    | Situl arheologic de la Berzovia, punct „Pătruiene” | sat Berzovia; comuna Berzovia                           | „Pătruiene” | | Încarcă foto \| video | Raportează eroare |
| CS-I-m-B-10786.01 (RAN: 51519.02.03)              | Așezare | sat Berzovia; comuna Berzovia                           | „Pătruiene”, la 2 km N de sat | sec. XIII-XIV                                                                                      | Încarcă foto \| video | Raportează eroare |
| CS-I-m-B-10786.02 (RAN: 51519.02.01)              | Așezare | sat Berzovia; comuna Berzovia                           | „Pătruiene”, la 2 km N de sat | sec. III–IV p. Chr., Epoca daco-romană                                                             | Încarcă foto \| video | Raportează eroare |
| CS-I-m-B-10786.03 (RAN: 51519.02.02)              | Instalație de reducere a minereului de fier | sat Berzovia; comuna Berzovia                           | „Pătruiene”, la 2 km N de sat | sec. III–IV p. Chr., Epoca daco-romană                                                             | Încarcă foto \| video | Raportează eroare |
| CS-I-s-B-10787 (RAN: 51519.03)                    | Biserică | sat Berzovia; comuna Berzovia                           | „Dealul Ciclău” | sec. XIII-XIV                                                                                      | Încarcă foto \| video | Raportează eroare |
| CS-I-s-B-10788 (RAN: 50978.01)                    | Așezare fortificată | oraș Bocșa                                              | „Gruniul Cetății”, pe valea Smidei, în spatele cantonului, în Cartierul Bocșa Montană 45.38304°N 21.71872°E                                                                        | Epoca bronzului                                                                                    | Încarcă foto \| video | Raportează eroare |
| CS-I-s-B-10789 (RAN: 50978.02)                    | Situl arheologic de la Bocșa, punct „Cariera Colțani” | oraș Bocșa                                              | „Cariera Colțani” | | Încarcă foto \| video | Raportează eroare |
| CS-I-m-B-10789.01 (RAN: 50978.02.01)              | Așezare | oraș Bocșa                                              | „Cariera Colțani”, lângă Halta CFR Colțan, la SE de Cartierul Bocșa Montană | Eneolitic                                                                                          | Încarcă foto \| video | Raportează eroare |
| CS-I-m-B-10789.02 (RAN: 171129.02.02)             | Așezare | oraș Bocșa                                              | „Cariera Colțani”, lângă Halta CFR Colțan, la SE de Cartierul Bocșa Montană | Epoca bronzului                                                                                    | Încarcă foto \| video | Raportează eroare |
| CS-I-s-B-10790 (RAN: 50978.03)                    | Așezare fortificată | oraș Bocșa                                              | „Gruniul Cetățuia”, pe valea Vernieșului, între ogașele Cătuna Mică și Cătuna Mare, în Cartierul Bocșa Română                                                                      | Epoca bronzului                                                                                    | Încarcă foto \| video | Raportează eroare |
| CS-I-s-B-10791 (RAN: 50978.04)                    | Situl arheologic de la Bocșa, punct „Dealul Mare” | oraș Bocșa                                              | „Dealul Mare” | Hallstatt                                                                                          | Încarcă foto \| video | Raportează eroare |
| CS-I-m-B-10791.01 (RAN: 50978.04.01)              | Așezare fortificată | oraș Bocșa                                              | „Dealul Mare”, la 4 km N de oraș, la dreapta drumului ce duce spre comuna Ramna, în Cartierul Bocșa Română                                                                         | Hallstatt                                                                                          | Încarcă foto \| video | Raportează eroare |
| CS-I-m-B-10791.02 (RAN: 50978.04.02)              | Necropolă de incinerație | oraș Bocșa                                              | „Dealul Mare”, la 4 km N de oraș, la dreapta drumului ce duce spre comuna Ramna, în Cartierul Bocșa Română                                                                         | Hallstatt                                                                                          | Încarcă foto \| video | Raportează eroare |
| CS-I-s-B-10792 (RAN: 50978.05)                    | Cetate (ruine) | oraș Bocșa                                              | „Buza Turcului”, la 1 km N de localitate, pe malul stâng al Bârzavei, în Cartierul Bocșa Vasiova                                                                                   | sec. XIV–XV                                                                                        | Încarcă foto \| video | Raportează eroare |
| CS-I-s-B-10793 (RAN: 53602.01)                    | Așezare fortificată | sat Borlovenii Vechi; comuna Prigor                     | „Leu”, pe malul stâng al Nerei, la 2 km N de sat | Hallstatt                                                                                          | Încarcă foto \| video | Raportează eroare |
| CS-I-s-B-10794 (RAN: 51635.01)                    | Construcție romană de tip mansio | sat Brebu; comuna Brebu                                 | „Gura Văii - Valea Motrului”, la 3 km NE de sat | sec. II–III p. Chr., Epoca romană                                                                  | Încarcă foto \| video | Raportează eroare |
| CS-I-s-B-10795 (RAN: 51760.01)                    | Construcție romană | sat Bucoșnița; comuna Bucoșnița                         | „Săliște”, la cca. 300 m de gară și la 50 m de șosea 45.25555°N 22.25139°E | sec. II–III p. Chr., Epoca romană                                                                  | Încarcă foto \| video | Raportează eroare |
| CS-I-s-B-10796 (RAN: 51350.01)                    | Situl arheologic de la Bucova, punct „Poarta de Fier a Transilvaniei” | sat Bucova; comuna Băuțar                               | „Poarta de Fier a Transilvaniei” | | Încarcă foto \| video | Raportează eroare |
| CS-I-m-B-10796.01 (RAN: 51350.01.04)              | Fortificație | sat Bucova; comuna Băuțar                               | „Poarta de Fier a Transilvaniei”, la 2 km E de localitate | Epoca medievală                                                                                    | Încarcă foto \| video | Raportează eroare |
| CS-I-m-B-10796.02 (RAN: 51350.01.03)              | Val | sat Bucova; comuna Băuțar                               | „Poarta de Fier a Transilvaniei”, la 2 km E de localitate | Epoca medievală                                                                                    | Încarcă foto \| video | Raportează eroare |
| CS-I-m-B-10796.03 (RAN: 51350.01.01, 51350.01.02) | Val | sat Bucova; comuna Băuțar                               | „Poarta de Fier a Transilvaniei”, la 2 km E de localitate | Latène, Cultura geto-dacică                                                                        | Încarcă foto \| video | Raportează eroare |
| CS-I-s-B-10797 (RAN: 51029.01)                    | Situl arheologic de la Caransebeș, cartierul Balta Sărată-„Câmpul lui Andrei” | municipiul Caransebeș                                   | „Câmpul lui Andrei” | | Încarcă foto \| video | Raportează eroare |
| CS-I-m-B-10797.01 (RAN: 51029.01.04)              | Așezare | municipiul Caransebeș                                   | „Câmpul lui Andrei”, Cartier Balta Sărată, la cca. 150 m E de șoseaua Caransebeș - Orșova                                                                                          | Epoca medievală timpurie                                                                           | Încarcă foto \| video | Raportează eroare |
| CS-I-m-B-10797.02 (RAN: 51029.01.03)              | Așezare | municipiul Caransebeș                                   | „Câmpul lui Andrei”, Cartier Balta Sărată, la cca. 150 m E de șoseaua Caransebeș - Orșova                                                                                          | Hallstatt                                                                                          | Încarcă foto \| video | Raportează eroare |
| CS-I-m-B-10797.03 (RAN: 51029.01.02)              | Așezare | municipiul Caransebeș                                   | „Câmpul lui Andrei”, Cartier Balta Sărată, la cca. 150 m E de șoseaua Caransebeș - Orșova                                                                                          | Epoca bronzului                                                                                    | Încarcă foto \| video | Raportează eroare |
| CS-I-m-B-10797.04 (RAN: 51029.01.01)              | Așezare | municipiul Caransebeș                                   | „Câmpul lui Andrei”, Cartier Balta Sărată, la cca. 150 m E de șoseaua Caransebeș - Orșova                                                                                          | Neolitic                                                                                           | Încarcă foto \| video | Raportează eroare |
| CS-I-s-B-10798                                    | Situl arheologic de la Caransebeș | municipiul Caransebeș                                   | | | Încarcă foto \| video | Raportează eroare |
| CS-I-m-B-10798.01                                 | Așezare | municipiul Caransebeș                                   | Cartier Balta Sărată, la 4 km de oraș | Epoca bronzului                                                                                    | Încarcă foto \| video | Raportează eroare |
| CS-I-m-B-10798.02                                 | Așezare | municipiul Caransebeș                                   | Cartier Balta Sărată, la 4 km de oraș | Neolitic                                                                                           | Încarcă foto \| video | Raportează eroare |
| CS-I-s-B-10799 (RAN: 51029.03)                    | Situl arheologic de la Caransebeș, punct „Mehala” | municipiul Caransebeș                                   | „Mehala” | | Încarcă foto \| video | Raportează eroare |
| CS-I-m-B-10799.01 (RAN: 51029.03.02)              | Necropolă | municipiul Caransebeș                                   | „Mehala”, lângă complexul zootehnic, pe partea stângă a râului Sebeș, la 1,5 km de șosea                                                                                           | sec. XIV                                                                                           | Încarcă foto \| video | Raportează eroare |
| CS-I-m-B-10799.02 (RAN: 51029.03.01)              | Villa rustica | municipiul Caransebeș                                   | „Mehala”, lângă complexul zootehnic, pe partea stângă a râului Sebeș, la 1,5 km de șosea                                                                                           | sec. II–III p. Chr., Epoca romană                                                                  | Încarcă foto \| video | Raportează eroare |
| CS-I-s-A-10805 (RAN: 51038.01)                    | Castrul roman de la Tibiscum | municipiul Caransebeș                                   | „Peste ziduri”, Cartier Jupa 45.46583°N 22.18972°E | sec. II–IV p. Chr., Epoca romană                                                                   | Alte imagini          | Raportează eroare |
| CS-I-m-A-10805.01 (RAN: 51038.01.01)              | Castru de piatră | municipiul Caransebeș                                   | „Peste ziduri”, Cartier Jupa, pe malul stâng al Timișului, la 200 m de fostul sat și 6 km de oraș 45.46583°N 22.18972°E                                                            | sec. II–IV p. Chr., Epoca romană                                                                   | Încarcă foto \| video | Raportează eroare |
| CS-I-m-A-10805.02 (RAN: 51038.01.02)              | Canabae | municipiul Caransebeș                                   | „Peste ziduri”, Cartier Jupa, pe malul stâng al Timișului, la 200 m de fostul sat și 6 km de oraș 45.46583°N 22.18972°E                                                            | sec. II–IV p. Chr., Epoca romană                                                                   | Încarcă foto \| video | Raportează eroare |
| CS-I-s-B-10806 (RAN: 51029.08)                    | Cetate | municipiul Caransebeș                                   | Str. Cetății și Potocului, în curțile locuitorilor | sec. XIV–XV                                                                                        | Încarcă foto \| video | Raportează eroare |
| CS-I-s-B-10807 (RAN: 51029.07)                    | Biserică de tip romanic | municipiul Caransebeș                                   | Piața Revoluției, la 50 m de Biserica romano-catolică | sec. XIII-XIV                                                                                      |                       | Raportează eroare |
| CS-I-s-B-10808 (RAN: 51029.20)                    | Cetate | sat Carașova; comuna Carașova                           | „Cetate”, la 2 km NE de intrarea în sat, deasupra cheilor Carașului | sec. XIII–XIV                                                                                      | Încarcă foto \| video | Raportează eroare |
| CS-I-s-B-10809 (RAN: 51859.01)                    | Construcție romană | sat Cărbunari; comuna Cărbunari                         | „Boiște”, la 5 km SE de sat, pe malul stâng al pârâului Boiște 44.83576°N 21.74709°E                                                                                               | sec. II–III p. Chr., Epoca romană                                                                  | Încarcă foto \| video | Raportează eroare |
| CS-I-s-B-10810 (RAN: 51859.02)                    | Situl arheologic de la Cărbunari, punct „Peștera Urzicari” | sat Cărbunari; comuna Cărbunari                         | „Peștera Urzicari” | | Încarcă foto \| video | Raportează eroare |
| CS-I-m-B-10810.01 (RAN: 51859.02.02)              | Urme de locuire | sat Cărbunari; comuna Cărbunari                         | „Peștera Urzicari” | Neolitic                                                                                           | Încarcă foto \| video | Raportează eroare |
| CS-I-m-B-10810.02 (RAN: 51859.02.01)              | Urme de locuire | sat Cărbunari; comuna Cărbunari                         | „Peștera Urzicari” | Paleolitic                                                                                         | Încarcă foto \| video | Raportează eroare |
| CS-I-s-B-10811 (RAN: 51957.01)                    | Necropolă | sat Ciclova Română; comuna Ciclova Română               | „La Morminți”, pe malul stâng al pârâului Vraniul Mare, la cca. 2 km de sat | sec. XIV, Epoca medievală                                                                          | Încarcă foto \| video | Raportează eroare |
| CS-I-s-B-10812 (RAN: 51886.03)                    | Biserică | sat Constantin Daicoviciu; comuna Constantin Daicoviciu | la intrarea în sat, pe partea stângă a drumului, lângă grajdurile fostului CAP | sec. XIV–XV                                                                                        | Încarcă foto \| video | Raportează eroare |
| CS-I-s-B-10813 (RAN: 52179.01)                    | Așezare | sat Cornereva; comuna Cornereva                         | „Piatra Ilișovei”, la 3 km N de sat, pe muntele Cerna; vârf lângă „Stâna lui Grecu”.                                                                                               | Epoca bronzului timpuriu, Cultura Coțofeni                                                         | Încarcă foto \| video | Raportează eroare |
| CS-I-s-B-10814 (RAN: 53443.01)                    | Situl arheologic de la Cornuțel, punct „Dealul Cozlari” | sat Cornuțel; comuna Păltiniș                           | „Dealul Cozlari” 45.43236°N 22.09197°E | sec. II–III p. Chr.                                                                                | Încarcă foto \| video | Raportează eroare |
| CS-I-m-B-10814.01 (RAN: 53443.01.02)              | Așezare civilă | sat Cornuțel; comuna Păltiniș                           | „Dealul Cozlari”, la 1 km SV de gara C.F.R. și la 500 m N de șoseaua Reșița - Caransebeș.                                                                                          | sec. II–III p. Chr., Epoca romană                                                                  | Încarcă foto \| video | Raportează eroare |
| CS-I-m-B-10814.02 (RAN: 53443.01.01)              | Castru | sat Cornuțel; comuna Păltiniș                           | „Dealul Cozlari”, la 1 km SV de gara C.F.R. și la 500 m N de șoseaua Reșița - Caransebeș.                                                                                          | sec. II–III p. Chr., Epoca romană                                                                  | Încarcă foto \| video | Raportează eroare |
| CS-I-s-A-10815 (RAN: 53498.01)                    | Situl arheologic de la Coronini, punct „Cula” | sat Coronini; comuna Coronini                           | „Cula” 44.67305°N 21.68056°E | | Încarcă foto \| video | Raportează eroare |
| CS-I-m-A-10815.01 (RAN: 53498.01.06)              | Cetatea Ladislau (Donjonul de la Coronini) | sat Coronini; comuna Coronini                           | „Cula”, la 600 m SE de sat 44.67305°N 21.68056°E | sec. XV                                                                                            |                       | Raportează eroare |
| CS-I-m-A-10815.02 (RAN: 53498.01.03)              | Fortificație | sat Coronini; comuna Coronini                           | „Cula”, la 600 m SE de sat 44.67305°N 21.68056°E | Latène, Cultura geto-dacică                                                                        | Încarcă foto \| video | Raportează eroare |
| CS-I-m-A-10815.03 (RAN: 53498.01.01)              | Așezare | sat Coronini; comuna Coronini                           | „Cula”, la 600 m SE de sat 44.67305°N 21.68056°E | Epoca bronzului                                                                                    | Încarcă foto \| video | Raportează eroare |
| CS-I-m-A-10815.04 (RAN: 53498.01.02)              | Fortificație | sat Coronini; comuna Coronini                           | „Cula”, la 600 m SE de sat 44.67305°N 21.68056°E | Epoca bronzului                                                                                    | Încarcă foto \| video | Raportează eroare |
| CS-I-s-B-10816 (RAN: 53498.02)                    | Situl arheologic de la Coronini, punct „Gaura Chindiei I și II” | sat Coronini; comuna Coronini                           | „Gaura Chindiei I si II” | | Încarcă foto \| video | Raportează eroare |
| CS-I-m-B-10816.01 (RAN: 53498.02.03)              | Așezare | sat Coronini; comuna Coronini                           | „Gaura Chindiei I si II”, la 4 km E de sat, peșteră | Epoca medievală                                                                                    | Încarcă foto \| video | Raportează eroare |
| CS-I-m-B-10816.02 (RAN: 53498.02.04)              | Picturi rupestre | sat Coronini; comuna Coronini                           | „Gaura Chindiei I si II”, la 4 km E de sat, peșteră | Epoca medievală                                                                                    | Încarcă foto \| video | Raportează eroare |
| CS-I-m-B-10816.03 (RAN: 53498.02.02)              | Picturi rupestre | sat Coronini; comuna Coronini                           | „Gaura Chindiei I si II”, la 4 km E de sat, peșteră | Epoca bronzului                                                                                    | Încarcă foto \| video | Raportează eroare |
| CS-I-m-B-10816.04 (RAN: 53498.02.01)              | Așezare | sat Coronini; comuna Coronini                           | „Gaura Chindiei I si II”, la 4 km E de sat, peșteră | Epoca bronzului                                                                                    | Încarcă foto \| video | Raportează eroare |
| CS-I-s-B-10817 (RAN: 53498.03)                    | Situl arheologic de la Coronini, punct „Gaura cu muscă” | sat Coronini; comuna Coronini                           | „Gaura cu muscă” | | Încarcă foto \| video | Raportează eroare |
| CS-I-m-B-10817.01 (RAN: 53498.03.03)              | Așezare | sat Coronini; comuna Coronini                           | „Gaura cu muscă”, la 3 km E de sat, în peșteră | Epoca medievală                                                                                    | Încarcă foto \| video | Raportează eroare |
| CS-I-m-B-10817.02 (RAN: 53498.03.01)              | Așezare | sat Coronini; comuna Coronini                           | „Gaura cu muscă”, la 3 km E de sat, în peșteră | Perioada de tranziție la epoca bronzului                                                           | Încarcă foto \| video | Raportează eroare |
| CS-I-m-B-10817.03 (RAN: 53498.03.02)              | Așezare | sat Coronini; comuna Coronini                           | „Gaura cu muscă”, la 3 km E de sat, în peșteră | Epoca migrațiilor                                                                                  | Încarcă foto \| video | Raportează eroare |
| CS-I-m-A-10818 (RAN: 53498.01)                    | Așezare | sat Coronini; comuna Coronini                           | „Cula”, la 600 m SE de sat 44.67305°N 21.68056°E | Epoca medievală                                                                                    | Încarcă foto \| video | Raportează eroare |
| CS-I-s-B-10819 (RAN: 52142.01)                    | Situl arheologic de la Cuptoare, punct „Dealul Sfogea” | sat Cuptoare; comuna Cornea                             | „Dealul Sfogea” | | Încarcă foto \| video | Raportează eroare |
| CS-I-m-B-10819.01 (RAN: 52142.01.02)              | Necropolă | sat Cuptoare; comuna Cornea                             | „Dealul Sfogea”, la 1 km SE de sat | sec. XIII-XIV                                                                                      | Încarcă foto \| video | Raportează eroare |
| CS-I-m-B-10819.02 (RAN: 52142.01.01)              | Așezare | sat Cuptoare; comuna Cornea                             | „Dealul Sfogea”, la 1 km SE de sat | Neolitic, Cultura Sălcuța                                                                          | Încarcă foto \| video | Raportează eroare |
| CS-I-m-B-10819.03 (RAN: 52142.01.03)              | Mormânt | sat Cuptoare; comuna Cornea                             | „Dealul Sfogea”, la 1 km SE de sat | Neolitic, Cultura Sălcuța                                                                          | Încarcă foto \| video | Raportează eroare |
| CS-I-s-B-10820 (RAN: 52589.01)                    | Așezare fortificată | sat Dalboșeț; comuna Dalboșeț                           | „Grădiște”, la 2 km E de sat | Latène, Cultura geto-dacică                                                                        | Încarcă foto \| video | Raportează eroare |
| CS-I-s-A-10821 (RAN: 53540.01)                    | Cetatea și așezarea dacică de la Divici | sat Divici; comuna Pojejena                             | „Grad”, la 2,5 km de sat | | Încarcă foto \| video | Raportează eroare |
| CS-I-m-A-10821.01 (RAN: 53540.01.02)              | Așezare | sat Divici; comuna Pojejena                             | „Grad”, la 2,5 km V de sat 44.78305°N 21.47333°E | Latène, Cultura geto-dacică                                                                        | Încarcă foto \| video | Raportează eroare |
| CS-I-m-A-10821.02 (RAN: 53540.01.01)              | Cetate | sat Divici; comuna Pojejena                             | „Grad”, la 2,5 km V de sat 44.78305°N 21.47333°E | sec. II a. Chr. - sec. I p. Chr., Latène, Cultura geto-dacică                                      | Încarcă foto \| video | Raportează eroare |
| CS-I-s-B-10822 (RAN: 52730.01)                    | Așezare | sat Domașnea; comuna Domașnea                           | „Coveiul lui Ioșca”, la 1 km S de sat, spre Orșova | sec. II–IV p. Chr., Epoca romană                                                                   | Încarcă foto \| video | Raportează eroare |
| CS-I-s-B-10823 (RAN: 52730.02)                    | Fortificație de pământ | sat Domașnea; comuna Domașnea                           | „Potoc”, la 3 km NV de sat | sec. XI–XII                                                                                        | Încarcă foto \| video | Raportează eroare |
| CS-I-s-B-10824 (RAN: 51485.01)                    | Situl arheologic de la Drencova | sat Drencova; comuna Berzasca                           | „La Cetatea de pământ” 44.6376°N 21.97488°E | sec. XII–XIII                                                                                      |                       | Raportează eroare |
| CS-I-m-B-10824.01 (RAN: 51485.01.01)              | Fortificație de pământ | sat Drencova; comuna Berzasca                           | „La Cetatea de Pământ”, la 1,5 km spre Cozla, pe malul Dunării | sec. XII–XIII                                                                                      | Încarcă foto \| video | Raportează eroare |
| CS-I-m-B-10824.02 (RAN: 51485.01.02)              | Necropolă | sat Drencova; comuna Berzasca                           | „La Cetatea de pământ”, la 1,5 km spre Cozla, pe malul Dunării | sec. XII–XIII                                                                                      | Încarcă foto \| video | Raportează eroare |
| CS-I-s-B-10825 (RAN: 52810.01)                    | Situl arheologic de la Duleu, punctele „Ripigiune”, „Coturi”, „Dâmb”, „Arieș”, „Codru” | sat Duleu; comuna Fârliug                               | „Ripigiune”, „Coturi”, „Dâmb”, „Arieș”, „Codru” | | Încarcă foto \| video | Raportează eroare |
| CS-I-m-B-10825.01 (RAN: 52810.01.01)              | Așezări | sat Duleu; comuna Fârliug                               | „Ripigiune”, „Coturi”, „Dâmb”, „Aries”, „Codru”, pe malul drept alrâului Pogăniș, la 2 km NE de sat                                                                                | sec. III–IV p. Chr., Epoca daco-romană                                                             | Încarcă foto \| video | Raportează eroare |
| CS-I-m-B-10825.02 (RAN: 52810.01.02)              | Fortificație de pământ | sat Duleu; comuna Fârliug                               | „Ripigiune”, „Coturi”, „Dâmb”, „Aries”, „Codru”, pe malul drept al râului Pogăniș, la 2 km NE de sat                                                                               | Hallstatt                                                                                          | Încarcă foto \| video | Raportează eroare |
| CS-I-s-B-10826 (RAN: 52810.02)                    | Situl arheologic de la Duleu, punct „Cornet Cetate” | sat Duleu; comuna Fârliug                               | „Cornet Cetate” 45.51153°N 21.77764°E | sec. II–IV p. Chr.                                                                                 | Încarcă foto \| video | Raportează eroare |
| CS-I-m-B-10826.01 (RAN: 52810.02.01)              | Castru de pământ | sat Duleu; comuna Fârliug                               | „Cornet Cetate”, pe malul drept al pârâului Pogăniș, la 2 km NE de sat | sec. II–IV p. Chr., Epoca romană                                                                   | Încarcă foto \| video | Raportează eroare |
| CS-I-m-B-10826.02 (RAN: 52810.02.02)              | Necropolă | sat Duleu; comuna Fârliug                               | „Cornet Cetate”, pe malul drept al pârâului Pogăniș, la 2 km NE de sat | sec. II–IV p. Chr., Epoca romană                                                                   | Încarcă foto \| video | Raportează eroare |
| CS-I-s-B-10827 (RAN: 52810.03)                    | Situl arheologic de la Duleu, punct „Odăi” | sat Duleu; comuna Fârliug                               | „Odăi” | sec. II–III p. Chr.                                                                                | Încarcă foto \| video | Raportează eroare |
| CS-I-m-B-10827.01 (RAN: 52810.03.02)              | Așezare civilă | sat Duleu; comuna Fârliug                               | „Odăi”, la 1 km NV de sat, pe terasamijlocie a pârâului Pogăniș, în zona Spilașului                                                                                                | sec. II–III p. Chr., Epoca romană                                                                  | Încarcă foto \| video | Raportează eroare |
| CS-I-m-B-10827.02 (RAN: 52810.03.01)              | Castru de piatră | sat Duleu; comuna Fârliug                               | „Odăi”, la 1 km NV de sat, pe terasa mijlocie a pârâului Pogăniș, în zona Spilașului 45.4925°N 21.85607°E                                                                          | sec. II–III p. Chr., Epoca romană                                                                  | Încarcă foto \| video | Raportează eroare |
| CS-I-s-B-10828 (RAN: 52865.01)                    | Așezare | sat Forotic; comuna Forotic                             | „Valea Iepii”, la 800 m NE de localitate, între Forotic și Brezov | sec. VIII–IX, Epoca migrațiilor                                                                    | Încarcă foto \| video | Raportează eroare |
| CS-I-s-A-10829 (RAN: 53942.01)                    | Situl arheologic de la Gornea-Sichevița, punct „Dealul Păzăriște” | sat Gornea; comuna Sichevița                            | „Dealul Păzăriște” 44.66806°N 21.86861°E | | Încarcă foto \| video | Raportează eroare |
| CS-I-m-A-10829.01 (RAN: 53942.01.03)              | Necropolă | sat Gornea; comuna Sichevița                            | „Dealul Păzăriște”, la 2 km SE de sat, la intrarea în localitate dinspre Dunăre 44.66806°N 21.86861°E                                                                              | sec. IX–XI, Epoca medievală timpurie                                                               | Încarcă foto \| video | Raportează eroare |
| CS-I-m-A-10829.02 (RAN: 53942.01.04)              | Așezare | sat Gornea; comuna Sichevița                            | „Dealul Păzăriște”, la 2 km SE de sat, la intrarea în localitate dinspre Dunăre 44.66806°N 21.86861°E                                                                              | Epipaleolitic                                                                                      | Încarcă foto \| video | Raportează eroare |
| CS-I-m-A-10829.03 (RAN: 53942.01.01)              | Fortificație de pământ | sat Gornea; comuna Sichevița                            | „Dealul Păzăriște”, la 2 km SE de sat, la intrarea în localitate dinspre Dunăre 44.66806°N 21.86861°E                                                                              | Epoca bronzului                                                                                    | Încarcă foto \| video | Raportează eroare |
| CS-I-s-B-10830 (RAN: 53942.02)                    | Situl arheologic de la Gornea-Sichevița, punct „Țărmuri” | sat Gornea; comuna Sichevița                            | „Țărmuri” | | Încarcă foto \| video | Raportează eroare |
| CS-I-m-B-10830.01 (RAN: 53942.02.03)              | Așezare | sat Gornea; comuna Sichevița                            | „Țărmuri”, pe terasa joasă a Dunării, cuprinsă între șosea și malul fluviului, la cca. 2,5 km de sat                                                                               | Epoca medievală timpurie                                                                           | Încarcă foto \| video | Raportează eroare |
| CS-I-m-B-10830.02 (RAN: 53942.02.02)              | Așezare | sat Gornea; comuna Sichevița                            | „Țărmuri”, pe terasa joasă a Dunării, cuprinsă între șosea și malul fluviului, la cca. 2,5 km de sat                                                                               | Hallstatt                                                                                          | Încarcă foto \| video | Raportează eroare |
| CS-I-m-B-10830.03 (RAN: 53942.02.01)              | Așezare | sat Gornea; comuna Sichevița                            | „Țărmuri”, pe terasa joasă a Dunării, cuprinsă între șosea și malul fluviului, la cca. 2,5 km de sat                                                                               | Neolitic                                                                                           | Încarcă foto \| video | Raportează eroare |
| CS-I-s-B-10831 (RAN: 53942.03)                    | Situl arheologic Gornea-Sichevița, punct „Căunița de Sus” | sat Gornea; comuna Sichevița                            | „Căunița de Sus” | | Încarcă foto \| video | Raportează eroare |
| CS-I-m-B-10831.01 (RAN: 53942.03.05)              | Necropolă | sat Gornea; comuna Sichevița                            | „Căunița de Sus”, pe terasa mijlocie a Dunării cuprinsă între Dealul Căunița și Dunăre, între valea Gornea și Ogașul Căuniței                                                      | Epoca medievală timpurie                                                                           | Încarcă foto \| video | Raportează eroare |
| CS-I-m-B-10831.02 (RAN: 53942.03.03)              | Villa rustica | sat Gornea; comuna Sichevița                            | „Căunița de Sus”, pe terasa mijlocie a Dunării cuprinsă între Dealul Căunița și Dunăre, între valea Gornea și Ogașul Căuniței                                                      | sec. II–III p. Chr., Epoca romană                                                                  | Încarcă foto \| video | Raportează eroare |
| CS-I-m-B-10831.03 (RAN: 53942.03.04)              | Cuptor de ars cărămizi | sat Gornea; comuna Sichevița                            | „Căunița de Sus”, pe terasa mijlocie a Dunării cuprinsă între Dealul Căunița și Dunăre, între valea Gornea și Ogașul Căuniței                                                      | sec. II–III p. Chr., Epoca romană                                                                  | Încarcă foto \| video | Raportează eroare |
| CS-I-m-B-10831.04 (RAN: 53942.03.02)              | Așezare | sat Gornea; comuna Sichevița                            | „Căunița de Sus”, pe terasa mijlocie a Dunării cuprinsă între Dealul Căunița și Dunăre, între valea Gornea și Ogașul Căuniței                                                      | Hallstatt                                                                                          | Încarcă foto \| video | Raportează eroare |
| CS-I-m-B-10831.05 (RAN: 53942.03.01)              | Așezare | sat Gornea; comuna Sichevița                            | „Căunița de Sus”, pe terasa mijlocie a Dunării cuprinsă între Dealul Căunița și Dunăre, între valea Gornea și Ogașul Căuniței                                                      | Neolitic, Cultura Vinča                                                                            | Încarcă foto \| video | Raportează eroare |
| CS-I-s-B-10832 (RAN: 53942.04)                    | Castellum | sat Gornea; comuna Sichevița                            | „Căunița de Jos” la 4,5 km SV de sat, terasa inferioară a Dunării, la stânga Ogașului Căuniței                                                                                     | sec. IV–V, Epoca romano-bizantină                                                                  | Încarcă foto \| video | Raportează eroare |
| CS-I-s-B-10833 (RAN: 53942.05)                    | Situl arheologic de la Gornea, punct „Locurile lungi” | sat Gornea; comuna Sichevița                            | „locurile lungi” | | Încarcă foto \| video | Raportează eroare |
| CS-I-m-B-10833.01 (RAN: 53942.05.04)              | Așezare | sat Gornea; comuna Sichevița                            | „Locurile lungi”, pe terasa inferioară, între valea Cameniței și Liubcova | Eneolitic                                                                                          | Încarcă foto \| video | Raportează eroare |
| CS-I-m-B-10833.02 (RAN: 53942.05.02)              | Așezare | sat Gornea; comuna Sichevița                            | „Locurile lungi”, pe terasa inferioară, între valea Cameniței și Liubcova | Neolitic                                                                                           | Încarcă foto \| video | Raportează eroare |
| CS-I-s-B-10834 (RAN: 53942.06)                    | Așezare | sat Gornea; comuna Sichevița                            | „Bișteg”, pe dealul situat în stânga văii satului | Eneolitic                                                                                          | Încarcă foto \| video | Raportează eroare |
| CS-I-m-B-10835 (RAN: 53942.07)                    | Necropolă | sat Gornea; comuna Sichevița                            | „Tircheviște”, la 3 km de sat, la capătul estic al terasei Căunița de Sus | sec. XIV–XV                                                                                        | Încarcă foto \| video | Raportează eroare |
| CS-I-s-B-10836 (RAN: 53942.08)                    | Necropolă | sat Gornea; comuna Sichevița                            | „Ogașul lui Udrescu”, la 1 km S de sat | sec. X–XI                                                                                          | Încarcă foto \| video | Raportează eroare |
| CS-I-s-B-10837 (RAN: 53942.09)                    | Așezare fortificată | sat Gornea; comuna Sichevița                            | „Vodneac”, pe malul Dunării, la NV de sat | Epoca bronzului                                                                                    | Încarcă foto \| video | Raportează eroare |
| CS-I-s-B-10838 (RAN: 53942.10)                    | Situl arheologic de la Gornea-Sichevița, punct „Zomonița” | sat Gornea; comuna Sichevița                            | „Zomonița” | | Încarcă foto \| video | Raportează eroare |
| CS-I-m-B-10838.01 (RAN: 53942.10.01)              | Așezare | sat Gornea; comuna Sichevița                            | „Zomonița”, la 3 km S de sat pe terasa Dunării, dinspre podul Păzăriște | sec. IX–XII, Epoca medievală timpurie                                                              | Încarcă foto \| video | Raportează eroare |
| CS-I-m-B-10838.02 (RAN: 53942.10.03)              | Necropolă | sat Gornea; comuna Sichevița                            | „Zomonița”, la 3 km S de sat pe terasa Dunării, dinspre podul Păzăriște | sec. IX–XII, Epoca medievală timpurie                                                              | Încarcă foto \| video | Raportează eroare |
| CS-I-m-B-10838.03 (RAN: 53942.10.02)              | Așezare | sat Gornea; comuna Sichevița                            | „Zomonița”, la 3 km S de sat pe terasa Dunării, dinspre podul Păzăriște | sec. VIII–IX, Epoca migrațiilor                                                                    | Încarcă foto \| video | Raportează eroare |
| CS-I-s-B-10839 (RAN: 53014.01)                    | Situl arheologic de la Greoni | sat Greoni; comuna Grădinari                            | „Săliște” | | Încarcă foto \| video | Raportează eroare |
| CS-I-m-B-10839.01 (RAN: 53014.01.01)              | Așezare rurală | sat Greoni; comuna Grădinari                            | „Săliște”, la 1 km SV de sat, pe malulrâului Caraș | sec. III–IV p. Chr., Epoca daco-romană                                                             | Încarcă foto \| video | Raportează eroare |
| CS-I-m-B-10839.02 (RAN: 53014.01.02)              | Așezare rurală | sat Greoni; comuna Grădinari                            | „Săliște”, la 1 km SV de sat, pe malulrâului Caraș | Epoca romană                                                                                       | Încarcă foto \| video | Raportează eroare |
| CS-I-s-B-10840 (RAN: 51822.01)                    | Situl arheologic de la Iabalcea | sat Iabalcea; comuna Carașova                           | „Peștera Țapului” | | Încarcă foto \| video | Raportează eroare |
| CS-I-m-B-10840.01 (RAN: 51822.01.03)              | Așezare | sat Iabalcea; comuna Carașova                           | „Peștera Țapului”, la 3 km SV de sat, pe malul drept al Carașului | Hallstatt                                                                                          | Încarcă foto \| video | Raportează eroare |
| CS-I-m-B-10840.02                                 | Așezare | sat Iabalcea; comuna Carașova                           | „Peștera Țapului”, la 3 km SV de sat, pe malul drept al Carașului | Perioada de tranziție la epoca bronzului                                                           | Încarcă foto \| video | Raportează eroare |
| CS-I-s-A-10800 (RAN: 51029.05)                    | Templul lui Apollo | sat Iaz; comuna Obreja                                  | „Satu Bătrân”, lângă linia CFR, pe partea dreaptă a drumului Iaz - Balastieră, la cca. 1 km V de localitate 45.46639°N 22.22139°E                                                  | sec. II–III p. Chr., Epoca romană                                                                  | Încarcă foto \| video | Raportează eroare |
| CS-I-s-B-10801 (RAN: 51029.05)                    | Situl arheologic de la Iaz, punct „Iaz-Șușară” | sat Iaz; comuna Obreja                                  | „Iaz - Șușară” | | Încarcă foto \| video | Raportează eroare |
| CS-I-m-B-10801.01 (RAN: 51029.05.04)              | Necropolă | sat Iaz; comuna Obreja                                  | „Iaz - Șușară”, la cca. 1–2 km SE de castrul roman și la cca. 300–400 m SE de orașul roman                                                                                         | Epoca romană                                                                                       | Încarcă foto \| video | Raportează eroare |
| CS-I-m-B-10801.02 (RAN: 51029.05.03)              | Așezare | sat Iaz; comuna Obreja                                  | „Iaz - Șușară”, la cca. 1–2 km SE de castrul roman și la cca. 300–400 m SE de orașul roman                                                                                         | Hallstatt                                                                                          | Încarcă foto \| video | Raportează eroare |
| CS-I-m-B-10801.03 (RAN: 51029.05.01)              | Așezare | sat Iaz; comuna Obreja                                  | „Iaz - Șușară”, la cca. 1–2 km SE de castrul roman și la cca. 300–400 m SE de orașul roman                                                                                         | Eneolitic                                                                                          | Încarcă foto \| video | Raportează eroare |
| CS-I-m-B-10801.04 (RAN: 51029.05.02)              | Așezare | sat Iaz; comuna Obreja                                  | „Iaz - Șușară”, la cca. 1–2 km SE de castrul roman și la cca. 300–400 m SE de orașul roman                                                                                         | Epoca bronzului                                                                                    | Încarcă foto \| video | Raportează eroare |
| CS-I-s-A-10802 (RAN: 51038.06)                    | Municipiul roman Tibiscum, punct „Iaz - Traianu”, lunca Timișului | sat Iaz; comuna Obreja                                  | „Iaz - Traianu”, în lunca Timișului, pe malul drept, la 1 km E de castrul roman | sec. II-IV p. Chr., Epoca romană                                                                   | Încarcă foto \| video | Raportează eroare |
| CS-I-s-A-10803 (RAN: 53407.01)                    | Municipiul Tibiscum | sat Iaz; comuna Obreja                                  | „Iaz - Traianu”, la cca. 700 m E de castru, pe malul drept al Timișului 45.47445°N 22.18667°E                                                                                      | sec. II–IV p. Chr., Epoca romană                                                                   | Încarcă foto \| video | Raportează eroare |
| CS-I-s-B-10804 (RAN: 53407.02)                    | Necropolă | sat Iaz; comuna Obreja                                  | „Satu Bătrân”, la 500 m S de municipiul roman | sec. II–III p. Chr., Epoca romană                                                                  | Încarcă foto \| video | Raportează eroare |
| CS-I-m-B-10841 (RAN: 51966.01)                    | Stâncă pictată | sat Ilidia; comuna Ciclova Română                       | „Valea Mare”, la 2,5 km E de sat | sec. XIII-XIV                                                                                      | Încarcă foto \| video | Raportează eroare |
| CS-I-s-A-10842 (RAN: 51966.02)                    | Biserica fortificată și necropola medievală de la Ilidia, punct „Dealul Cetate” | sat Ilidia; comuna Ciclova Română                       | „Dealul Cetate” 44.9725°N 21.70639°E | | Încarcă foto \| video | Raportează eroare |
| CS-I-m-A-10842.01 (RAN: 51966.02.02)              | Biserică fortificată | sat Ilidia; comuna Ciclova Română                       | „Dealul Cetate”, pe latura de N și în dreapta satului 44.9725°N 21.70639°E | sec. XIII-XIV                                                                                      | Încarcă foto \| video | Raportează eroare |
| CS-I-m-A-10842.02 (RAN: 51966.02.03)              | Necropolă | sat Ilidia; comuna Ciclova Română                       | „Dealul Cetate”, pe latura de N și în dreapta satului 44.9725°N 21.70639°E | sec. XI–XIV                                                                                        | Încarcă foto \| video | Raportează eroare |
| CS-I-s-B-10843 (RAN: 51966.03)                    | Situl arheologic de la Ilidia, punct „Săliște” | sat Ilidia; comuna Ciclova Română                       | „Săliște” | | Încarcă foto \| video | Raportează eroare |
| CS-I-m-B-10843.01 (RAN: 51966.03.02)              | Așezare | sat Ilidia; comuna Ciclova Română                       | „Săliște”, în marginea vestică a satului, spre intrarea în localitate | sec. XIII–XIV, Epoca medievală timpurie                                                            | Încarcă foto \| video | Raportează eroare |
| CS-I-m-B-10843.02 (RAN: 51966.03.01)              | Așezare | sat Ilidia; comuna Ciclova Română                       | „Săliște”, în marginea vestică a satului, spre intrarea în localitate | sec. VIII–IX, Epoca migrațiilor                                                                    | Încarcă foto \| video | Raportează eroare |
| CS-I-s-A-10844 (RAN: 51966.04)                    | Situl arheologic de la Ilidia, punct „Dealul Oblița” | sat Ilidia; comuna Ciclova Română                       | „Dealul Oblița” 44.96639°N 21.6975°E | | Încarcă foto \| video | Raportează eroare |
| CS-I-m-A-10844.01 (RAN: 51966.04.02)              | Biserică de tip rotondă | sat Ilidia; comuna Ciclova Română                       | „Dealul Oblița”, la SV de sat, laintrarea în localitate 44.96639°N 21.6975°E | sec. XIII-XV                                                                                       | Încarcă foto \| video | Raportează eroare |
| CS-I-m-A-10844.02 (RAN: 51966.04.05)              | Donjon | sat Ilidia; comuna Ciclova Română                       | „Dealul Oblița”, la SV de sat, laintrarea în localitate 44.96639°N 21.6975°E | sec. XII, Epoca medievală                                                                          | Încarcă foto \| video | Raportează eroare |
| CS-I-m-A-10844.03 (RAN: 51966.04.03)              | Necropolă | sat Ilidia; comuna Ciclova Română                       | „Dealul Oblița”, la SV de sat, laintrarea în localitate 44.96639°N 21.6975°E | sec. XIII-XV                                                                                       | Încarcă foto \| video | Raportează eroare |
| CS-I-m-A-10844.04 (RAN: 51966.04.01)              | Necropolă | sat Ilidia; comuna Ciclova Română                       | „Dealul Oblița”, la SV de sat, laintrarea în localitate 44.96639°N 21.6975°E | Hallstatt                                                                                          | Încarcă foto \| video | Raportează eroare |
| CS-I-s-B-10845 (RAN: 51966.05)                    | Situl arheologic de la Ilidia, punct „Moara Gherghinii” | sat Ilidia; comuna Ciclova Română                       | „Moara Gherghinii” | | Încarcă foto \| video | Raportează eroare |
| CS-I-m-B-10845.01 (RAN: 51966.05.05)              | Așezare | sat Ilidia; comuna Ciclova Română                       | „Moara Gherghinii”, în zona „Funi” la 1 km SV de sat, pe dreapta drumului de intrare în localitate                                                                                 | sec. XI–XII                                                                                        | Încarcă foto \| video | Raportează eroare |
| CS-I-m-B-10845.02 (RAN: 51966.05.06)              | Necropolă | sat Ilidia; comuna Ciclova Română                       | „Moara Gherghinii”, în zona „Funi” la 1 km SV de sat, pe dreapta drumului de intrare în localitate                                                                                 | sec. XI–XII                                                                                        | Încarcă foto \| video | Raportează eroare |
| CS-I-m-B-10845.03 (RAN: 51966.05.04)              | Așezare | sat Ilidia; comuna Ciclova Română                       | „Moara Gherghinii”, în zona „Funi” la 1 km SV de sat, pe dreapta drumului de intrare în localitate                                                                                 | sec. VIII–IX, Epoca migrațiilor                                                                    | Încarcă foto \| video | Raportează eroare |
| CS-I-m-B-10845.04 (RAN: 51966.05.03)              | Așezare | sat Ilidia; comuna Ciclova Română                       | „Moara Gherghinii”, în zona „Funi” la 1 km SV de sat, pe dreapta drumului de intrare în localitate                                                                                 | sec. III–IV p. Chr., Epoca daco-romană                                                             | Încarcă foto \| video | Raportează eroare |
| CS-I-m-B-10845.05 (RAN: 51966.05.01)              | Așezare | sat Ilidia; comuna Ciclova Română                       | „Moara Gherghinii”, în zona „Funi” la 1 km SV de sat, pe dreapta drumului de intrare în localitate                                                                                 | Eneolitic                                                                                          | Încarcă foto \| video | Raportează eroare |
| CS-I-m-B-10845.06 (RAN: 51966.05.02)              | Așezare | sat Ilidia; comuna Ciclova Română                       | „Moara Gherghinii”, în zona „Funi” la 1 km SV de sat, pe dreapta drumului de intrare în localitate                                                                                 | Hallstatt                                                                                          | Încarcă foto \| video | Raportează eroare |
| CS-I-s-B-10846 (RAN: 51966.12)                    | Așezare | sat Ilidia; comuna Ciclova Română                       | „Măscășeni”, la N de sat, pe malul pârâului Măscășeni | sec. VIII, Epoca migrațiilor                                                                       | Încarcă foto \| video | Raportează eroare |
| CS-I-s-B-10847 (RAN: 53078.01)                    | Construcție romană-statio | sat Lăpușnicel; comuna Lăpușnicel                       | „Cetate - La Barbu”, la 2 km N de sat, pe terasa dealului Vinești | sec. II–III p. Chr., Epoca romană                                                                  | Încarcă foto \| video | Raportează eroare |
| CS-I-s-B-10848 (RAN: 51494.01)                    | Situl arheologic de la Liubcova, punct „Stenca Liubcovei” | sat Liubcova; comuna Berzasca                           | „Stenca Liubcovei” | | Încarcă foto \| video | Raportează eroare |
| CS-I-m-B-10848.01 (RAN: 51494.01.02)              | Cetate | sat Liubcova; comuna Berzasca                           | „Stenca Liubcovei”, la 2 km E de sat, pe malul Dunării, în stânga șoselei | Latène, Cultura geto-dacică                                                                        | Încarcă foto \| video | Raportează eroare |
| CS-I-m-B-10848.02 (RAN: 51494.01.01)              | Așezare | sat Liubcova; comuna Berzasca                           | „Stenca Liubcovei”, la 2 km E de sat, pe malul Dunării, în stânga șoselei | Epoca bronzului                                                                                    | Încarcă foto \| video | Raportează eroare |
| CS-I-m-B-10849 (RAN: 51494.02)                    | Așezare | sat Liubcova; comuna Berzasca                           | „Ornița”, la 800 m V de sat, pe malul Dunării | Neolitic                                                                                           | Încarcă foto \| video | Raportează eroare |
| CS-I-s-B-10850 (RAN: 51494.03)                    | Necropolă de incinerație | sat Liubcova; comuna Berzasca                           | „Țiglărie”, la marginea estică a satului | Epoca bronzului, Cultura Gârla Mare                                                                | Încarcă foto \| video | Raportează eroare |
| CS-I-s-B-10851 (RAN: 53283.01)                    | Situl arheologic de la Mehadia, punct „Zidina” | sat Mehadia; comuna Mehadia                             | „Zidina” | | Încarcă foto \| video | Raportează eroare |
| CS-I-m-B-10851.01 (RAN: 53283.01.02)              | Așezare | sat Mehadia; comuna Mehadia                             | „Zidina”, la 3 km N de localitate 44.90417°N 22.36583°E | sec. II–IV p. Chr., Epoca romană                                                                   | Încarcă foto \| video | Raportează eroare |
| CS-I-m-B-10851.02 (RAN: 53283.01.01)              | Castru | sat Mehadia; comuna Mehadia                             | „Zidina”, la 3 km N de localitate 44.90417°N 22.36583°E | sec. II-IV p. Chr., Epoca romană                                                                   |                       | Raportează eroare |
| CS-I-s-B-10852 (RAN: 53283.07)                    | Necropolă | sat Mehadia; comuna Mehadia                             | „Valea Bolvașniței”, la 3 km N de localitate, lângă castrul roman | sec. XI–XIII, Epoca medievală timpurie                                                             | Încarcă foto \| video | Raportează eroare |
| CS-I-s-A-10853 (RAN: 53283.03)                    | Fortificație | sat Mehadia; comuna Mehadia                             | pe malul râului Belareca, intravilan 44.90583°N 22.36278°E | sec. XIV–XV                                                                                        | Încarcă foto \| video | Raportează eroare |
| CS-I-s-A-10854 (RAN: 53283.04)                    | Cetatea medievală de la Mehadia, punct „Dealul Grad” | sat Mehadia; comuna Mehadia                             | „Dealul Grad”, la NE de sat, la 1 km 44.92222°N 22.35194°E | sec. XIII-XIV                                                                                      |                       | Raportează eroare |
| CS-I-s-B-10855 (RAN: 53283.05)                    | Situl arheologic de la Mehadia, punct „Ulici” | sat Mehadia; comuna Mehadia                             | „Ulici” | sec. XIII-XIV                                                                                      | Încarcă foto \| video | Raportează eroare |
| CS-I-m-B-10855.01 (RAN: 53283.05.01)              | Biserică | sat Mehadia; comuna Mehadia                             | „Ulici”, la 3 km N de sat | sec. XIII-XIV                                                                                      | Încarcă foto \| video | Raportează eroare |
| CS-I-m-B-10855.02 (RAN: 53283.05.02)              | Așezare | sat Mehadia; comuna Mehadia                             | „Ulici”, la 3 km N de sat | sec. XIII-XIV                                                                                      | Încarcă foto \| video | Raportează eroare |
| CS-I-s-B-10856 (RAN: 53283.06)                    | Așezare | sat Mehadia; comuna Mehadia                             | „Cioaca Mică”, în mijlocul văii Slatina, la 4 km V de sat | Eneolitic                                                                                          | Încarcă foto \| video | Raportează eroare |
| CS-I-s-B-10857 (RAN: 51065.01)                    | Situl arheologic de la Moldova Nouă, punct „Săliște” | oraș Moldova Nouă                                       | „Săliște” | | Încarcă foto \| video | Raportează eroare |
| CS-I-m-B-10857.01 (RAN: 51065.01.02)              | Așezare | oraș Moldova Nouă                                       | „Săliște”, la 1 km NE de localitate | sec. IX–XI, Epoca medievală timpurie                                                               | Încarcă foto \| video | Raportează eroare |
| CS-I-m-B-10857.02 (RAN: 51065.01.01)              | Necropolă | oraș Moldova Nouă                                       | „Săliște”, la 1 km NE de localitate | sec. II–III p. Chr., Epoca romană                                                                  | Încarcă foto \| video | Raportează eroare |
| CS-I-s-B-10861 (RAN: 51065.06)                    | Peșteră cu locuire preistorică | oraș Moldova Nouă                                       | „Valea Mare” | Preistorie                                                                                         | Încarcă foto \| video | Raportează eroare |
| CS-I-s-B-30500                                    | Așezare minieră | oraș Moldova Nouă                                       | „Ogașul Băieșului” și „Cânepiște” | sec. II–III p. Chr., Epoca romană                                                                  | Încarcă foto \| video | Raportează eroare |
| CS-I-s-B-10858 (RAN: 51065.02)                    | Situl arheologic de la Moldova Nouă, punct „Ostrovul Decebal” | localitate componentă Moldova Veche; oraș Moldova Nouă  | „Ostrovul Decebal” / Ostrovul Moldova Veche | | Încarcă foto \| video | Raportează eroare |
| CS-I-m-B-10858.01 (RAN: 51065.03.05)              | Așezare | localitate componentă Moldova Veche; oraș Moldova Nouă  | „Ostrovul Decebal” / Ostrovul Moldova Veche, insulă în apele teritoriale ale Dunării                                                                                               | Epoca medievală                                                                                    | Încarcă foto \| video | Raportează eroare |
| CS-I-m-B-10858.02                                 | Așezare | localitate componentă Moldova Veche; oraș Moldova Nouă  | „Ostrovul Decebal” / Ostrovul Moldova Veche | Eneolitic                                                                                          | Încarcă foto \| video | Raportează eroare |
| CS-I-m-B-10858.03 (RAN: 51065.03.06)              | Așezare | localitate componentă Moldova Veche; oraș Moldova Nouă  | „Ostrovul Decebal” / Ostrovul Moldova Veche, insulă în apele teritoriale ale Dunării                                                                                               | Hallstatt                                                                                          | Încarcă foto \| video | Raportează eroare |
| CS-I-m-B-10858.04 (RAN: 51065.03.04)              | Așezare | localitate componentă Moldova Veche; oraș Moldova Nouă  | „Ostrovul Decebal” / Ostrovul Moldova Veche, insulă în apele teritoriale ale Dunării                                                                                               | Latène, Cultura geto-dacică                                                                        | Încarcă foto \| video | Raportează eroare |
| CS-I-m-B-10858.05 (RAN: 51065.03.02)              | Așezare | localitate componentă Moldova Veche; oraș Moldova Nouă  | „Ostrovul Decebal” / Ostrovul Moldova Veche, insulă în apele teritoriale ale Dunării                                                                                               | Epoca bronzului                                                                                    | Încarcă foto \| video | Raportează eroare |
| CS-I-m-B-10858.06 (RAN: 51065.03.03)              | Necropolă | localitate componentă Moldova Veche; oraș Moldova Nouă  | „Ostrovul Decebal” / Ostrovul Moldova Veche, insulă în apele teritoriale ale Dunării                                                                                               | Epoca bronzului                                                                                    | Încarcă foto \| video | Raportează eroare |
| CS-I-m-B-10858.07 (RAN: 51065.03.01)              | Așezare | localitate componentă Moldova Veche; oraș Moldova Nouă  | „Ostrovul Decebal” / Ostrovul Moldova Veche, insulă în apele teritoriale ale Dunării                                                                                               | Eneolitic                                                                                          | Încarcă foto \| video | Raportează eroare |
| CS-I-s-B-10859 (RAN: 51065.04)                    | Situl arheologic de la Moldova Nouă, punct „Rât” | localitate componentă Moldova Veche; oraș Moldova Nouă  | „Rât” | | Încarcă foto \| video | Raportează eroare |
| CS-I-m-B-10859.01 (RAN: 51065.04.01, 51065.05.02) | Așezare | localitate componentă Moldova Veche; oraș Moldova Nouă  | „Rât”, pe malul Dunării, la intrarea înlocalitate | Neolitic                                                                                           | Încarcă foto \| video | Raportează eroare |
| CS-I-m-B-10859.02 (RAN: 51065.04.02, 51065.05.01) | Așezare | localitate componentă Moldova Veche; oraș Moldova Nouă  | „Rât” | sec. VII–VIII, Epoca migrațiilor                                                                   | Încarcă foto \| video | Raportează eroare |
| CS-I-s-B-10860 (RAN: 51065.05)                    | Situl arheologic de la Moldova Nouă, punct „Vinograda - Vlaskikraj” | localitate componentă Moldova Veche; oraș Moldova Nouă  | „Vinograda - Vlaskikraj” | | Încarcă foto \| video | Raportează eroare |
| CS-I-m-B-10860.01                                 | Așezare | localitate componentă Moldova Veche; oraș Moldova Nouă  | „Vinograda - Vlaskikraj”, la capătulestic al localității, pe malul Dunării | sec. IX–X, Epoca medievală timpurie                                                                | Încarcă foto \| video | Raportează eroare |
| CS-I-m-B-10860.02                                 | Așezare | localitate componentă Moldova Veche; oraș Moldova Nouă  | „Vinograda - Vlaskikraj”, la capătulestic al localității, pe malul Dunării | sec. III–IV p. Chr., Neolitic târziu                                                               | Încarcă foto \| video | Raportează eroare |
| CS-I-s-B-10862 (RAN: 53354.01)                    | Biserică | sat Naidăș; comuna Naidăș                               | „Valea Călugărei”, la 500 m în spatele balastierei, pe valea râului Nera | Epoca medievală                                                                                    | Încarcă foto \| video | Raportează eroare |
| CS-I-s-B-10863 (RAN: 53434.01)                    | Așezare rurală | sat Păltiniș; comuna Păltiniș                           | „Dâmbul bisericii”, la NV de sat | sec. VIII–XIII, Epoca medievală timpurie                                                           | Încarcă foto \| video | Raportează eroare |
| CS-I-s-B-10864 (RAN: 53611.01)                    | Așezare | sat Pătaș; comuna Prigor                                | „Săliște”, la 1 km N de sat | sec. II–III p. Chr., Epoca romană                                                                  | Încarcă foto \| video | Raportează eroare |
| CS-I-s-B-10865 (RAN: 52026.01)                    | Fortificație de pământ | sat Petrilova; comuna Ciuchici                          | „Valea Căprișoane”, la cca. 3 km de sat și la 1 km de malul râului Nera | sec. XIV–XV, Epoca medievală                                                                       | Încarcă foto \| video | Raportează eroare |
| CS-I-s-A-10866 (RAN: 53522.01)                    | Castrul de la Pojejena, punct „Via Bogdanovici - Sitarnița” | sat Pojejena; comuna Pojejena                           | „Via Bogdanovici - Sitarnița” 44.76666°N 21.56666°E | sec. II–IV p. Chr., Epoca romană                                                                   | Încarcă foto \| video | Raportează eroare |
| CS-I-m-A-10866.01 (RAN: 53522.01.01)              | Castru | sat Pojejena; comuna Pojejena                           | „Via Bogdanovici - Sitarnița”, pe platoul din spatele bisericii, la cca. 1 km de țărm, între DN57 și limita de N a comunei, pe terasa superioară a Dunării 44.77333°N 21.57°E      | sec. II–IV p. Chr., Epoca romană                                                                   | Încarcă foto \| video | Raportează eroare |
| CS-I-m-A-10866.02 (RAN: 53522.01.02)              | Canabae | sat Pojejena; comuna Pojejena                           | „Via Bogdanovici - Sitarnița”, pe platoul din spatele bisericii, la cca. 1 km de țărm, între DN57 și limita de N a comunei, pe terasa superioară a Dunării 44.77333°N 21.57°E      | sec. II–IV p. Chr., Epoca romană                                                                   | Încarcă foto \| video | Raportează eroare |
| CS-I-s-B-10867 (RAN: 53522.02)                    | Situl arheologic de la Pojejena, punct „Zidina” | sat Pojejena; comuna Pojejena                           | „Zidina” | sec. XIII-XIV                                                                                      | Încarcă foto \| video | Raportează eroare |
| CS-I-m-B-10867.01 (RAN: 53522.02.01)              | Cetate | sat Pojejena; comuna Pojejena                           | „Zidina”, la 500 m SE de sat, pe malul inundat al Dunării | sec. XIII-XIV                                                                                      | Încarcă foto \| video | Raportează eroare |
| CS-I-m-B-10867.02 (RAN: 53522.02.02)              | Necropolă | sat Pojejena; comuna Pojejena                           | „Zidina”, la 500 m SE de sat, pe malul inundat al Dunării | sec. XIII-XIV                                                                                      | Încarcă foto \| video | Raportează eroare |
| CS-I-s-B-10868 (RAN: 53522.03)                    | Situl arheologic de la Pojejena, punct „Nucet” | sat Pojejena; comuna Pojejena                           | „Nucet” | | Încarcă foto \| video | Raportează eroare |
| CS-I-m-B-10868.01 (RAN: 53522.03.02)              | Necropolă | sat Pojejena; comuna Pojejena                           | „Nucet”, la 200 m E de sat, pe malul Dunării | sec. XIII-XIV                                                                                      | Încarcă foto \| video | Raportează eroare |
| CS-I-m-B-10868.02 (RAN: 53522.03.01)              | Așezare | sat Pojejena; comuna Pojejena                           | „Nucet”, la 200 m E de sat, pe malul Dunării | Neolitic timpuriu, Cultura Starčevo - Criș                                                         | Încarcă foto \| video | Raportează eroare |
| CS-I-s-B-10869 (RAN: 51608.01)                    | Situl arheologic de la Prilipeț, punct „Spânzurătoare - Comoara” | sat Prilipeț; comuna Bozovici                           | „Spânzurătoare - Comoara” | sec. II–III p. Chr., Epoca romană                                                                  | Încarcă foto \| video | Raportează eroare |
| CS-I-m-B-10869.01 (RAN: 51608.01.01)              | Așezare | sat Prilipeț; comuna Bozovici                           | „Spânzurătoare - Comoara”, la 2 km de sat, la intersecția drumului ce duce spre Rudăria, pe panta dealului și pe terasa dinspre pârâul Rudăria                                     | sec. II–III p. Chr., Epoca romană                                                                  | Încarcă foto \| video | Raportează eroare |
| CS-I-m-B-10869.02 (RAN: 51608.01.02)              | Necropolă | sat Prilipeț; comuna Bozovici                           | „Spânzurătoare - Comoara”, la 2 km de sat, la intersecția drumului ce duce spre Rudăria, pe panta dealului și pe terasa dinspre pârâul Rudăria                                     | sec. II–III p. Chr., Epoca romană                                                                  | Încarcă foto \| video | Raportează eroare |
| CS-I-m-B-10870 (RAN: 53648.01)                    | Așezare | sat Ramna; comuna Ramna                                 | „Berari”, la 3 km de sat | sec. II–III p. Chr., Epoca romană                                                                  | Încarcă foto \| video | Raportează eroare |
| CS-I-s-B-10871 (RAN: 53648.02)                    | Situl arheologic de la Ramna, punct „Ibrilont” | sat Ramna; comuna Ramna                                 | „Ibrilont” | | Încarcă foto \| video | Raportează eroare |
| CS-I-m-B-10871.01 (RAN: 53648.02.01)              | Așezare | sat Ramna; comuna Ramna                                 | „Ibrilont”, în lunca râului Bârzava spre rama nordică a dealurilor dintre Ramna și Berzovia, pe aliniamentul liniei de înaltă tensiune                                             | sec. III–IV p. Chr., Epoca daco-romană                                                             | Încarcă foto \| video | Raportează eroare |
| CS-I-m-B-10871.02 (RAN: 53648.02.02)              | Instalație de reducere a minereului | sat Ramna; comuna Ramna                                 | „Ibrilont”, în lunca râului Bârzava spre rama nordică a dealurilor dintre Ramna și Berzovia, pe aliniamentul liniei de înaltă tensiune                                             | sec. III–IV p. Chr., Epoca daco-romană                                                             | Încarcă foto \| video | Raportează eroare |
| CS-I-s-B-10872 (RAN: 52829.01)                    | Fortificație de pământ | sat Remetea-Pogănici; comuna Fârliug                    | „Pascoane”, la 3 km NE de sat, pe platforma dealului din stânga drumului spre satul Scăiuș                                                                                         | Hallstatt                                                                                          | Încarcă foto \| video | Raportează eroare |
| CS-I-s-B-10873 (RAN: 53808.01)                    | Exploatare minieră | sat Sasca Montană; comuna Sasca Montană                 | „Dealul Tecla”, la N de localitate, spre Cărbunari | sec. II–III p. Chr., Epoca romană                                                                  |                       | Raportează eroare |
| CS-I-s-B-10874 (RAN: 54065.01)                    | Situl arheologic de la Slatina-Timiș, punct „Sas” | sat Slatina-Timiș; comuna Slatina-Timiș                 | „Sas” | | Încarcă foto \| video | Raportează eroare |
| CS-I-m-B-10874.01 (RAN: 54065.01.02)              | Așezare | sat Slatina-Timiș; comuna Slatina-Timiș                 | „Sas”, în zona gării C.F.R., pe stânga șoselei | Eneolitic, Cultura Tiszapolgár                                                                     | Încarcă foto \| video | Raportează eroare |
| CS-I-m-B-10874.02 (RAN: 54065.01.01)              | Așezare | sat Slatina-Timiș; comuna Slatina-Timiș                 | „Sas”, în zona gării C.F.R., pe stânga șoselei | Neolitic, Cultura Sălcuța                                                                          | Încarcă foto \| video | Raportează eroare |
| CS-I-s-B-10875 (RAN: 54118.01)                    | Așezare fortificată | sat Socol; comuna Socol                                 | „Palanacki Breg”, la 2,5 km SE de sat 45.33333°N 25.16667°E | Latène, Cultura geto-dacică                                                                        | Încarcă foto \| video | Raportează eroare |
| CS-I-s-B-10876 (RAN: 51975.01)                    | Cetatea medievală de la Socolari | sat Socolari; comuna Ciclova Română                     | „Cetatea Beiului”, la 3 km SE de sat | sec. XIV–XV, Epoca medievală                                                                       | Încarcă foto \| video | Raportează eroare |
| CS-I-s-B-10877 (RAN: 52892.01)                    | Situl arheologic de la Surducu Mare | sat Surducu Mare; comuna Forotic                        | „Rovină” 45.2734°N 21.59916°E | sec. II–III p. Chr., Epoca romană                                                                  | Încarcă foto \| video | Raportează eroare |
| CS-I-m-B-10877.01 (RAN: 52892.01.02)              | Așezare | sat Surducu Mare; comuna Forotic                        | „Rovină”, la 500 m NV de sat, în zona fostelor anexe C.A.P. | sec. II–III p. Chr., Epoca romană                                                                  | Încarcă foto \| video | Raportează eroare |
| CS-I-m-B-10877.02 (RAN: 52892.01.01)              | Castru | sat Surducu Mare; comuna Forotic                        | „Rovină”, la 500 m NV de sat, în zona fostelor anexe C.A.P. | sec. II–III p. Chr., Epoca romană                                                                  | Încarcă foto \| video | Raportează eroare |
| CS-I-s-B-10878 (RAN: 54172.01)                    | Situl arheologic de la Șopotu Nou, punct „Peștera Rolului” | sat Șopotu Nou; comuna Șopotu Nou                       | „Peștera Rolului” | | Încarcă foto \| video | Raportează eroare |
| CS-I-m-B-10878.01 (RAN: 54172.01.02)              | Locuire | sat Șopotu Nou; comuna Șopotu Nou                       | „Peștera Rolului”, la 5 km V de sat, în cheile Nerei | Hallstatt                                                                                          | Încarcă foto \| video | Raportează eroare |
| CS-I-m-B-10878.02 (RAN: 54172.01.01)              | Locuire | sat Șopotu Nou; comuna Șopotu Nou                       | „Peștera Rolului”, la 5 km V de sat, în cheile Nerei | Eneolitic                                                                                          | Încarcă foto \| video | Raportează eroare |
| CS-I-m-B-10878.03 (RAN: 54172.01.03)              | Locuire | sat Șopotu Nou; comuna Șopotu Nou                       | „Peștera Rolului”, la 5 km V de sat, în cheile Nerei | Epoca bronzului                                                                                    | Încarcă foto \| video | Raportează eroare |
| CS-I-s-B-10879 (RAN: 52641.01)                    | Așezare | sat Șopotu Vechi; comuna Dalboșeț                       | „Săliște”, la 1 km N de sat | sec. II–III p. Chr., Epoca daco-romană                                                             | Încarcă foto \| video | Raportează eroare |
| CS-I-s-B-10880 (RAN: 52641.02)                    | Necropolă | sat Șopotu Vechi; comuna Dalboșeț                       | „Mirvila”, la 500 m N de sat | sec. XII–XIII, Epoca medievală                                                                     | Încarcă foto \| video | Raportează eroare |
| CS-I-s-B-10881                                    | Villa rustica | sat Șopotu Vechi; comuna Dalboșeț                       | „Dragomireana”, la 1 km NE de intrarea în satul Dalboșeț | sec. II–III p. Chr., Epoca romană                                                                  | Încarcă foto \| video | Raportează eroare |
| CS-I-s-B-10882 (RAN: 52641.03)                    | Situl arheologic de la Șopotu Vechi, punct „Siul lui Bădescu” | sat Șopotu Vechi; comuna Dalboșeț                       | „Siul lui Bădescu” | sec. II–III p. Chr., Epoca romană                                                                  | Încarcă foto \| video | Raportează eroare |
| CS-I-m-B-10882.01                                 | Construcție | sat Șopotu Vechi; comuna Dalboșeț                       | „Siul lui Bădescu”, pe malul stâng al Nerei, la 400 m de Dragomireana | sec. II–III p. Chr., Epoca romană                                                                  | Încarcă foto \| video | Raportează eroare |
| CS-I-m-B-10882.02                                 | Drum | sat Șopotu Vechi; comuna Dalboșeț                       | „Siul lui Bădescu”, pe malul stâng al Nerei, la 400 m de Dragomireana | sec. II–III p. Chr., Epoca romană                                                                  | Încarcă foto \| video | Raportează eroare |
| CS-I-s-B-10883 (RAN: 53265.01)                    | Situl arheologic de la Șoșdea, punctele „Zgurile Mari”, „Zgurile Mici”, „Islaz”, „Munteanu” | sat Șoșdea; comuna Măureni                              | „Zgurile Mari”, „Zgurile Mici”, „Islaz”, „Munteanu” | | Încarcă foto \| video | Raportează eroare |
| CS-I-m-B-10883.01 (RAN: 53265.01.02)              | Așezare de prelucrare a minereului | sat Șoșdea; comuna Măureni                              | „Zgurile Mari”, „Zgurile Mici”, „Islaz”, „Munteanu”, la E de sat, la 800 m spre vechiul drum spre Berzovia, pe malul drept al Bârzavei, în dreptul saivanelor din punctul „Islaz”  | sec. III–IV p. Chr., Epoca daco-romană                                                             | Încarcă foto \| video | Raportează eroare |
| CS-I-m-B-10883.02 (RAN: 53265.01.01)              | Așezare | sat Șoșdea; comuna Măureni                              | „Zgurile Mari”, „Zgurile Mici”, „Islaz”, „Munteanu”, la E de sat, la 800 m spre vechiul drum spre Berzovia, pe malul drept al Bârzavei, în dreptul saivanelor din punctul „Islaz”  | Eneolitic                                                                                          | Încarcă foto \| video | Raportează eroare |
| CS-I-s-B-10884 (RAN: 51868.01)                    | Mină de exploatare a fierului | sat Știnăpari; comuna Cărbunari                         | „Dealul Chelu”, la 3 km NE de sat | sec. II–III p. Chr., Epoca romană                                                                  | Încarcă foto \| video | Raportează eroare |
| CS-I-s-A-10885 (RAN: 54289.01)                    | Situl arheologic de la Teregova | sat Teregova; comuna Teregova                           | „Znamen” | | Încarcă foto \| video | Raportează eroare |
| CS-I-m-A-10885.01 (RAN: 54289.01.02)              | Așezare | sat Teregova; comuna Teregova                           | „Znamen”, lângă pârâul Hideg, la confluența sa cu Timișul, la 2 km N de sat 45.16945°N 22.25833°E                                                                                  | sec. II–IV p. Chr., Epoca romană                                                                   | Încarcă foto \| video | Raportează eroare |
| CS-I-m-A-10885.02 (RAN: 54289.01.01)              | Castru | sat Teregova; comuna Teregova                           | „Znamen”, lângă pârâul Hideg, la confluența sa cu Timișul, la 2 km N de sat 45.16861°N 22.30683°E                                                                                  | sec. II–IV p. Chr., Epoca romană                                                                   | Încarcă foto \| video | Raportează eroare |
| CS-I-m-A-10886 (RAN: 54314.01)                    | Fortificație | sat Ticvaniu Mare; comuna Ticvaniu Mare                 | „Andru”, la 500 m NE de sat, la intrarea în localitate, pe partea stângăa DN57 45.14722°N 21.64972°E                                                                               | Hallstatt                                                                                          | Încarcă foto \| video | Raportează eroare |
| CS-I-s-B-10887 (RAN: 54314.02)                    | Necropolă | sat Ticvaniu Mare; comuna Ticvaniu Mare                 | „Ferma II”, la 1 km NE de sat, pe partea dreaptă a șoselei | Hallstatt                                                                                          | Încarcă foto \| video | Raportează eroare |
| CS-I-s-B-10888 (RAN: 54341.01)                    | Zonă de tumuli | sat Ticvaniu Mic; comuna Ticvaniu Mare                  | „Budovița”, la 1,5 km SV de sat, spre Grădinari, la 500 m NV de gara C.F.R.Greoni                                                                                                  | sec. III–IV p. Chr., Epoca daco-romană                                                             | Încarcă foto \| video | Raportează eroare |
| CS-I-s-B-10889 (RAN: 53782.01)                    | Așezare | sat Tincova; comuna Sacu                                | „Săliște”, la marginea satului, pe malul drept al Timișului | Paleolitic                                                                                         | Încarcă foto \| video | Raportează eroare |
| CS-I-s-B-10890 (RAN: 51742.01)                    | Situl arheologic de la Valea Timișului | sat Valea Timișului; comuna Buchin                      | „Rovina” | | Încarcă foto \| video | Raportează eroare |
| CS-I-m-B-10890.01 (RAN: 51742.01.03)              | Așezare | sat Valea Timișului; comuna Buchin                      | „Rovina”, la 2,5 km de sat | Hallstatt, Cultura Basarabi                                                                        | Încarcă foto \| video | Raportează eroare |
| CS-I-m-B-10890.02 (RAN: 51742.01.01)              | Așezare | sat Valea Timișului; comuna Buchin                      | „Rovina”, la 2,5 km de sat | Eneolitic, Cultura Tiszapolgár                                                                     | Încarcă foto \| video | Raportează eroare |
| CS-I-m-B-10890.03 (RAN: 51742.01.02)              | Așezare | sat Valea Timișului; comuna Buchin                      | „Rovina”, la 2,5 km de sat | Epoca bronzului                                                                                    | Încarcă foto \| video | Raportează eroare |
| CS-I-s-B-10891 (RAN: 51797.01)                    | Așezare | sat Vălișoara; comuna Bucoșnița                         | La 500 m N de gara C.F.R., pe aliniamentul de înaltă tensiune | sec. II–III p. Chr., Epoca romană                                                                  | Încarcă foto \| video | Raportează eroare |
| CS-I-s-A-10892 (RAN: 54519.01)                    | Situl arheologic de la Vărădia, punct „Rovina” | sat Vărădia; comuna Vărădia                             | „Rovina” 45.0794°N 21.55116°E | sec. II–III p. Chr., Epoca romană                                                                  | Încarcă foto \| video | Raportează eroare |
| CS-I-m-A-10892.01 (RAN: 54519.01.02)              | Așezare | sat Vărădia; comuna Vărădia                             | „Rovina”, la 500 m E de sat, pe malul stâng al Carașului 45.08611°N 21.54861°E | sec. II–III p. Chr., Epoca romană                                                                  | Încarcă foto \| video | Raportează eroare |
| CS-I-m-A-10892.02 (RAN: 54519.01.01)              | Castru | sat Vărădia; comuna Vărădia                             | „Rovina”, la 500 m E de sat, pe malul stâng al Carașului 45.08611°N 21.54861°E | sec. II–III p. Chr., Epoca romană                                                                  | Încarcă foto \| video | Raportează eroare |
| CS-I-s-A-10893 (RAN: 54519.02)                    | Situl arheologic de la Vărădia, punct „Dealul Chilii” | sat Vărădia; comuna Vărădia                             | „Dealul Chilii” 45.08722°N 21.54806°E | | Încarcă foto \| video | Raportează eroare |
| CS-I-m-A-10893.01                                 | Așezare | sat Vărădia; comuna Vărădia                             | „Dealul Chilii”, pe platoul dealului situat pe malul drept al Carașului | sec. II–III p. Chr., Epoca romană                                                                  | Încarcă foto \| video | Raportează eroare |
| CS-I-m-A-10893.02 (RAN: 54519.02.02)              | Castru de pământ | sat Vărădia; comuna Vărădia                             | „Dealul Chilii”, pe platoul dealului situat pe malul drept al Carașului 45.08722°N 21.54806°E                                                                                      | sec. II–III p. Chr., Epoca romană                                                                  | Încarcă foto \| video | Raportează eroare |
| CS-I-m-A-10893.03 (RAN: 54519.02.01)              | Așezare fortificată | sat Vărădia; comuna Vărădia                             | „Dealul Chilii”, pe platoul dealului situat pe malul drept al Carașului 45.08722°N 21.54806°E                                                                                      | Hallstatt                                                                                          | Încarcă foto \| video | Raportează eroare |
| CS-I-s-B-10894 (RAN: 54519.03)                    | Așezare fortificată | sat Vărădia; comuna Vărădia                             | „Poiana Flămânda”, la 5 km NE de sat, la frontiera cu Serbia | Latène, Cultura geto-dacică                                                                        | Încarcă foto \| video | Raportează eroare |
| CS-I-s-B-10895 (RAN: 54671.01)                    | Situl arheologic de la Voislova | sat Voislova; comuna Zăvoi                              | 45.52753°N 22.45593°E | sec. II–III p. Chr., Epoca romană                                                                  | Încarcă foto \| video | Raportează eroare |
| CS-I-m-B-10895.01 (RAN: 54671.01.01)              | Castru | sat Voislova; comuna Zăvoi                              | Intravilan, la 200 m în spatele gării C.F.R. | sec. II–III p. Chr., Epoca romană                                                                  | Încarcă foto \| video | Raportează eroare |
| CS-I-m-B-10895.02 (RAN: 54671.01.02)              | Așezare | sat Voislova; comuna Zăvoi                              | Intravilan, la 200 m în spatele gării C.F.R. | sec. II–III p. Chr., Epoca romană                                                                  | Încarcă foto \| video | Raportează eroare |
| CS-I-s-B-10896 (RAN: 54582.01)                    | Situl arheologic de la Vrani, punct „Dâmbul Morișchii” | sat Vrani; comuna Vrani                                 | „Dâmbul Morișchii” | | Încarcă foto \| video | Raportează eroare |
| CS-I-m-B-10896.01 (RAN: 54582.01.08)              | Așezare | sat Vrani; comuna Vrani                                 | „Dâmbul Morișchii”, pe malul stâng al Carașului, la NV de sat | sec. XIII-XIV                                                                                      | Încarcă foto \| video | Raportează eroare |
| CS-I-m-B-10896.02 (RAN: 54582.01.09)              | Necropolă | sat Vrani; comuna Vrani                                 | „Dâmbul Morișchii”, pe malul stâng al Carașului, la NV de sat | sec. XIII-XIV                                                                                      | Încarcă foto \| video | Raportează eroare |
| CS-I-m-B-10896.03 (RAN: 54582.01.10)              | Așezare | sat Vrani; comuna Vrani                                 | „Dâmbul Morișchii”, pe malul stâng al Carașului, la NV de sat | Hallstatt, Cultura geto-dacică                                                                     | Încarcă foto \| video | Raportează eroare |
| CS-I-m-B-10896.04 (RAN: 54582.01.01)              | Așezare | sat Vrani; comuna Vrani                                 | „Dâmbul Morișchii”, pe malul stâng al Carașului, la NV de sat | Neolitic                                                                                           | Încarcă foto \| video | Raportează eroare |
| CS-I-m-B-10896.05 (RAN: 54582.01.02)              | Necropolă de incinerație | sat Vrani; comuna Vrani                                 | „Dâmbul Morișchii”, pe malul stâng al Carașului, la NV de sat | Epoca bronzului                                                                                    | Încarcă foto \| video | Raportează eroare |
| CS-I-m-B-10897 (RAN: 51939.01)                    | Construcție | sat Zăgujeni; comuna Constantin Daicoviciu              | La 500 m de calea ferată, pe drumul Zăgujeni - Ohaba | sec. II–III p. Chr., Epoca romană                                                                  | Încarcă foto \| video | Raportează eroare |
| CS-I-s-B-10898 (RAN: 54626.02)                    | Situl arheologic de la Zăvoi | sat Zăvoi; comuna Zăvoi                                 | La km 22+200 pe șoseaua Caransebeș - Hațeg, în zona cimitirului din localitate 45.4925°N 21.85607°E                                                                                | sec. II–III p. Chr., Epoca romană                                                                  | Încarcă foto \| video | Raportează eroare |
| CS-I-m-B-10898.01 (RAN: 54626.01.02)              | Așezare | sat Zăvoi; comuna Zăvoi                                 | La km 22+200 pe șoseaua Caransebeș - Hațeg, în zona cimitirului din localitate | sec. II–III p. Chr., Epoca romană                                                                  | Încarcă foto \| video | Raportează eroare |
| CS-I-m-B-10898.02 (RAN: 54626.01.01)              | Castru | sat Zăvoi; comuna Zăvoi                                 | La km 22+200 pe șoseaua Caransebeș - Hațeg, în zona cimitirului din localitate | sec. II–III p. Chr., Epoca romană                                                                  | Încarcă foto \| video | Raportează eroare |
| CS-I-s-B-10899 (RAN: 54706.01)                    | Așezare | sat Zorlențu Mare; comuna Zorlențu Mare                 | „Icreliște”, la 5 km NV de sat | Neolitic, Cultura Vinča                                                                            | Încarcă foto \| video | Raportează eroare |
| CS-II-m-B-10901                                   | Vila Veche | municipiul Reșița                                       | Parcul de pe Dealul Golului - incinta SC UCM Reșița SA, Cartier Reșița Română | 1893–1894                                                                                          | Încarcă foto \| video | Raportează eroare |
| CS-II-m-B-10902                                   | Vila Roșie, azi Policlinica uzinală | municipiul Reșița                                       | Parcul de pe Dealul Golului - incinta SC UCM Reșița SA, Cartier Reșița Română | 1900–1933                                                                                          | Încarcă foto \| video | Raportează eroare |
| CS-II-m-B-10903                                   | Podul peste Bârzava | municipiul Reșița                                       | Str. Castanilor - Str. Zimbrului; Cartier Stavila, peste râul Bârzava | 1931                                                                                               | Încarcă foto \| video | Raportează eroare |
| CS-II-m-B-10904                                   | Fabrica de locomotive, cu depou, azi hală motoare Diesel | municipiul Reșița                                       | Incinta SC UCM Reșița SA - zona halei Motoare Diesel | 1918–1941                                                                                          | Încarcă foto \| video | Raportează eroare |
| CS-II-a-A-10908                                   | Ansamblul urban „Zona Rânduri” | municipiul Reșița                                       | Străzile Rândul I, Rândul II, Rândul III, Rândul IV, Căprioarei, Dorna, Vântului                                                                                                   | ante 1855–1860                                                                                     | Încarcă foto \| video | Raportează eroare |
| CS-II-m-B-10911                                   | Podul de la Vamă | municipiul Reșița                                       | Piața 1 Decembrie 1918 - Str. Libertății, limita care desparte cartierele Reșița Română de Reșița Montană, între străzile 1 Decembrie 1918 și Lalescu Traian 45.28925°N 21.89086°E | 1931                                                                                               |                       | Raportează eroare |
| CS-II-m-B-10910                                   | Palatul Cultural | municipiul Reșița                                       | Piața 1 Decembrie 1918 2 | 1928                                                                                               | Încarcă foto \| video | Raportează eroare |
| CS-II-m-B-10912                                   | Casă | municipiul Reșița                                       | Str. Beethoven 41-43, Cartier Reșița Română | 1900–1925                                                                                          | Încarcă foto \| video | Raportează eroare |
| CS-II-m-B-10913                                   | Vila Koch, azi Casa Corpului Didactic | municipiul Reșița                                       | Str. Bega 1, Cartier Reșița Română | 1900                                                                                               | Încarcă foto \| video | Raportează eroare |
| CS-II-m-B-10914                                   | Casa Bügler, azi locuință | municipiul Reșița                                       | Str. Castanilor 12, Cartier Reșița Română | 1900–1925                                                                                          | Încarcă foto \| video | Raportează eroare |
| CS-II-m-B-10915                                   | Școala de beton, azi Școala cu clasele I-VIII nr. 1 | municipiul Reșița                                       | Str. Castanilor 72, Cartier Reșița Română | 1907                                                                                               | Încarcă foto \| video | Raportează eroare |
| CS-II-m-B-10916                                   | Aziluldebătrâni, azi Centrul de zi „Maria” | municipiul Reșița                                       | Str. Cireșului 75, Cartierul Lend | înc. sec. XX                                                                                       | Încarcă foto \| video | Raportează eroare |
| CS-II-m-B-10917                                   | Casa Al. Popovici, azi locuință | municipiul Reșița                                       | Str. Daicoviciu Constantin 4, Cartier Reșița Montană | 1900–1950                                                                                          | Încarcă foto \| video | Raportează eroare |
| CS-II-m-B-10918                                   | Școala civilă (Școala Pittner), azi locuințe | municipiul Reșița                                       | Str. Furnalelor 13B, Cartier Reșița Montană | mijl. sec. XIX                                                                                     | Încarcă foto \| video | Raportează eroare |
| CS-II-m-B-10919                                   | Locuințe gemene („Frații Blăjița”) | municipiul Reșița                                       | Str. Golului 8-9, Cartier Reșița Română | 1902–1903                                                                                          | Încarcă foto \| video | Raportează eroare |
| CS-II-m-B-10920                                   | Gara Reșița-Sud | municipiul Reșița                                       | Str. Horia 1, Cartier Reșița Montană | ante 1914                                                                                          | Încarcă foto \| video | Raportează eroare |
| CS-II-m-B-10921                                   | Biserică evanghelică | municipiul Reșița                                       | Str. Iorgovici Paul 11, Cartier Reșița Montană | 1901                                                                                               | Încarcă foto \| video | Raportează eroare |
| CS-II-m-B-10922                                   | Sediu de poliție, azi birouri | municipiul Reșița                                       | Str. Iorgovici Paul 34, Cartier Reșița Montană | 1875–1900                                                                                          | Încarcă foto \| video | Raportează eroare |
| CS-II-m-B-10923                                   | Farmacia Farcaș, cu locuință, azi S. C. Fanimex S. R. L. | municipiul Reșița                                       | Str. Iorgovici Paul 46, Cartier Reșița Montană | 1875–1900                                                                                          | Încarcă foto \| video | Raportează eroare |
| CS-II-m-B-10924                                   | Casa Friedmann, azi Biblioteca județeană „Paul Iorgovici” | municipiul Reșița                                       | Str. Iorgovici Paul 50, Cartier Reșița Montană | 1875–1900                                                                                          | Încarcă foto \| video | Raportează eroare |
| CS-II-m-B-10925                                   | Școala siderurgică, azi sediul O. C.P.I. | municipiul Reșița                                       | Str. Lalescu Traian 11, Cartier Reșița Montană | înc. sec. XX                                                                                       | Încarcă foto \| video | Raportează eroare |
| CS-II-m-B-10926                                   | Casa Neff fiul, cu tipografie, azi locuințe și spații comerciale | municipiul Reșița                                       | Str. Lalescu Traian 16, Cartier Reșița Montană | 1875–1900                                                                                          | Încarcă foto \| video | Raportează eroare |
| CS-II-m-B-10927                                   | Casa Neff I, cu baia publică, azi locuințe și sediu firme | municipiul Reșița                                       | Str. Lalescu Traian 18, Cartier Reșița Montană | 1875–1900                                                                                          | Încarcă foto \| video | Raportează eroare |
| CS-II-m-B-10928                                   | Poșta, azi sediul Inspectotatului Teritorial de Muncă al județului | municipiul Reșița                                       | Str. Lalescu Traian 22, Cartier Reșița Montană | 1912                                                                                               | Încarcă foto \| video | Raportează eroare |
| CS-II-m-B-10929                                   | Cazinoul german, azi Direcția Generală de Muncă și Protecție Socială și Casa de Pensii | municipiul Reșița                                       | Str. Lalescu Traian 27, Cartier Reșița Montană | 1862                                                                                               | Încarcă foto \| video | Raportează eroare |
| CS-II-m-B-10930                                   | Casa oficiali UDR, azi locuințe | municipiul Reșița                                       | Str. Lalescu Traian 28, Cartier Reșița Montană | 1875–1900                                                                                          | Încarcă foto \| video | Raportează eroare |
| CS-II-m-B-10931                                   | Casa directorului superior UDR (Müller), azi sediu SC „Omniasig” și locuințe | municipiul Reșița                                       | Str. Lalescu Traian 30, Cartier Reșița Montană | 1900–1925                                                                                          | Încarcă foto \| video | Raportează eroare |
| CS-II-a-B-10932                                   | Ansamblul bisericii romano-catolice „Maria Zăpezii” | municipiul Reșița                                       | Str. Lalescu Traian 34, Cartier Reșița Montană 45.29488°N 21.90136°E | 1848                                                                                               |                       | Raportează eroare |
| CS-II-m-B-10932.01                                | Biserica romano-catolică „Maria Zăpezii” | municipiul Reșița                                       | Str. Lalescu Traian 34, Cartier Reșița Montană | 1848                                                                                               | Încarcă foto \| video | Raportează eroare |
| CS-II-m-B-10932.02                                | Casa parohială | municipiul Reșița                                       | Str. Lalescu Traian 34, Cartier Reșița Montană | 1848                                                                                               | Încarcă foto \| video | Raportează eroare |
| CS-II-m-A-10900                                   | Furnal (nr. 2) | municipiul Reșița                                       | Str. Lalescu Traian 36, în incinta SCTMK SA Reșița, pe vatra cuptoarelor înalte (furnale) 45.29468°N 21.90288°E                                                                    | vatra cuptoarelor înalte (furnale) - 1771, modificări tehnologice succesive - 1771–1923, 1961–1989 |                       | Raportează eroare |
| CS-II-a-B-10907                                   | Ansamblul fostului atelier de pudlaj și laminare cu abur (Hala cuptoare adânci, Centrala Ilgner, două hale pentru laminoare, Atelierul electric, Hala XV)                                              | municipiul Reșița                                       | Str. Lalescu Traian 36, în incinta SCTMK SA Reșița | 1845–1926                                                                                          | Încarcă foto \| video | Raportează eroare |
| CS-II-m-B-10935                                   | Casă de raport, azi locuințe și birouri | municipiul Reșița                                       | Str. Laminoarelor 5, Cartier Reșița Montană | 1875–1900                                                                                          | Încarcă foto \| video | Raportează eroare |
| CS-II-m-B-10936                                   | Casa Crăciun, azi locuințe | municipiul Reșița                                       | Str. Laminoarelor 8, Cartier Reșița Montană | 1875–1900                                                                                          | Încarcă foto \| video | Raportează eroare |
| CS-II-m-B-10937                                   | Administrația Comunală a Reșiței Române - Gemeindehaus, azi sediul Oficiului Registrului Comerțului | municipiul Reșița                                       | Str. Libertății 21, Cartier Reșița Montană | 1896                                                                                               | Încarcă foto \| video | Raportează eroare |
| CS-II-m-B-10938                                   | Sinagogă | municipiul Reșița                                       | Str. Mihai Viteazu 8, Cartier Reșița Montană | 1907                                                                                               | Încarcă foto \| video | Raportează eroare |
| CS-II-a-A-10939                                   | Ansamblul hidroelectric „Grebla” | municipiul Reșița                                       | Str. Primăverii f.n., Cartier Stavila | 1903–1904                                                                                          | Încarcă foto \| video | Raportează eroare |
| CS-II-m-A-10939.01                                | Uzina hidroelectrică „Grebla” (cu turbină originară Pelton - fabricație Ganz) | municipiul Reșița                                       | Str. Primăverii f.n., Cartier Stavila | 1903–1904                                                                                          | Încarcă foto \| video | Raportează eroare |
| CS-II-m-A-10939.02                                | Castelul de apă, în amonte (de uzina hidroelectrică „Grebla”) | municipiul Reșița                                       | Str. Primăverii f.n., Cartier Stavila | 1903–1904                                                                                          | Încarcă foto \| video | Raportează eroare |
| CS-II-m-A-10939.03                                | Sistem de captare și transport apă | municipiul Reșița                                       | Str. Primăverii f.n., Cartier Stavila | 1903–1904                                                                                          | Încarcă foto \| video | Raportează eroare |
| CS-II-a-B-10940                                   | Ansamblu de trei case tip CFR | municipiul Reșița                                       | Str. Rândul I 21, 21 A, 21 B, Cartier Reșița Montană | 1876                                                                                               | Încarcă foto \| video | Raportează eroare |
| CS-II-m-B-10940.01                                | Casă tip CFR, azi locuință | municipiul Reșița                                       | Str. Rândul I 21, Cartier Reșița Montană | 1876                                                                                               | Încarcă foto \| video | Raportează eroare |
| CS-II-m-B-10940.02                                | Casă tip CFR, azi locuință | municipiul Reșița                                       | Str. Rândul I 21A, Cartier Reșița Montană | 1876                                                                                               | Încarcă foto \| video | Raportează eroare |
| CS-II-m-B-10940.03                                | Casă tip CFR, azi locuință | municipiul Reșița                                       | Str. Rândul I 21B, Cartier Reșița Montană | 1876                                                                                               | Încarcă foto \| video | Raportează eroare |
| CS-II-m-B-10941                                   | Biserica „Adormirea Maicii Domnului”-Reșița Montană | municipiul Reșița                                       | Piața Republicii 1, Cartier Reșița Montană 45.29427°N 21.90875°E | 1938–1941                                                                                          |                       | Raportează eroare |
| CS-II-m-B-10942                                   | Casa Mäerz, azi locuințe | municipiul Reșița                                       | Piața Republicii 35, Cartier Reșița Montană | 1875–1900                                                                                          | Încarcă foto \| video | Raportează eroare |
| CS-II-m-B-10943                                   | Casa Markovski, azi locuințe | municipiul Reșița                                       | Piața Republicii 38, Cartier Reșița Montană | 1916                                                                                               | Încarcă foto \| video | Raportează eroare |
| CS-II-m-B-10944                                   | Fațada principală a fostei „Case muncitorești”, azi sediul OCPI Caraș-Severin | municipiul Reșița                                       | Piața Republicii 44, Cartier Reșița Montană | 1936                                                                                               | Încarcă foto \| video | Raportează eroare |
| CS-II-m-B-10945                                   | Cantina muncitorească Marginea, azi magazine și brutărie | municipiul Reșița                                       | Str. Sodol 2, Cartier Marginea | 1880                                                                                               | Încarcă foto \| video | Raportează eroare |
| CS-II-a-B-10909                                   | Ansamblul urban „Zona Șapte Case” | municipiul Reșița                                       | Str. Terova 1, 3, 5, 7, 9, 11, 13, zona „Șapte Case” | ante 1855–1860                                                                                     | Încarcă foto \| video | Raportează eroare |
| CS-II-a-A-10905                                   | Muzeul locomotivelor cu abur | municipiul Reșița                                       | Calea Timișoarei f.n., zona Triaj 45.32369°N 21.86789°E | 1972                                                                                               |                       | Raportează eroare |
| CS-II-m-B-10946                                   | Distileria lemnului, azi clădire-anexă | municipiul Reșița                                       | Str. Văliugului 1, Cartier Marginea, în incinta S. C. Plastomet S.R.L. | 1903                                                                                               | Încarcă foto \| video | Raportează eroare |
| CS-II-a-B-10947                                   | Ansamblu de case tip pentru silvicultori | municipiul Reșița                                       | Str. Văliugului 75, 77, Cartier Marginea | 1880                                                                                               | Încarcă foto \| video | Raportează eroare |
| CS-II-m-B-10947.01                                | Casă tip pentru silvicultori, azi locuințe | municipiul Reșița                                       | Str. Văliugului 75, Cartier Marginea | 1880                                                                                               | Încarcă foto \| video | Raportează eroare |
| CS-II-m-B-10947.02                                | Casă tip pentru silvicultori, azi locuințe | municipiul Reșița                                       | Str. Văliugului 77, Cartier Marginea | 1880                                                                                               | Încarcă foto \| video | Raportează eroare |
| CS-II-m-B-10948                                   | Moara Juracek, azi locuințe sociale | municipiul Reșița                                       | Str. Zimbrului 42, Cartier Stavila | sec. XIX                                                                                           | Încarcă foto \| video | Raportează eroare |
| CS-II-s-A-10949                                   | Situl „Calea ferată Baziaș-Oravița-Anina”, cu componente de artăinginerească și arhitectură | ***                                                     | Iam, Milcoveni, Bârliște, Vrăniuți, Răcășdia, Oravița, Brădișoru de Jos, Dobrei, Lișava, Ciudanovița, Gârliște, Anina                                                              | 1847–1863                                                                                          |                       | Raportează eroare |
| CS-II-a-A-10949.01                                | Porțiunea de cale ferată Baziaș-Oravița - 34,5 km (viaduct, 7 poduri, 17 podețe) | ***                                                     | Iam, Milcoveni, Bârliște, Vrăniuți, Răcășdia, Oravița | 1847–1854                                                                                          | Încarcă foto \| video | Raportează eroare |
| CS-II-a-A-10949.02                                | Porțiunea de cale ferată Oravița-Anina - 33,4 km (14 tunele, viaducte, gări: Oravița, Brădișoru de Jos, Dobrei, Lișava, Ciudanovița, Gârliște, Anina)                                                  | ***                                                     | Oravița, Brădișoru de Jos, Dobrei, Lișava, Ciudanovița, Gârliște, Anina | 1848–1863                                                                                          | Alte imagini          | Raportează eroare |
| CS-II-a-B-10951                                   | Ansamblu 4 case, azi locuințe | oraș Anina                                              | Str. Caraiman, nr. 22B, 23; Str. Libertății, nr. 18, 19, colonia Bohema | mijl sec. XIX                                                                                      | Încarcă foto \| video | Raportează eroare |
| CS-II-a-B-10953                                   | Ansamblu case duble tip pentru mineri și personal tehnic mină, azi locuințe | oraș Anina                                              | Str. Crișan nr. 2, 4, 6, 8, 10 și Str. Murgu Eftimie nr. 2, 4, 6, 8, 10 | 1850–1900                                                                                          | Încarcă foto \| video | Raportează eroare |
| CS-II-a-B-10958                                   | Sistem de canalizare | oraș Anina                                              | Grota Buhui, Valea Morii | 1886–1889                                                                                          | Încarcă foto \| video | Raportează eroare |
| CS-II-m-B-10958.01                                | Canale de aducțiune apă | oraș Anina                                              | Grota Buhui, Valea Morii | 1886–1889                                                                                          | Încarcă foto \| video | Raportează eroare |
| CS-II-m-B-10958.02                                | Canalizare oraș, cu gurile Grota Buhui și Valea Morii | oraș Anina                                              | Grota Buhui, Valea Morii | 1886–1889                                                                                          | Încarcă foto \| video | Raportează eroare |
| CS-II-m-A-10959                                   | Gara CFR Anina | oraș Anina                                              | | 1848–1863                                                                                          |                       | Raportează eroare |
| CS-II-a-B-10960                                   | Ansamblul urban „Zona Celnic” | oraș Anina                                              | Străzile Cerna, Eminescu Mihai, Teilor, Alecsandri Vasile, Colonia Roșie, Uzinei, Cartier Celnic                                                                                   | sec. XIX, modific. 1900–1950                                                                       | Încarcă foto \| video | Raportează eroare |
| CS-II-a-B-10961                                   | Ansamblul urban I | oraș Anina                                              | Străzile Oltului, Hammer Matthias, Mureșianu A., Policlinicii, Sadoveanu M., Birou Virgil, Stadionului                                                                             | sec. XIX, modific. 1900–1950                                                                       | Încarcă foto \| video | Raportează eroare |
| CS-II-a-B-10967                                   | Ansamblul stațiunii Sommerfrische | oraș Anina                                              | Colonia Sommerfrische, Cartier Steierdorf | 1893–1895                                                                                          | Încarcă foto \| video | Raportează eroare |
| CS-II-m-B-10967.01                                | Sanatoriul Sommerfrische (ruine) | oraș Anina                                              | Colonia Sommerfrische, Cartier Steierdorf | 1893–1895                                                                                          | Încarcă foto \| video | Raportează eroare |
| CS-II-a-B-11203                                   | Colonia minieră Steierdorf | oraș Anina                                              | Străzile Drum Nou, Dealu Frumos, Colonia I, Colonia II, Victoriei - de la Colonia I până la intersecția cu Str. Kogălniceanu M., Cartier Steierdorf                                | sec. XIX, modific. 1900–1950                                                                       | Încarcă foto \| video | Raportează eroare |
| CS-II-a-B-10952                                   | Ansamblu 5 case duble, azi locuințe | oraș Anina                                              | Str. Colonia Roșie 2, 4, 6, 8, 10 | sec. XIX                                                                                           | Încarcă foto \| video | Raportează eroare |
| CS-II-m-B-11204 (RAN: 50905.03)                   | Biserică romano-catolică | oraș Anina                                              | Str. Drum Nou 1, Cartier Steierdorf | 1786, refăcută integral 1872                                                                       | Încarcă foto \| video | Raportează eroare |
| CS-II-a-B-10950                                   | Ansamblu 16 case oficiali UDR, azi locuințe | oraș Anina                                              | Str. Eminescu Mihai 1-16 | 1900–1925                                                                                          | Încarcă foto \| video | Raportează eroare |
| CS-II-a-B-10954                                   | Ansamblu case tip pentru mineri, azi locuințe | oraș Anina                                              | Str. Horia | 1864                                                                                               | Încarcă foto \| video | Raportează eroare |
| CS-II-a-B-10955                                   | Ansamblu case tip pentru mineri, azi locuințe | oraș Anina                                              | Str. Mureșianu Andrei | 1891–1900                                                                                          | Încarcă foto \| video | Raportează eroare |
| CS-II-a-A-10962                                   | Ansamblul Puțului I | oraș Anina                                              | Str. Mureșianu Andrei f.n. | 1874                                                                                               |                       | Raportează eroare |
| CS-II-m-A-10962.01                                | Puțul I (Casa Turnului de extracție cu aburi, Turnul cu molete, lămpărie, construcții și instalații de extracție și manevrare minereu, ateliere și servicii tehnice de exploatare și servicii sociale) | oraș Anina                                              | Str. Mureșianu Andrei f.n. | 1874                                                                                               |                       | Raportează eroare |
| CS-II-m-A-10962.02                                | Mașină de extracție cu aburi (Casa pentru mașina de extracție cu aburi, mașina de extracție cu aburi, cu imobile, dotări de circuit tehnic și pentru personal și utilaje anexe)                        | oraș Anina                                              | Str. Mureșianu Andrei f.n. | 1874                                                                                               | Încarcă foto \| video | Raportează eroare |
| CS-II-m-B-10963                                   | Farmacie | oraș Anina                                              | Str. Policlinicii 7 | 1875–1900                                                                                          | Încarcă foto \| video | Raportează eroare |
| CS-II-m-B-10964                                   | Biserică romano-catolică | oraș Anina                                              | Str. Sadoveanu Mihail 2 | 1901                                                                                               | Încarcă foto \| video | Raportează eroare |
| CS-II-m-B-10965                                   | Cazinoul muncitoresc, azi Casa orășenească de cultură Sf. Varvara | oraș Anina                                              | Str. Sf. Varvara 7 | 1920–1922                                                                                          | Încarcă foto \| video | Raportează eroare |
| CS-II-m-B-10966                                   | Direcția Minelor, azi sediul Primăriei | oraș Anina                                              | Str. Sf. Varvara 49 | sf. sec. XIX                                                                                       | Încarcă foto \| video | Raportează eroare |
| CS-II-m-B-10968                                   | Spital | oraș Anina                                              | Str. Spitalului 1 | 1913                                                                                               | Încarcă foto \| video | Raportează eroare |
| CS-II-a-B-10956                                   | Ansamblu 3 case pentru oficiali StEG, azi locuințe | oraș Anina                                              | Str. Stadionului 1-7 | sec. XIX                                                                                           | Încarcă foto \| video | Raportează eroare |
| CS-II-m-B-10967.02                                | Vilă (fosta vilă 2) | oraș Anina                                              | Str. Traian 2, Colonia Sommerfrische Cartier Steierdorf | 1893–1895                                                                                          | Încarcă foto \| video | Raportează eroare |
| CS-II-a-A-10969                                   | Uzinele de fier Anina | oraș Anina                                              | Str. Uzinei, Str. Oltului, Str. Hammer M. | 1858–1927                                                                                          |                       | Raportează eroare |
| CS-II-m-A-10969.01                                | Centrala termoelectrică, cu turbinele | oraș Anina                                              | Str. Uzinei, Str. Oltului, Str. Hammer M. | 1897, cu transf. în 1927                                                                           | Încarcă foto \| video | Raportează eroare |
| CS-II-m-A-10969.02                                | Fabrica de șuruburi | oraș Anina                                              | Str. Uzinei, Str. Oltului, Str. Hammer M. | 1872                                                                                               | Încarcă foto \| video | Raportează eroare |
| CS-II-m-A-10969.03                                | Turnătorie laminoare | oraș Anina                                              | Str. Uzinei, Str. Oltului, Str. Hammer M. | 1867–1872                                                                                          | Încarcă foto \| video | Raportează eroare |
| CS-II-m-A-10969.04                                | Depozit pentru sulfatul de amoniu produs de Cocserie | oraș Anina                                              | Str. Uzinei, Str. Oltului, Str. Hammer M. | 1926                                                                                               | Încarcă foto \| video | Raportează eroare |
| CS-II-m-A-10969.05                                | Fabricadecărămizi refractare | oraș Anina                                              | Str. Uzinei, Str. Oltului, Str. Hammer M. | 1866                                                                                               | Încarcă foto \| video | Raportează eroare |
| CS-II-m-A-10969.06                                | Atelier mecanic | oraș Anina                                              | Str. Uzinei, Str. Oltului, Str. Hammer M. | 1859                                                                                               | Încarcă foto \| video | Raportează eroare |
| CS-II-a-B-10957                                   | Ansamblu 2 vile UDR, azi locuințe | oraș Anina                                              | Str. Uzinei 1-3 | 1900–1925                                                                                          | Încarcă foto \| video | Raportează eroare |
| CS-II-m-B-10970                                   | Vila Direcțiunii UDR, azi sediu secție poliție | oraș Anina                                              | Str. Uzinei 5 | 1875–1900                                                                                          | Încarcă foto \| video | Raportează eroare |
| CS-II-m-B-10971                                   | Vilă administrativă, azi locuință | oraș Anina                                              | Str. Uzinei 12 | 1875–1900                                                                                          | Încarcă foto \| video | Raportează eroare |
| CS-II-m-B-11205                                   | Școală | oraș Anina                                              | Str. Victoriei 1, Cartier Steierdorf | 1786, refăcută 1909-1911                                                                           |                       | Raportează eroare |
| CS-II-a-B-11206                                   | Ansamblul spitalului din Steierdorf, azi dezafectat | oraș Anina                                              | Str. Victoriei 8, Cartier Steierdorf | 1800–1850                                                                                          |                       | Raportează eroare |
| CS-II-m-B-11206.01                                | Spital, azi dezafectat | oraș Anina                                              | Str. Victoriei 8, Cartier Steierdorf | 1800–1850                                                                                          |                       | Raportează eroare |
| CS-II-m-B-11206.02                                | Casa medicului | oraș Anina                                              | Str. Victoriei 8, Cartier Steierdorf | 1800–1850                                                                                          | Încarcă foto \| video | Raportează eroare |
| CS-II-m-B-11207                                   | Casa Oficiului, azi hotel | oraș Anina                                              | Str. Victoriei 41, Cartier Steierdorf | 1800–1850                                                                                          |                       | Raportează eroare |
| CS-II-m-B-11208                                   | Fosta Asociație de Consum cooperatistă | oraș Anina                                              | Str. Victoriei 50, Cartier Steierdorf | 1895-1896                                                                                          | Încarcă foto \| video | Raportează eroare |
| CS-II-a-B-11209                                   | Ansamblul atelierelor | oraș Anina                                              | Str. Victoriei 55 | 1800–1850                                                                                          | Încarcă foto \| video | Raportează eroare |
| CS-II-m-B-11209.01                                | Ateliere, azi sediul formațiunii locale de pompieri | oraș Anina                                              | Str. Victoriei 55 | 1800–1850                                                                                          | Încarcă foto \| video | Raportează eroare |
| CS-II-m-B-11209.02                                | Turnul de explozivi | oraș Anina                                              | Str. Victoriei 55 | 1800–1850                                                                                          |                       | Raportează eroare |
| CS-II-m-B-11209.03                                | Depozit | oraș Anina                                              | Str. Victoriei 55 | 1800–1850                                                                                          | Încarcă foto \| video | Raportează eroare |
| CS-II-a-A-10972                                   | Mănăstirea sârbească „Sf. Sava” | sat Baziaș; comuna Socol                                | În centrul localității, cu acces din DN57B | sec. XVIII                                                                                         |                       | Raportează eroare |
| CS-II-m-A-10972.01                                | Biserica sârbească „Sf. Sava” | sat Baziaș; comuna Socol                                | În centrul localității, cu acces din DN57B | 1774                                                                                               | Încarcă foto \| video | Raportează eroare |
| CS-II-m-A-10972.02                                | Chilii (ruine) | sat Baziaș; comuna Socol                                | În centrul localității, cu acces din DN57B | sec. XVIII                                                                                         | Încarcă foto \| video | Raportează eroare |
| CS-II-m-A-10972.03                                | Zid de incintă | sat Baziaș; comuna Socol                                | În centrul localității, cu acces din DN57B | sec. XVIII                                                                                         | Încarcă foto \| video | Raportează eroare |
| CS-II-m-A-10973                                   | Podul de piatră peste Cerna, cu galeria acoperită | oraș Băile Herculane                                    | Între str. Cerna și Piața Hercules 44.88957°N 22.42412°E | 1864 - podul, 1850–1900 - galeria acoperită                                                        |                       | Raportează eroare |
| CS-II-m-B-10974                                   | Lucrări de sistematizare, regularizare drumuri și zid sprjin | oraș Băile Herculane                                    | Spre Hotelul Roman și izvorul Hygeea | 1881                                                                                               |                       | Raportează eroare |
| CS-II-m-B-10975                                   | Îndiguire râu Cerna | oraș Băile Herculane                                    | Porțiunea cuprinsă între Baia „Apollo” și Hotel „Cerna” (mal stâng), Podul de piatră și Hotel „Hercules” (mal drept) 44.88844°N 22.42305°E                                         | 1808                                                                                               |                       | Raportează eroare |
| CS-II-m-A-10976                                   | Podul din fontă peste Cerna | oraș Băile Herculane                                    | Între străzile Cerna și Izvor, în fața Băii „Neptun” 44.88828°N 22.4235°E | înc. sec. XX                                                                                       |                       | Raportează eroare |
| CS-II-m-B-10977                                   | Podul Roșu | oraș Băile Herculane                                    | Între stăzile Castanilor și Zăvoiului, în dreptul Vilei Băncii 44.88555°N 22.42027°E                                                                                               | sec. XX                                                                                            |                       | Raportează eroare |
| CS-II-a-A-10978                                   | Ansamblul de arhitectură balneară „Piața Hercules” (etapa grănicerească) | oraș Băile Herculane                                    | Piața Hercules, zona cuprinsă între Biserica romano-catolică și Podul de piatră peste Cerna 44.89005°N 22.42453°E                                                                  | sec. XVIII–XIX                                                                                     | Alte imagini          | Raportează eroare |
| CS-II-a-B-10979                                   | Ansamblul de arhitectură balneară I | oraș Băile Herculane                                    | Zona cuprinsă între Pavilionul de hidroterapie cu bazin termal deschis și Biserica ortodoxă, pe Str. Cerna și în jurul Pieței 1 Mai                                                | sec. XIX - 1900–1950                                                                               |                       | Raportează eroare |
| CS-II-a-B-10980                                   | Ansamblul de arhitectură balneară II | oraș Băile Herculane                                    | Zona cuprinsă între Baia Neptun și Podul Roșu | sec. XIX                                                                                           |                       | Raportează eroare |
| CS-II-a-A-10981                                   | Ansamblul de arhitectură balneară „Strada Cerna” | oraș Băile Herculane                                    | Str. Cerna, zona cuprinsă între Podul de piatră peste Cerna și Pavilionul de hidroterapie cu bazin termal deschis                                                                  | sec. XIX                                                                                           | Încarcă foto \| video | Raportează eroare |
| CS-II-a-B-10982                                   | Ansamblul de arhitectură balneară III | oraș Băile Herculane                                    | Zona cuprinsă între Biserica ortodoxă și Podul Roșu | sec. XIX - 1900–1950                                                                               | Încarcă foto \| video | Raportează eroare |
| CS-II-a-B-10984                                   | Ansamblul urban „Străzile Uzinei și Romană” | oraș Băile Herculane                                    | Zona cuprinsă între Uzina electrică și Biserica romano-catolică, pe Str. Uzinei și Romană, de la Restaurantul Grota Haiducilor la Uzina electrică                                  | sec. XIX                                                                                           | Încarcă foto \| video | Raportează eroare |
| CS-II-m-B-10985                                   | Hotel „Cerna” | oraș Băile Herculane                                    | Piața 1 Mai 1 | 1936                                                                                               |                       | Raportează eroare |
| CS-II-m-B-11006                                   | Vila „Feneșan” („Casino”), fost Hotel „Ganz”, azi locuințe, cu parter comercial | oraș Băile Herculane                                    | Piața 1 Mai 2 | 1875–1900                                                                                          | Încarcă foto \| video | Raportează eroare |
| CS-II-m-B-10986                                   | Vilă, azi dispensar | oraș Băile Herculane                                    | Str. Abatorului 4 | 1900–1925                                                                                          | Încarcă foto \| video | Raportează eroare |
| CS-II-m-B-10987                                   | Spălătoria I.B.T.H., azi restaurantul Fabricii de bere din Băile Herculane | oraș Băile Herculane                                    | Str. Castanilor 3 | înc. sec. XX                                                                                       | Încarcă foto \| video | Raportează eroare |
| CS-II-m-B-10988                                   | Vila Reșița 2, azi grădiniță | oraș Băile Herculane                                    | Str. Castanilor 5 | 1875–1900                                                                                          | Încarcă foto \| video | Raportează eroare |
| CS-II-m-B-10989                                   | Vila Reșița 1, azi locuință | oraș Băile Herculane                                    | Str. Castanilor 10 | 1836, modernizări 1900–1925                                                                        | Încarcă foto \| video | Raportează eroare |
| CS-II-m-B-10990                                   | Vilă, azi cabinet dentar și spațiu comercial | oraș Băile Herculane                                    | Str. Castanilor 12 | 1900–1925                                                                                          | Încarcă foto \| video | Raportează eroare |
| CS-II-m-B-10991                                   | Vila „Miramonte” | oraș Băile Herculane                                    | Str. Castanilor 14 | 1900–1925                                                                                          | Încarcă foto \| video | Raportează eroare |
| CS-II-m-B-10992                                   | Vila „Emilia” | oraș Băile Herculane                                    | Str. Castanilor 16 | sf. sec. XIX-înc. sec. XX                                                                          | Încarcă foto \| video | Raportează eroare |
| CS-II-m-B-10993                                   | Vilă, azi sediu Ocol Silvic Băile Herculane | oraș Băile Herculane                                    | Str. Castanilor 20 | 1900–1925                                                                                          | Încarcă foto \| video | Raportează eroare |
| CS-II-m-B-10994                                   | Vilă | oraș Băile Herculane                                    | Str. Castanilor 23, în incinta Poștei | înc. sec. XX                                                                                       | Încarcă foto \| video | Raportează eroare |
| CS-II-m-B-10995                                   | Vila Kuriatko | oraș Băile Herculane                                    | Str. Castanilor 27, lângă vechile sere, în incinta camping „Sera” | înc. sec. XX                                                                                       | Încarcă foto \| video | Raportează eroare |
| CS-II-a-B-10996                                   | Locuințe grănicerești, cu anexe, azi locuințe, cu anexe, remiză pompieri | oraș Băile Herculane                                    | Str. Castanilor 33 | sec. XIX                                                                                           |                       | Raportează eroare |
| CS-II-m-B-10997                                   | Vila Săracilor, azi locuințe | oraș Băile Herculane                                    | Str. Castanilor 33C, în curteapavilionului nr. 7 | 1840                                                                                               |                       | Raportează eroare |
| CS-II-m-B-10998                                   | Băile „Venera”, azi locuințe | oraș Băile Herculane                                    | Str. Castanilor 35 | ante 1724, prima refacere 1724-1736, a doua refacere 1838                                          |                       | Raportează eroare |
| CS-II-m-B-10999                                   | Biserica „Schimbarea la Față” | oraș Băile Herculane                                    | Str. Cerna f.n., lângă hotel Cerna | sec. XIX                                                                                           |                       | Raportează eroare |
| CS-II-m-B-11000                                   | Pavilion 12, fost Hotel „Victoria”, fost Hotel „Traian”, azi locuințe sociale | oraș Băile Herculane                                    | Str. Cerna 1 | 1869                                                                                               |                       | Raportează eroare |
| CS-II-m-B-11001                                   | Pavilionul de hidroterapie, cu bazin termal deschis | oraș Băile Herculane                                    | Str. Cerna 2 | 1869                                                                                               |                       | Raportează eroare |
| CS-II-m-A-11002                                   | Hotel „Traian”, fost Hotel „Carol”, fost Pavilionul 1, azi parțial dezafectat, locuințe sociale, farmacie și cabinet medical                                                                           | oraș Băile Herculane                                    | Str. Cerna 4 44.88705°N 22.42329°E | 1869–1871                                                                                          | Alte imagini          | Raportează eroare |
| CS-II-m-B-11003                                   | Vila Elisabeta, azi Casa orășenească de cultură, bibliotecă și farmacie | oraș Băile Herculane                                    | Str. Cerna 5-7 44.88846°N 22.42386°E | 1875                                                                                               | Alte imagini          | Raportează eroare |
| CS-II-a-A-11004                                   | Ansamblul Cazinoului | oraș Băile Herculane                                    | Str. Cerna 6-18 44.88638°N 22.42333°E | 1850–1900 - înc. sec. XX                                                                           |                       | Raportează eroare |
| CS-II-m-A-11004.01                                | Cazinou, azi muzeu, sală de spectacole, spații comerciale, restaurant | oraș Băile Herculane                                    | Str. Cerna 6-18 | 1862                                                                                               |                       | Raportează eroare |
| CS-II-m-A-11004.02                                | Parcul Cazinoului | oraș Băile Herculane                                    | Str. Cerna 6-18, în fața Cazinoului 44.88824°N 22.42379°E | 1850–1900                                                                                          |                       | Raportează eroare |
| CS-II-m-A-11004.03                                | Chioșcul pentru fanfară | oraș Băile Herculane                                    | Str. Cerna 6-18, în fața Cazinoului 44.88277°N 22.41805°E | înc. sec. XX                                                                                       |                       | Raportează eroare |
| CS-II-m-A-11005                                   | Hotel „Decebal”, fost Hotel „Ferdinand” | oraș Băile Herculane                                    | Str. Cerna 20 44.88864°N 22.42386°E | 1860–1862                                                                                          | Alte imagini          | Raportează eroare |
| CS-II-m-B-11007                                   | Fosta Administrație militară și cazarmă, fost Sanatoriu medical balnear, apoi Pavilionul 7, azi Hotel „Ferdinand”                                                                                      | oraș Băile Herculane                                    | Piața Hercules 1 | 1810                                                                                               |                       | Raportează eroare |
| CS-II-m-B-11008 (RAN: 50932.27)                   | Direcțiunea Băilor, ulterior Administrația Băilor, apoi sediul IBTH | oraș Băile Herculane                                    | Piața Hercules 2 44.89053°N 22.4248°E | 1811                                                                                               |                       | Raportează eroare |
| CS-II-m-B-11009 (RAN: 50932.29)                   | Fosta Ospătăria cea mare, apoi Hotel „Arhiducele Franz Joseph”, Pavilionul 6, Hotel „Dacia” | oraș Băile Herculane                                    | Piața Hercules 3 44.89078°N 22.42494°E | 1812–1824, modificări radicale 1906                                                                |                       | Raportează eroare |
| CS-II-m-B-11010                                   | Fostul Spital pentru trupă și subofițeri, fost Hotel „Domogled” (Pavilionul 5), azi dezafectat | oraș Băile Herculane                                    | Piața Hercules 4 44.89027°N 22.42416°E | 1808–1810                                                                                          |                       | Raportează eroare |
| CS-II-m-B-11011                                   | Biserica romano-catolică „Sf. Maria” | oraș Băile Herculane                                    | Piața Hercules 5 44.89152°N 22.42519°E | 1838                                                                                               | Alte imagini          | Raportează eroare |
| CS-II-a-B-11012                                   | Ansamblul balnear Apollo I | oraș Băile Herculane                                    | Piața Hercules 6,7 | sec. XVIII–XIX, modificări 1926                                                                    |                       | Raportează eroare |
| CS-II-m-B-11012.01                                | Fosta „Baie comună”, „Baia cea mare”, apoi Baia „Apollo” | oraș Băile Herculane                                    | Piața Hercules 6 44.89166°N 22.425°E | sec. XVIII, modificări 1926                                                                        |                       | Raportează eroare |
| CS-II-m-B-11012.02                                | Fostul „Sanatoriul ofițeresc”, fost Hotel „Severin” | oraș Băile Herculane                                    | Piața Hercules 7 44.89136°N 22.42505°E | 1846, modificări 1926                                                                              |                       | Raportează eroare |
| CS-II-a-B-11013                                   | Ansamblul balnear Apollo II | oraș Băile Herculane                                    | Piața Hercules 8 44.89138°N 22.425°E | sec. XIX, refaceri 1926                                                                            |                       | Raportează eroare |
| CS-II-m-B-11013.01                                | Baia „Hebe”, azi parte a Hotelului „Apollo” | oraș Băile Herculane                                    | Piața Hercules 8 44.89005°N 22.4243°E | 1826, refaceri 1926                                                                                |                       | Raportează eroare |
| CS-II-m-B-11013.02                                | Hotel „Severin”, azi parte a Hotelului „Apollo” | oraș Băile Herculane                                    | Piața Hercules 8 | 1824                                                                                               |                       | Raportează eroare |
| CS-II-m-B-11013.03                                | Pavilionul 3, azi parte a Hotelului „Apollo” | oraș Băile Herculane                                    | Piața Hercules 8 44.89067°N 22.42462°E | 1864                                                                                               |                       | Raportează eroare |
| CS-II-a-A-10983                                   | Ansamblul de arhitectură balneară „Strada Izvorului” | oraș Băile Herculane                                    | Str. Izvorului, zona cuprinsă între Podul de piatră peste Cerna și Baia Neptun | sec. XIX                                                                                           | Încarcă foto \| video | Raportează eroare |
| CS-II-m-B-11014                                   | Baia „Diana”, anterior Baia termală „Elisabeta”, inițial „Baia pentru dureri de oase” | oraș Băile Herculane                                    | Str. Izvorului 1 | 1810, cu modernizări 1859 și refaceri 1929                                                         |                       | Raportează eroare |
| CS-II-m-A-11015                                   | Băile „Neptun”, foste Baia „Szapary”, Baia „Regina Maria”, „Băile termale cu bazine și cabine” | oraș Băile Herculane                                    | Str. Izvorului 3-5 44.88847°N 22.42309°E | 1883–1886                                                                                          | Alte imagini          | Raportează eroare |
| CS-II-m-B-11016                                   | Vila funcționarilor, azi Pavilion 11 | oraș Băile Herculane                                    | Str. Izvorului 6 | 1875–1900                                                                                          |                       | Raportează eroare |
| CS-II-m-B-11017 (RAN: 50932.24)                   | Izvorul Hygeea, cu edicul | oraș Băile Herculane                                    | Str. Romană f.n. 44.89479°N 22.427°E | sec. XVIII                                                                                         |                       | Raportează eroare |
| CS-II-m-B-11018 (RAN: 50932.25)                   | Baia romană, cu basorelieful lui Hercules | oraș Băile Herculane                                    | Str. Romană 1, la demisolul și subsolul Hotelului „Roman” | sec. XVIII - clădirea băii, Epoca romană (basorelieful lui Hercules)                               | Alte imagini          | Raportează eroare |
| CS-II-m-B-11019                                   | Vilă | oraș Băile Herculane                                    | Str. Stoica de Hațeg Nicolae 2 | 1897                                                                                               |                       | Raportează eroare |
| CS-II-m-B-11020                                   | Vila „Dora”, azi locuință | oraș Băile Herculane                                    | Str. Stoica de Hațeg Nicolae 3 | 1900–1925                                                                                          |                       | Raportează eroare |
| CS-II-m-B-11021                                   | Vila „Transilvania” („Tolvay”) | oraș Băile Herculane                                    | Str. Stoica de Hațeg Nicolae 4 44.88685°N 22.42228°E | 1900–1925                                                                                          |                       | Raportează eroare |
| CS-II-m-B-11022                                   | Vila „Doboșan”, azi Așezământul social „Nașterea Maicii Domnului” | oraș Băile Herculane                                    | Str. Stoica de Hațeg Nicolae 5 | 1875–1900                                                                                          |                       | Raportează eroare |
| CS-II-m-B-11023                                   | Vila „Vălușescu” („Belvedere”) | oraș Băile Herculane                                    | Str. Stoica de Hațeg Nicolae 6 | sf. sec. XIX-înc. sec. XX                                                                          |                       | Raportează eroare |
| CS-II-m-B-11024                                   | Vila „Crăciunescu” („Belvedere”) | oraș Băile Herculane                                    | Str. Stoica de Hațeg Nicolae 7 | 1900–1925                                                                                          |                       | Raportează eroare |
| CS-II-m-A-11025                                   | Gara, cu clădirea anexă | oraș Băile Herculane                                    | Str. Trandafirilor 101, în apropiereapunctului de confluență al râurilor Cerna și Belareca, pe DN6 44.8626°N 22.3881°E                                                             | 1886                                                                                               | Alte imagini          | Raportează eroare |
| CS-II-m-B-11026                                   | Uzina electrică, cu turbine și panou manevrare Ganz | oraș Băile Herculane                                    | Str. Uzinei 3 | 1892–1894                                                                                          | Încarcă foto \| video | Raportează eroare |
| CS-II-m-B-11027                                   | Vila Băncii, fostă Vila „Livia” | oraș Băile Herculane                                    | Str. Zăvoi 38 | 1888                                                                                               | Încarcă foto \| video | Raportează eroare |
| CS-II-m-B-11028 (RAN: 51314.06)                   | Biserica „Nașterea Maicii Domnului” | sat Bănia; comuna Bănia                                 | 125 | 1779, modificări 1840 și 1881                                                                      | Încarcă foto \| video | Raportează eroare |
| CS-II-m-B-11029                                   | Biserica „Sf. Arhangheli” | sat Berzasca; comuna Berzasca                           | | 1836                                                                                               | Încarcă foto \| video | Raportează eroare |
| CS-II-m-B-11030 (RAN: 50978.06)                   | Biserică romano-catolică „Imaculata Concepțiune” | oraș Bocșa                                              | Str. 1 Decembrie 1918 2, Cartier Bocșa Montană | 1738, reconstruită 1840                                                                            | Încarcă foto \| video | Raportează eroare |
| CS-II-m-B-11031                                   | Școală, azi Școala cu clasele I-VIII nr. 1 | oraș Bocșa                                              | Str. 1 Decembrie 1918 4, Cartier Bocșa Montană | 1840                                                                                               | Încarcă foto \| video | Raportează eroare |
| CS-II-m-B-11032                                   | Primărie | oraș Bocșa                                              | Str. 1 Decembrie 1918 22, Cartier Bocșa Montană | sec. XIX                                                                                           | Încarcă foto \| video | Raportează eroare |
| CS-II-m-B-11033                                   | Hambar | oraș Bocșa                                              | Str. 1 Decembrie 1918 37, Cartier Bocșa Montană, Alt Werk | 1719                                                                                               | Încarcă foto \| video | Raportează eroare |
| CS-II-a-B-11034 (RAN: 50978.07)                   | Mănăstirea Godinova | oraș Bocșa                                              | Str. Dognecei 43, Cartier Bocșa Vasiova, în drum spre Ocna de Fier | sec. XVIII–XIX                                                                                     |                       | Raportează eroare |
| CS-II-m-B-11034.01                                | Biserica „Sf. Ilie” | oraș Bocșa                                              | Str. Dognecei 43, Cartier Bocșa Vasiova, în drum spre Ocna de Fier | sec. XVIII                                                                                         |                       | Raportează eroare |
| CS-II-m-B-11034.02                                | Chilii | oraș Bocșa                                              | Str. Dognecei 43, Cartier Bocșa Vasiova | sec. XVIII, ref. sec. XIX                                                                          | Încarcă foto \| video | Raportează eroare |
| CS-II-m-B-11035                                   | Capela romano-catolică „Adormirea Maicii Domnului” | oraș Bocșa                                              | Str. Făgetului, Cartier Bocșa Montană | sec. XIX                                                                                           | Încarcă foto \| video | Raportează eroare |
| CS-II-m-B-11036 (RAN: 50978.12)                   | Biserica ortodoxă „Nașterea Maicii Domnului” | oraș Bocșa                                              | Str. Frunzei 1, Cartier Bocșa Montană | 1808                                                                                               | Încarcă foto \| video | Raportează eroare |
| CS-II-m-B-11037                                   | Turn de alimentare furnal | oraș Bocșa                                              | Str. Gării f.n., Cartier Bocșa Montană, lângă gara CFR, în subsolul microhidrocentralei                                                                                            | 1719                                                                                               | Încarcă foto \| video | Raportează eroare |
| CS-II-a-B-11038 (RAN: 50978.10)                   | Ansamblu stăvilar și canal aducțiune apă (pentru furnale) | oraș Bocșa                                              | Str. Gării f.n., Cartier Bocșa Montană | 1723–1725                                                                                          | Încarcă foto \| video | Raportează eroare |
| CS-II-m-B-11039                                   | Gara CFR Bocșa Vasiova | oraș Bocșa                                              | Str. Gării 1, Cartier Bocșa Vasiova | sec. XIX                                                                                           | Încarcă foto \| video | Raportează eroare |
| CS-II-a-B-11040                                   | Ansamblul gării Bocșa Montană | oraș Bocșa                                              | Str. Gării 5, Cartier Bocșa Montană | sec. XIX                                                                                           | Încarcă foto \| video | Raportează eroare |
| CS-II-m-B-11040.01                                | Gara Bocșa Montană | oraș Bocșa                                              | Str. Gării 5, Cartier Bocșa Montană | sec. XIX                                                                                           | Încarcă foto \| video | Raportează eroare |
| CS-II-m-B-11040.02                                | Parc | oraș Bocșa                                              | Str. Gării 5, Cartier Bocșa Montană | sec. XIX                                                                                           | Încarcă foto \| video | Raportează eroare |
| CS-II-m-B-11041 (RAN: 50978.11)                   | Biserica „Buna Vestire” | oraș Bocșa                                              | Str. Mureșului 6, Cartier Bocșa Montană | 1755                                                                                               | Încarcă foto \| video | Raportează eroare |
| CS-II-m-B-11043 (RAN: 50978.08)                   | Biserica „Sf. Nicolae” | oraș Bocșa                                              | Str. Republicii 96, Cartier Bocșa Română | 1795                                                                                               | Încarcă foto \| video | Raportează eroare |
| CS-II-m-B-11042 (RAN: 50978.09)                   | Biserica „Pogorârea Sf. Duh” | oraș Bocșa                                              | Str. Republicii 97, Cartier Bocșa Română | 1815                                                                                               | Încarcă foto \| video | Raportează eroare |
| CS-II-m-B-11044                                   | Gara CFR Bocșa Română | oraș Bocșa                                              | Str. Republicii 152, Cartier Bocșa Română | sec. XIX                                                                                           | Încarcă foto \| video | Raportează eroare |
| CS-II-a-B-11045                                   | Ansamblul de mori din Borlovenii Noi | sat Borlovenii Noi; comuna Prigor                       | Pe valea râului Brezovița | înc. sec. XX                                                                                       | Încarcă foto \| video | Raportează eroare |
| CS-II-m-B-11045.01                                | Moara „din sat” | sat Borlovenii Noi; comuna Prigor                       | Pe valea râului Brezovița | înc. sec. XX                                                                                       | Încarcă foto \| video | Raportează eroare |
| CS-II-m-B-11045.02                                | Moara de la Truică | sat Borlovenii Noi; comuna Prigor                       | Pe valea râului Brezovița | înc. sec. XX                                                                                       | Încarcă foto \| video | Raportează eroare |
| CS-II-m-B-11045.03                                | Moara din Cheie | sat Borlovenii Noi; comuna Prigor                       | Pe valea râului Brezovița | înc. sec. XX                                                                                       | Încarcă foto \| video | Raportează eroare |
| CS-II-m-B-11045.04                                | Moara din Furci | sat Borlovenii Noi; comuna Prigor                       | Pe valea râului Brezovița | înc. sec. XX                                                                                       | Încarcă foto \| video | Raportează eroare |
| CS-II-m-B-11045.05                                | Moara de la Basu | sat Borlovenii Noi; comuna Prigor                       | Pe valea râului Brezovița | înc. sec. XX                                                                                       | Încarcă foto \| video | Raportează eroare |
| CS-II-m-B-11045.06                                | Moara de la Zăvoi | sat Borlovenii Noi; comuna Prigor                       | Pe valea râului Brezovița | înc. sec. XX                                                                                       | Încarcă foto \| video | Raportează eroare |
| CS-II-a-B-11046                                   | Ansamblul de mori din Bozovici | sat Bozovici; comuna Bozovici                           | În valea râului Miniș | 1890–1897                                                                                          | Încarcă foto \| video | Raportează eroare |
| CS-II-m-B-11046.01                                | Moara Neamțului | sat Bozovici; comuna Bozovici                           | În valea râului Miniș | 1895                                                                                               | Încarcă foto \| video | Raportează eroare |
| CS-II-m-B-11046.02                                | Moara Curpanița | sat Bozovici; comuna Bozovici                           | În valea râului Miniș | 1897                                                                                               | Încarcă foto \| video | Raportează eroare |
| CS-II-m-B-11046.03                                | Moara de peste Râu | sat Bozovici; comuna Bozovici                           | În valea râului Miniș | 1890                                                                                               | Încarcă foto \| video | Raportează eroare |
| CS-II-m-B-11046.04                                | Moara mică | sat Bozovici; comuna Bozovici                           | În valea râului Miniș | 1897                                                                                               | Încarcă foto \| video | Raportează eroare |
| CS-II-m-B-11047 (RAN: 51582.06)                   | Biserica „Înălțarea Domnului” | sat Bozovici; comuna Bozovici                           | 219 | 1798                                                                                               | Încarcă foto \| video | Raportează eroare |
| CS-II-m-B-11048 (RAN: 51635.09)                   | Biserica „Înălțarea Domnului” | sat Brebu; comuna Brebu                                 | 23 | 1791                                                                                               | Încarcă foto \| video | Raportează eroare |
| CS-II-m-B-11049 (RAN: 51172.05)                   | Biserica „Adormirea Maicii Domnului” | sat aparținător Broșteni; oraș Oravița                  | | 1778                                                                                               | Încarcă foto \| video | Raportează eroare |
| CS-II-m-B-11050                                   | Casa de lemn Gheorghe Ilincar | sat Bucova; comuna Băuțar                               | | sec. XIX                                                                                           | Încarcă foto \| video | Raportează eroare |
| CS-II-m-B-11051                                   | Casa de lemn Ilin Adămuț | sat Bucova; comuna Băuțar                               | | sec. XIX                                                                                           | Încarcă foto \| video | Raportează eroare |
| CS-II-m-B-11052                                   | Casa de lemn Romulus Ilienca | sat Bucova; comuna Băuțar                               | | sec. XIX                                                                                           | Încarcă foto \| video | Raportează eroare |
| CS-II-m-B-11053 (RAN: 52712.02)                   | Biserică de lemn | sat Calina; comuna Dognecea                             | În centrul satului | 1780                                                                                               | Alte imagini          | Raportează eroare |
| CS-II-m-B-11054 (RAN: 51029.38)                   | Vila Antoniu Sequens | municipiul Caransebeș                                   | Cartier Teiuș | sec. XVIII                                                                                         | Încarcă foto \| video | Raportează eroare |
| CS-II-m-B-11055 (RAN: 51029.33)                   | Vila Gheorghe Baba | municipiul Caransebeș                                   | Cartier Teiuș | sec. XVIII                                                                                         | Încarcă foto \| video | Raportează eroare |
| CS-II-a-B-11056                                   | Ansamblul Pieței Revoluției | municipiul Caransebeș                                   | Delimitat de străzile Alecsandri V., Ardealului, Episcopiei (pietonal), Mihai Viteazul (pietonal), până la Piața Dragalina Ion general                                             | sec. XIX - 1900–1925                                                                               |                       | Raportează eroare |
| CS-II-a-B-11057                                   | Ansamblul urban „Piața General Ion Dragalina” | municipiul Caransebeș                                   | Piața Dragalina Ion General, marcată de începutul străzilor Bălcescu N., Cazărmii, Racoviță E., Groza M. general, Tribunalului                                                     | sec. XIX - 1900–1925                                                                               | Încarcă foto \| video | Raportează eroare |
| CS-II-a-B-11058                                   | Ansamblul urban I | municipiul Caransebeș                                   | Străzile Popea Nicolae Episcop; Calea Orșovei; Str. Libertății, până la Str. Horea; străzile Bălcescu N., Traian, Cazărmii, Școlii                                                 | sec. XIX - 1900–1925                                                                               | Încarcă foto \| video | Raportează eroare |
| CS-II-s-B-11059                                   | Situl urban „Cartierul Teiuș” | municipiul Caransebeș                                   | Cartierul Teiuș | sec. XIX                                                                                           | Încarcă foto \| video | Raportează eroare |
| CS-II-m-B-11086                                   | Primăria veche (fost Prefectura Caransebeș), azi spațiu școlar pentru Seminarul Ortodox Ion Popasu | municipiul Caransebeș                                   | Str. Ardealului 29 (Str. Episcopiei 3) 45.4137°N 22.2154°E | 1800–1850                                                                                          |                       | Raportează eroare |
| CS-II-m-B-11061                                   | Palatul Korongy, azi spații firme, locuințe, amenajare hotelieră | municipiul Caransebeș                                   | Str. Doda Traian 1 45.412°N 22.2189°E | 1877, 1912                                                                                         |                       | Raportează eroare |
| CS-II-m-B-11062                                   | Pavilionul ofițerilor, azi spații firme, amenajare hotelieră, locuințe | municipiul Caransebeș                                   | Piața Dragalina Ion, general 1 45.4136°N 22.2135°E | 1874                                                                                               |                       | Raportează eroare |
| CS-II-m-A-11063 (RAN: 51029.27)                   | Cazarma grănicerilor, azi Muzeul Județean de Etnografie și al Regimentului de Graniță Caransebeș | municipiul Caransebeș                                   | Piața Dragalina Ion, general 2 45.4144°N 22.2138°E | 1739, renovat 1753                                                                                 |                       | Raportează eroare |
| CS-II-m-B-11068                                   | Palatul Comunității de Avere | municipiul Caransebeș                                   | Str. Episcopiei 1 45.4142°N 22.2149°E | 1901                                                                                               |                       | Raportează eroare |
| CS-II-m-B-11070                                   | Judecătoria Caransebeș, azi judecătorie, notariat, birou carte funciară | municipiul Caransebeș                                   | Str. Episcopiei 4 | 1905–1906                                                                                          | Încarcă foto \| video | Raportează eroare |
| CS-II-m-B-11071                                   | Locuință cu sală de dans, azi Casa municipală de cultură „George Suru” | municipiul Caransebeș                                   | Str. Episcopiei 6 45.413°N 22.2152°E | 1886                                                                                               |                       | Raportează eroare |
| CS-II-m-B-11072 (RAN: 51029.29)                   | Sediul Comitatului de Severin, azi grădiniță | municipiul Caransebeș                                   | Str. Episcopiei 7 45.413°N 22.2158°E | sec. XVIII, modificări 1909                                                                        |                       | Raportează eroare |
| CS-II-m-B-11073 (RAN: 51029.30)                   | Restaurantul „Pomul Verde”, azi restaurant și sedii firme | municipiul Caransebeș                                   | Str. Episcopiei 8 45.4128°N 22.2154°E | 1740, modificări 1850                                                                              |                       | Raportează eroare |
| CS-II-m-B-11074 (RAN: 51029.31)                   | Casa grănicerilor, azi sediul Protopopiatului Ortodox Român | municipiul Caransebeș                                   | Str. Episcopiei 9 45.4127°N 22.2162°E | mijl. sec. XVIII, refaceri 1891                                                                    |                       | Raportează eroare |
| CS-II-m-B-11075 (RAN: 51029.39)                   | Hotel, azi sediu firme, locuințe | municipiul Caransebeș                                   | Str. Episcopiei 10 45.4125°N 22.2159°E | 1750–1800                                                                                          |                       | Raportează eroare |
| CS-II-m-B-11076 (RAN: 51029.32)                   | Prima farmacie română din Banat, atelier foto, magazin, azi locuințe, cu parter comercial | municipiul Caransebeș                                   | Str. Episcopiei 12 45.4124°N 22.2161°E | 1750–1800, modificări 1900                                                                         |                       | Raportează eroare |
| CS-II-m-B-11077                                   | Casa Diecesană, azi sediul Casei de Pensii - Oficiul Caransebeș și locuințe | municipiul Caransebeș                                   | Str. Episcopiei 14 45.4123°N 22.2163°E | 1850–1900                                                                                          |                       | Raportează eroare |
| CS-II-a-B-11078                                   | Fosta mănăstire franciscană | municipiul Caransebeș                                   | Str. Episcopiei 22 | 1725                                                                                               |                       | Raportează eroare |
| CS-II-m-B-11078.01                                | Biserică franciscană | municipiul Caransebeș                                   | Str. Episcopiei 22 | 1725                                                                                               | Alte imagini          | Raportează eroare |
| CS-II-m-B-11078.02                                | Claustru (ruine) | municipiul Caransebeș                                   | Str. Episcopiei 22 | 1725                                                                                               | Încarcă foto \| video | Raportează eroare |
| CS-II-m-B-11064                                   | Școala de Matematică și Subofițeri a Regimentului de Graniță, azi proprietate a Comunității de Avere                                                                                                   | municipiul Caransebeș                                   | Str. Groza Moise, general 2 45.4152°N 22.2149°E | 1868                                                                                               |                       | Raportează eroare |
| CS-II-m-B-11065                                   | Poștă | municipiul Caransebeș                                   | Str. Libertății 12 | 1900–1925                                                                                          |                       | Raportează eroare |
| CS-II-m-B-11066                                   | Școală, azi Școala Normală „C.D. Loga”, Colegiul de institutori al Universității de Vest-Timișoara, grădiniță                                                                                          | municipiul Caransebeș                                   | Str. Loga C. D. 12 | 1900–1925                                                                                          |                       | Raportează eroare |
| CS-II-a-B-11067 (RAN: 51029.34)                   | Ansamblul urban „Str. Mihai Viteazul-II” (8 case macedonene) | municipiul Caransebeș                                   | Str. Mihai Viteazul, între nr. 24-34, 38-40 45.411°N 22.2188°E | sec. XVIII; modificări sec. XIX                                                                    |                       | Raportează eroare |
| CS-II-a-B-11079 (RAN: 51029.26)                   | Ansamblul urban „Str. Mihai Viteazul-I” (casele Ostoia, Vasilevici, Laboncz, Banca Banatului, casă fronton circular)                                                                                   | municipiul Caransebeș                                   | Str. Mihai Viteazul 27-33, Str. Trapșa M., nr. 1 45.4113°N 22.2189°E | sec. XVIII                                                                                         |                       | Raportează eroare |
| CS-II-m-B-11079.01                                | Casa Ostoia | municipiul Caransebeș                                   | Str. Mihai Viteazul 27 45.4115°N 22.2187°E | sec. XVIII                                                                                         |                       | Raportează eroare |
| CS-II-m-B-11079.02                                | Casa Vasilevici | municipiul Caransebeș                                   | Str. Mihai Viteazul 29 45.4114°N 22.2188°E | sec. XVIII                                                                                         |                       | Raportează eroare |
| CS-II-m-B-11079.03                                | Casa Laboncz | municipiul Caransebeș                                   | Str. Mihai Viteazul 31 45.4113°N 22.2189°E | sec. XVIII                                                                                         |                       | Raportează eroare |
| CS-II-m-B-11079.04                                | Casă, azi sediu firme, locuință | municipiul Caransebeș                                   | Str. Mihai Viteazul 33 45.4114°N 22.2191°E | sec. XVIII                                                                                         |                       | Raportează eroare |
| CS-II-m-B-11080 (RAN: 51029.35)                   | Locuință negustori macedoneni, azi sediu firme și locuințe | municipiul Caransebeș                                   | Str. Mihai Viteazul 36 45.4108°N 22.2189°E | sec. XVIII; modificări sec. XIX                                                                    |                       | Raportează eroare |
| CS-II-m-B-11081                                   | Magazine și restaurant, azi Biblioteca municipală „Mihail Halici” | municipiul Caransebeș                                   | Str. Mihai Viteazul 39 45.4105°N 22.2194°E | sf. sec. XIX                                                                                       |                       | Raportează eroare |
| CS-II-m-B-11082                                   | Noua Casă de păstrare, azi spații comerciale și locuințe | municipiul Caransebeș                                   | Str. Mihai Viteazul 42 45.4102°N 22.219°E | 1900–1925                                                                                          |                       | Raportează eroare |
| CS-II-m-B-11083 (RAN: 51029.36)                   | Banca Graniței, azi Banca Comercială Română, Agenția Caransebeș | municipiul Caransebeș                                   | Str. Mihai Viteazul 44 | 1810                                                                                               |                       | Raportează eroare |
| CS-II-m-B-11084 (RAN: 51029.37)                   | Biserica „Sfântul Ioan Botezătorul” | municipiul Caransebeș                                   | Str. Muntele Mic 40 45.40972°N 22.22722°E | 1780                                                                                               | Alte imagini          | Raportează eroare |
| CS-II-m-B-11085                                   | Sinagogă | municipiul Caransebeș                                   | Str. Orșovei 2 45.4098°N 22.2187°E | 1893–1894                                                                                          | Alte imagini          | Raportează eroare |
| CS-II-m-B-11087                                   | Sală de spectacole, fost Cinematograful „Tineretului” (azi dezafectat) | municipiul Caransebeș                                   | Piața Revoluției 1 45.4111°N 22.2183°E | 1927                                                                                               |                       | Raportează eroare |
| CS-II-m-B-11088                                   | Locuințe oficiali, azi locuințe și spații comerciale | municipiul Caransebeș                                   | Piața Revoluției 2-4 | sec. XIX                                                                                           | Încarcă foto \| video | Raportează eroare |
| CS-II-m-B-11089                                   | Casa Orașului, azi Primăria municipiului Caransebeș | municipiul Caransebeș                                   | Piața Revoluției 3 45.4108°N 22.2178°E | 1903                                                                                               |                       | Raportează eroare |
| CS-II-m-B-11060 (RAN: 51029.28)                   | Biserica „Sf. Gheorghe” | municipiul Caransebeș                                   | Piața Sf. Gheorghe 2, Cartier Potoc | 1444, reconstruită 1739; modificări 1759                                                           |                       | Raportează eroare |
| CS-II-m-B-11090                                   | Uzina hidroelectrică Sebeș | municipiul Caransebeș                                   | Str. Subdeal 14 | 1889                                                                                               | Încarcă foto \| video | Raportează eroare |
| CS-II-m-B-11079.05                                | Casă (Fosta Bancă a Banatului) | municipiul Caransebeș                                   | Str. Gen. Trapșa Mihail 1 45.4109°N 22.2193°E | sec. XVIII                                                                                         |                       | Raportează eroare |
| CS-II-m-B-11069                                   | Tribunal militar și închisoare, azi sediul Parchetului Caransebeș | municipiul Caransebeș                                   | Str. Tribunalului 2 45.4128°N 22.2141°E | 1700–1750                                                                                          |                       | Raportează eroare |
| CS-II-m-B-11091                                   | Liceul „Traian Doda” | municipiul Caransebeș                                   | Str. Zăcan Efrem 3 | 1915                                                                                               |                       | Raportează eroare |
| CS-II-m-B-11092 (RAN: 51813.15)                   | Biserică romano-catolică | sat Carașova; comuna Carașova                           | 272 | 1726, transf. 1822                                                                                 | Încarcă foto \| video | Raportează eroare |
| CS-II-m-B-11093 (RAN: 50816.02)                   | Biserica „Sf. Apostoli Petru și Pavel” | localitate componentă Câlnic; municipiul Reșița         | Calea Grădiște 67 | 1799, turn 1803                                                                                    | Încarcă foto \| video | Raportează eroare |
| CS-II-m-B-11094                                   | Biserica „Adormirea Maicii Domnului” | sat Cârnecea; comuna Ticvaniu Mare                      | | 1834                                                                                               |                       | Raportează eroare |
| CS-II-m-B-11095                                   | Biserica mănăstirii Călugăra | localitate componentă Ciclova Montană; oraș Oravița     | Cartier Ciclova Montană 44.85773°N 21.80309°E | sec. XIX                                                                                           |                       | Raportează eroare |
| CS-II-m-B-11096                                   | Beciurile fostei Fabrici de bere (ruine) | localitate componentă Ciclova Montană; oraș Oravița     | | 1750–1800                                                                                          | Încarcă foto \| video | Raportează eroare |
| CS-II-m-B-11097 (RAN: 51136.06)                   | Biserică ortodoxă | localitate componentă Ciclova Montană; oraș Oravița     | | 1783                                                                                               | Încarcă foto \| video | Raportează eroare |
| CS-II-m-B-11098 (RAN: 51957.06)                   | Biserica romano-catolică „Sf. Maria” | localitate componentă Ciclova Montană; oraș Oravița     | | 1777                                                                                               | Încarcă foto \| video | Raportează eroare |
| CS-II-m-B-11099                                   | Forjă (ruine) | sat Ciclova Română; comuna Ciclova Română               | | 1746                                                                                               | Încarcă foto \| video | Raportează eroare |
| CS-II-m-B-11100                                   | Biserica „Sf. Arhangheli” | localitate componentă Cireșa; oraș Oțelu Roșu           | Str. Hațegului 66 | 1830                                                                                               | Alte imagini          | Raportează eroare |
| CS-II-a-B-11101                                   | Ansamblul de mori din Cornereva | comuna Cornereva                                        | Văile râurilor Belareca, Camena, Ramna, Znogotin, Obița | înc. sec. XX                                                                                       | Încarcă foto \| video | Raportează eroare |
| CS-II-m-B-11101.01                                | Moara lui Lazăr Boască | comuna Cornereva                                        | Valea râului Belareca | înc. sec. XX                                                                                       | Încarcă foto \| video | Raportează eroare |
| CS-II-m-B-11101.02                                | Vâltoarea lui Nicolae Nemeș | comuna Cornereva                                        | Valea râului Camena | înc. sec. XX                                                                                       | Încarcă foto \| video | Raportează eroare |
| CS-II-m-B-11101.03                                | Moara lui Nicolae Nemeș | comuna Cornereva                                        | Valea râului Camena | înc. sec. XX                                                                                       | Încarcă foto \| video | Raportează eroare |
| CS-II-m-B-11101.04                                | Moara Popeștilor | comuna Cornereva                                        | Valea râului Ramna | înc. sec. XX                                                                                       | Încarcă foto \| video | Raportează eroare |
| CS-II-m-B-11101.05                                | Moara de la Pod | comuna Cornereva                                        | Valea râului Ramna | înc. sec. XX                                                                                       | Încarcă foto \| video | Raportează eroare |
| CS-II-m-B-11101.06                                | Moara lui Nistor Gherescu | comuna Cornereva                                        | Valea râului Znogotin | înc. sec. XX                                                                                       | Încarcă foto \| video | Raportează eroare |
| CS-II-m-B-11101.07                                | Moara lui Nicolae Brânzei | comuna Cornereva                                        | Valea râului Znogotin | înc. sec. XX                                                                                       | Încarcă foto \| video | Raportează eroare |
| CS-II-m-B-11101.08                                | Moara lui Adam Gherescu | comuna Cornereva                                        | Confluența râurilor Camena cu Znogotin | înc. sec. XX                                                                                       | Încarcă foto \| video | Raportează eroare |
| CS-II-m-B-11101.09                                | Moara Poloieștilor | comuna Cornereva                                        | Valea râului Obița | înc. sec. XX                                                                                       | Încarcă foto \| video | Raportează eroare |
| CS-II-m-B-11101.10                                | Vâltoarea Poloieștilor | comuna Cornereva                                        | Valea râului Obița | înc. sec. XX                                                                                       | Încarcă foto \| video | Raportează eroare |
| CS-II-m-B-11102 (RAN: 52133.02)                   | Biserica „Cuvioasa Paraschiva” | sat Crușovăț; comuna Cornea                             | 144 | 1805                                                                                               | Alte imagini          | Raportează eroare |
| CS-II-m-B-11103                                   | Biserica „Înălțarea Domnului” | sat Cuptoare; comuna Cornea                             | 7 | 1810                                                                                               |                       | Raportează eroare |
| CS-II-a-A-11104                                   | Barajul și lacul de acumulare „Lacul Mic” | sat Dognecea; comuna Dognecea                           | La intrarea în sat, dinspre Reșița | cca. 1724                                                                                          | Încarcă foto \| video | Raportează eroare |
| CS-II-m-B-11105                                   | Uzina metalurgică | sat Dognecea; comuna Dognecea                           | La intrarea în sat, dinspre Reșița | 1858                                                                                               | Încarcă foto \| video | Raportează eroare |
| CS-II-m-B-11106                                   | Galeria minieră Cristina (azi închisă) | sat Dognecea; comuna Dognecea                           | | sec. XVIII                                                                                         | Încarcă foto \| video | Raportează eroare |
| CS-II-m-B-11107 (RAN: 52703.03)                   | Biserică romano-catolică | sat Dognecea; comuna Dognecea                           | 698 45.27614°N 21.75063°E | 1741                                                                                               | Alte imagini          | Raportează eroare |
| CS-II-m-B-11108                                   | Locuințe UDR, azi locuințe | localitate componentă Doman; municipiul Reșița          | Colonia „Slamina” | 1900–1925                                                                                          | Încarcă foto \| video | Raportează eroare |
| CS-II-m-B-11109                                   | Casa Puțului | localitate componentă Doman; municipiul Reșița          | | sec. XIX                                                                                           | Încarcă foto \| video | Raportează eroare |
| CS-II-m-B-11110                                   | Galeria „Erarială” Franz Joseph (azi închisă) | localitate componentă Doman; municipiul Reșița          | | sec. XIX                                                                                           | Încarcă foto \| video | Raportează eroare |
| CS-II-m-B-11111 (RAN: 52730.09)                   | Biserica „Sf. Atanasie” | sat Domașnea; comuna Domașnea                           | 261 | 1808, modificări 1881                                                                              | Alte imagini          | Raportează eroare |
| CS-II-a-A-11112                                   | Ansamblul de mori din Eftimie Murgu | sat Eftimie Murgu; comuna Eftimie Murgu                 | Valea râului Rudăria | înc. sec. XX                                                                                       |                       | Raportează eroare |
| CS-II-m-A-11112.01                                | Moara Măxinoanea | sat Eftimie Murgu; comuna Eftimie Murgu                 | Valea râului Rudăria | înc. sec. XX                                                                                       | Încarcă foto \| video | Raportează eroare |
| CS-II-m-A-11112.02                                | Moara Vămulea | sat Eftimie Murgu; comuna Eftimie Murgu                 | Valea râului Rudăria | înc. sec. XX                                                                                       | Încarcă foto \| video | Raportează eroare |
| CS-II-m-A-11112.03                                | Moara Hambaroane | sat Eftimie Murgu; comuna Eftimie Murgu                 | Valea râului Rudăria | înc. sec. XX                                                                                       | Încarcă foto \| video | Raportează eroare |
| CS-II-m-A-11112.04                                | Moara Popească | sat Eftimie Murgu; comuna Eftimie Murgu                 | Valea râului Rudăria | înc. sec. XX                                                                                       | Încarcă foto \| video | Raportează eroare |
| CS-II-m-A-11112.05                                | Moara Firizoane | sat Eftimie Murgu; comuna Eftimie Murgu                 | Valea râului Rudăria | înc. sec. XX                                                                                       |                       | Raportează eroare |
| CS-II-m-A-11112.06                                | Moara „Îndărătnica Nouă” | sat Eftimie Murgu; comuna Eftimie Murgu                 | Valea râului Rudăria | înc. sec. XX                                                                                       |                       | Raportează eroare |
| CS-II-m-A-11112.07                                | Moara „Îndărătnica Mică” | sat Eftimie Murgu; comuna Eftimie Murgu                 | Valea râului Rudăria | înc. sec. XX                                                                                       |                       | Raportează eroare |
| CS-II-m-A-11112.08                                | Moara Pațaoanea | sat Eftimie Murgu; comuna Eftimie Murgu                 | Valea râului Rudăria | înc. sec. XX                                                                                       | Încarcă foto \| video | Raportează eroare |
| CS-II-m-A-11112.09                                | Moara „Îndărătnica Bătrână” | sat Eftimie Murgu; comuna Eftimie Murgu                 | Valea râului Rudăria | înc. sec. XX                                                                                       | Încarcă foto \| video | Raportează eroare |
| CS-II-m-A-11112.10                                | Moara Trăiloanea | sat Eftimie Murgu; comuna Eftimie Murgu                 | Valea râului Rudăria | înc. sec. XX                                                                                       |                       | Raportează eroare |
| CS-II-m-A-11112.11                                | Moara „Dacicoanea” | sat Eftimie Murgu; comuna Eftimie Murgu                 | Valea râului Rudăria | înc. sec. XX                                                                                       | Încarcă foto \| video | Raportează eroare |
| CS-II-m-A-11112.12                                | Moara de la Tunel | sat Eftimie Murgu; comuna Eftimie Murgu                 | Valea râului Rudăria | înc. sec. XX                                                                                       |                       | Raportează eroare |
| CS-II-m-A-11113 (RAN: 54555.03)                   | Biserica de lemn „Adormirea Maicii Domnului” | sat Ersig; comuna Vermeș                                | | sec. XVIII                                                                                         |                       | Raportează eroare |
| CS-II-m-B-11114 (RAN: 52794.03)                   | Biserica „Nașterea Maicii Domnului” | sat Fârliug; comuna Fârliug                             | 36 | 1783                                                                                               | Încarcă foto \| video | Raportează eroare |
| CS-II-a-B-11115 (RAN: 51635.10)                   | Gospodării tipice germane de colonizare | sat Gărâna; comuna Brebu Nou                            | | 1812–1813                                                                                          | Încarcă foto \| video | Raportează eroare |
| CS-II-a-B-11116                                   | Ansamblul de mori din Gârliște | sat Gârliște; comuna Goruia                             | Valea râului Gârliște | înc. sec. XX                                                                                       |                       | Raportează eroare |
| CS-II-m-B-11116.01                                | Moara lui Păun Iorgovan | sat Gârliște; comuna Goruia                             | Valea râului Gârliște | înc. sec. XX                                                                                       | Încarcă foto \| video | Raportează eroare |
| CS-II-m-B-11116.02                                | Moara Branilor | sat Gârliște; comuna Goruia                             | Valea râului Gârliște | înc. sec. XX                                                                                       | Încarcă foto \| video | Raportează eroare |
| CS-II-m-B-11116.03                                | Moara Andrisonilor | sat Gârliște; comuna Goruia                             | Valea râului Gârliște | înc. sec. XX                                                                                       | Încarcă foto \| video | Raportează eroare |
| CS-II-a-B-11117                                   | Ansamblul de mori din Gârnic | sat Gârnic; comuna Gârnic                               | Valea râului Gramensca | înc. sec. XX                                                                                       | Încarcă foto \| video | Raportează eroare |
| CS-II-m-B-11117.01                                | Moara lui Tilindar | sat Gârnic; comuna Gârnic                               | Valea râului Gramensca | înc. sec. XX                                                                                       | Încarcă foto \| video | Raportează eroare |
| CS-II-m-B-11117.02                                | Moara Cotârlaica | sat Gârnic; comuna Gârnic                               | Valea râului Gramensca | înc. sec. XX                                                                                       | Încarcă foto \| video | Raportează eroare |
| CS-II-m-B-11117.03                                | Moara lui Berana | sat Gârnic; comuna Gârnic                               | Valea râului Gramensca | înc. sec. XX                                                                                       | Încarcă foto \| video | Raportează eroare |
| CS-II-m-B-11117.04                                | Moara lui Mastalic | sat Gârnic; comuna Gârnic                               | Valea râului Gramensca | înc. sec. XX                                                                                       | Încarcă foto \| video | Raportează eroare |
| CS-II-m-B-11117.05                                | Moara Nouă | sat Gârnic; comuna Gârnic                               | Valea râului Gramensca | înc. sec. XX                                                                                       | Încarcă foto \| video | Raportează eroare |
| CS-II-m-B-11118                                   | Biserica de lemn „Sf. Nicolae” | sat Globu Craiovei; comuna Iablanița                    | 34 | 1836                                                                                               | Alte imagini          | Raportează eroare |
| CS-II-a-B-11119                                   | Ansamblul de mori de apă din Gornea | sat Gornea; comuna Sichevița                            | Valea râului Camenița | înc. sec. XX                                                                                       | Încarcă foto \| video | Raportează eroare |
| CS-II-m-B-11119.01                                | Moara de la Cioacă | sat Gornea; comuna Sichevița                            | Valea râului Camenița | înc. sec. XX                                                                                       | Încarcă foto \| video | Raportează eroare |
| CS-II-m-B-11119.02                                | Moara lui Codreanu | sat Gornea; comuna Sichevița                            | Valea râului Camenița | înc. sec. XX                                                                                       | Încarcă foto \| video | Raportează eroare |
| CS-II-m-B-11119.03                                | Moara de sub Bișteg | sat Gornea; comuna Sichevița                            | Valea râului Camenița | înc. sec. XX                                                                                       | Încarcă foto \| video | Raportează eroare |
| CS-II-m-B-11120 (RAN: 53005.03)                   | Turnul de pe Deal | sat Grădinari; comuna Grădinari                         | Dealul Cuca 45.1203°N 21.58705°E | 1731                                                                                               |                       | Raportează eroare |
| CS-II-m-B-11121 (RAN: 53005.02)                   | Podul turcesc, Podul Maria Thereza | sat Grădinari; comuna Grădinari                         | Pe râul Caraș, înspre satul Greoni | sec. XVIII                                                                                         | Încarcă foto \| video | Raportează eroare |
| CS-II-m-B-11122                                   | Biserica „Sf. Ioan Botezătorul” | sat Iablanița; comuna Iablanița                         | 92 B | 1825                                                                                               |                       | Raportează eroare |
| CS-II-m-B-11123 (RAN: 51966.14)                   | Biserica „Pogorârea Sf. Duh” | sat Ilidia; comuna Ciclova Română                       | | 1797                                                                                               | Încarcă foto \| video | Raportează eroare |
| CS-II-m-B-11124 (RAN: 53112.01)                   | Biserica „Pogorârea Sf. Duh” | sat Lăpușnicu Mare; comuna Lăpușnicu Mare               | 304 | 1770, modificări 1890                                                                              | Încarcă foto \| video | Raportează eroare |
| CS-II-a-B-11125                                   | Ansamblul de mori din Liborajdea | sat Liborajdea; comuna Sichevița                        | Valea râului Liborajdea | înc. sec. XX                                                                                       | Încarcă foto \| video | Raportează eroare |
| CS-II-m-B-11125.01                                | Moara Bătrână | sat Liborajdea; comuna Sichevița                        | Valea râului Liborajdea | înc. sec. XX                                                                                       | Încarcă foto \| video | Raportează eroare |
| CS-II-m-B-11125.02                                | Moara Mică | sat Liborajdea; comuna Sichevița                        | Valea râului Liborajdea | înc. sec. XX                                                                                       | Încarcă foto \| video | Raportează eroare |
| CS-II-m-B-11125.03                                | Moara Zaica | sat Liborajdea; comuna Sichevița                        | Valea râului Liborajdea | înc. sec. XX                                                                                       | Încarcă foto \| video | Raportează eroare |
| CS-II-m-B-11125.04                                | Moara lui Brăila | sat Liborajdea; comuna Sichevița                        | Valea râului Liborajdea | înc. sec. XX                                                                                       | Încarcă foto \| video | Raportează eroare |
| CS-II-m-B-11125.05                                | Moara lui Cocoș | sat Liborajdea; comuna Sichevița                        | Valea râului Liborajdea | înc. sec. XX                                                                                       | Încarcă foto \| video | Raportează eroare |
| CS-II-m-B-11125.06                                | Moara lui Martinovăț | sat Liborajdea; comuna Sichevița                        | Valea râului Liborajdea | înc. sec. XX                                                                                       | Încarcă foto \| video | Raportează eroare |
| CS-II-m-B-11125.07                                | Moarala Vălăria | sat Liborajdea; comuna Sichevița                        | Valea râului Liborajdea | înc. sec. XX                                                                                       | Încarcă foto \| video | Raportează eroare |
| CS-II-m-B-11126                                   | Biserica „Sf. Prooroc Ilie” | sat Marga; comuna Marga                                 | 202 | 1830                                                                                               | Alte imagini          | Raportează eroare |
| CS-II-m-B-11127 (RAN: 54644.01)                   | Biserica „Pogorârea Sfântului Duh” | sat Măru; comuna Zăvoi                                  | 291 | 1792, transf. 1939                                                                                 |                       | Raportează eroare |
| CS-II-a-B-11128                                   | Ansamblul de mori din Mehadica | sat Mehadica; comuna Mehadica                           | Valea pârâului Mehadica | înc. sec. XX                                                                                       |                       | Raportează eroare |
| CS-II-m-B-11128.01                                | Moara Orzasca | sat Mehadica; comuna Mehadica                           | Valea pârâului Mehadica | înc. sec. XX                                                                                       | Încarcă foto \| video | Raportează eroare |
| CS-II-m-B-11128.02                                | Moara Aurasca | sat Mehadica; comuna Mehadica                           | Valea pârâului Mehadica | înc. sec. XX                                                                                       | Încarcă foto \| video | Raportează eroare |
| CS-II-m-B-11128.03                                | Moara de la Piatra Surului | sat Mehadica; comuna Mehadica                           | Valea pârâului Mehadica | înc. sec. XX                                                                                       | Încarcă foto \| video | Raportează eroare |
| CS-II-m-B-11128.04                                | Moara Vegeasca | sat Mehadica; comuna Mehadica                           | Valea pârâului Mehadica | înc. sec. XX                                                                                       | Încarcă foto \| video | Raportează eroare |
| CS-II-m-B-11128.05                                | Moara Gherghineasa | sat Mehadica; comuna Mehadica                           | Valea pârâului Mehadica | înc. sec. XX                                                                                       | Încarcă foto \| video | Raportează eroare |
| CS-II-m-B-11128.06                                | Moara de la Știubei | sat Mehadica; comuna Mehadica                           | Valea pârâului Mehadica | înc. sec. XX                                                                                       | Încarcă foto \| video | Raportează eroare |
| CS-II-m-B-11128.07                                | Moara Găiceasca | sat Mehadica; comuna Mehadica                           | Valea pârâului Mehadica | înc. sec. XX                                                                                       | Încarcă foto \| video | Raportează eroare |
| CS-II-m-B-11128.08                                | Moara Chiceasca | sat Mehadica; comuna Mehadica                           | Valea pârâului Mehadica | înc. sec. XX                                                                                       | Încarcă foto \| video | Raportează eroare |
| CS-II-m-B-11128.09                                | Moara Mică | sat Mehadica; comuna Mehadica                           | Valea pârâului Mehadica | înc. sec. XX                                                                                       | Încarcă foto \| video | Raportează eroare |
| CS-II-m-B-11128.10                                | Moara din Sălciile Late | sat Mehadica; comuna Mehadica                           | Valea pârâului Mehadica | înc. sec. XX                                                                                       | Încarcă foto \| video | Raportează eroare |
| CS-II-m-B-11128.11                                | Moara din Zăcătoare | sat Mehadica; comuna Mehadica                           | Valea pârâului Mehadica | înc. sec. XX                                                                                       | Încarcă foto \| video | Raportează eroare |
| CS-II-m-B-11128.12                                | Moara din Anin | sat Mehadica; comuna Mehadica                           | Valea pârâului Mehadica | înc. sec. XX                                                                                       | Încarcă foto \| video | Raportează eroare |
| CS-II-m-B-11128.13                                | Moara Giurceasca | sat Mehadica; comuna Mehadica                           | Valea pârâului Mehadica | înc. sec. XX                                                                                       | Încarcă foto \| video | Raportează eroare |
| CS-II-m-B-11129 (RAN: 53336.01)                   | Biserica ortodoxă „Nașterea Născătoarei de Dumnezeu” | sat Mehadica; comuna Mehadica                           | 332 | 1769                                                                                               | Alte imagini          | Raportează eroare |
| CS-II-m-B-11130                                   | Biserică romano-catolică | oraș Moldova Nouă                                       | Str. Bălcescu Nicolae 4 | 1780, transf. 1791                                                                                 | Încarcă foto \| video | Raportează eroare |
| CS-II-m-B-11131                                   | Moara lui Mustăcilă (cu roată verticală) | sat aparținător Moniom; municipiul Reșița               | În valea râului Bârzava, în amonte de Registrul Auto Român | înc. sec. XX                                                                                       | Încarcă foto \| video | Raportează eroare |
| CS-II-m-B-11132 (RAN: 53381.02)                   | Biserica „Sf. Apostoli” | sat Obreja; comuna Obreja                               | | 1780, modificări 1832                                                                              |                       | Raportează eroare |
| CS-II-m-B-11133 (RAN: 51127.10)                   | Capela romano-catolică, prima biserică a minerilor din Oravița | oraș Oravița                                            | Cartier Risz, în capătul străzii Izlazului, în apropiere de străzile Oituz și Ștefan cel Mare                                                                                      | 1707                                                                                               | Încarcă foto \| video | Raportează eroare |
| CS-II-a-B-11134                                   | Ansamblul urban Oravița | oraș Oravița                                            | Străzile Eminescu Mihai, Bojincă D., Valea Aurului, ambele fronturi ale străzilor principale de la fosta piață agro-alimentară până la Lacul Mic                                   | sec. XIX–XX                                                                                        | Încarcă foto \| video | Raportează eroare |
| CS-II-m-B-11135                                   | Bancă, azi Banca Agricolă | oraș Oravița                                            | Str. 1 Decembrie 1918 1 | 1914                                                                                               | Încarcă foto \| video | Raportează eroare |
| CS-II-m-B-11136                                   | Școala Militară (ulterior, sediu al Districtului Montanistic), azi Casă parohială romano-catolică | oraș Oravița                                            | Str. 1 Decembrie 1918 2 | 1741                                                                                               |                       | Raportează eroare |
| CS-II-m-B-11137                                   | Clădire, azi Casa de cultură „M. Eminescu”, locuințe și spațiu comercial la parter | oraș Oravița                                            | Str. 1 Decembrie 1918 3 | 1914                                                                                               |                       | Raportează eroare |
| CS-II-m-B-11138 (RAN: 51127.09)                   | Casă | oraș Oravița                                            | Str. 1 Decembrie 1918 5 45.0392°N 21.7017°E | sec. XVIII                                                                                         |                       | Raportează eroare |
| CS-II-m-B-11139                                   | Casa „Mâța Neagră”, azi locuințe | oraș Oravița                                            | Str. 1 Decembrie 1918 11 | 1746, modificări și refaceri 1804, 1829                                                            |                       | Raportează eroare |
| CS-II-m-B-11140 (RAN: 51127.08)                   | Farmacia Knoblauch, azi locuință | oraș Oravița                                            | Str. 1 Decembrie 1918 17 45.03839°N 21.7147°E | 1796                                                                                               | Alte imagini          | Raportează eroare |
| CS-II-m-B-11141 (RAN: 51127.14)                   | Hotel Coroana, cu pasaj boltit peste Str. Aurului, azi Centru de îngrijire persoane vârstnice | oraș Oravița                                            | Str. 1 Decembrie 1918 22 | 1733                                                                                               | Încarcă foto \| video | Raportează eroare |
| CS-II-m-B-11142                                   | Casa Avocaților, azi Biblioteca orășenească „Simeon Mangiuca”, cabinete medicale și locuințe | oraș Oravița                                            | Str. 1 Decembrie 1918 24 | 1777, modificări 1836                                                                              |                       | Raportează eroare |
| CS-II-m-B-11143                                   | Casa Tinichigiului, cu poarta, azi locuințe | oraș Oravița                                            | Str. 1 Decembrie 1918 30 | 1700–1750                                                                                          |                       | Raportează eroare |
| CS-II-m-B-11144                                   | Clădire, azi policlinică | oraș Oravița                                            | Str. 1 Decembrie 1918 41 | 1896                                                                                               |                       | Raportează eroare |
| CS-II-m-B-11145                                   | Magazin | oraș Oravița                                            | Str. 1 Decembrie 1918 43 | 1896                                                                                               |                       | Raportează eroare |
| CS-II-m-B-11146                                   | Casă oficiali UDR, cu tipografie, azi birouri | oraș Oravița                                            | Str. 1 Decembrie 1918 52 | 1856                                                                                               |                       | Raportează eroare |
| CS-II-m-B-11148                                   | Casa cu „bârfitoare”, azi locuință | oraș Oravița                                            | Str. 1 Decembrie 1918 59-61 | sec. XIX                                                                                           |                       | Raportează eroare |
| CS-II-m-B-11147                                   | Prefectura județului Caraș, azi Primăria orașului | oraș Oravița                                            | Str. 1 Decembrie 1918 60 | 1933                                                                                               |                       | Raportează eroare |
| CS-II-m-B-11149                                   | Gimnaziul de fete „Regina Maria”, azi Casa Copiilor și a Tinerilor | oraș Oravița                                            | Str. 1 Decembrie 1918 62 | 1873                                                                                               |                       | Raportează eroare |
| CS-II-m-B-11150 (RAN: 51127.16)                   | Casă | oraș Oravița                                            | Str. Bojincă Damaschin 26, colț cu str. Valea Aurului | sec. XVIII                                                                                         | Încarcă foto \| video | Raportează eroare |
| CS-II-m-B-11151                                   | Casa Vichentie Stângu | oraș Oravița                                            | Str. Ciclovei 4 | 1890                                                                                               | Încarcă foto \| video | Raportează eroare |
| CS-II-m-B-11153                                   | Moară (cu motoare Ganz-Danubius) | oraș Oravița                                            | Str. Eminescu Mihai 7, în incinta fostei Școli de călugărițe | 1880                                                                                               | Încarcă foto \| video | Raportează eroare |
| CS-II-m-B-11152                                   | Garaje UDR, azi clădire-anexă | oraș Oravița                                            | Str. Eminescu Mihai 13A, vis-à-vis deteatru | 1875–1900                                                                                          | Încarcă foto \| video | Raportează eroare |
| CS-II-m-A-11154 (RAN: 51127)                      | Teatrul vechi, azi Teatrul „Mihai Eminescu” | oraș Oravița                                            | Str. Eminescu Mihai 18 45.04064°N 21.71841°E | 1817, renovat și modificat 1893, restaurat 1997                                                    |                       | Raportează eroare |
| CS-II-m-B-11155 (RAN: 51127.15)                   | Casă | oraș Oravița                                            | Str. Eminescu Mihai 20 | sec. XVIII                                                                                         |                       | Raportează eroare |
| CS-II-m-B-11156 (RAN: 51127.04)                   | Școala Normală, azi Liceul „Ion Dragalina”; corpul central - A | oraș Oravița                                            | Piața Ferdinand 1 | 1873                                                                                               |                       | Raportează eroare |
| CS-II-a-B-11157                                   | Ansamblu vilă oficiali | oraș Oravița                                            | Piața Ferdinand 2 | 1873                                                                                               | Încarcă foto \| video | Raportează eroare |
| CS-II-m-B-11157.01                                | Vilă oficiali, azi Ocolul silvic | oraș Oravița                                            | Piața Ferdinand 2 | 1873                                                                                               | Încarcă foto \| video | Raportează eroare |
| CS-II-m-B-11157.02                                | Grădină de tir | oraș Oravița                                            | Piața Ferdinand 2 | 1873                                                                                               | Încarcă foto \| video | Raportează eroare |
| CS-II-m-A-11158                                   | Gara Oravița Română | oraș Oravița                                            | Str. Gării 2, Cartier Oraș Nou 45.03709°N 21.68698°E | 1847                                                                                               |                       | Raportează eroare |
| CS-II-m-A-11159 (RAN: 51127.02)                   | Barajul „Lacul Mic” | oraș Oravița                                            | Str. Gojdu Emanuil f.n. | 1724–1733                                                                                          | Încarcă foto \| video | Raportează eroare |
| CS-II-m-B-11160                                   | Baia comunală, azi locuință | oraș Oravița                                            | Str. Gojdu Emanuil 25 | 1874                                                                                               | Încarcă foto \| video | Raportează eroare |
| CS-II-m-B-11161                                   | Casă | oraș Oravița                                            | Str. Gojdu Emanuil 43 | sec. XIX                                                                                           | Încarcă foto \| video | Raportează eroare |
| CS-II-m-B-11162                                   | Casă, azi Centrul de studii bănățene „Sim Sam Moldovan” | oraș Oravița                                            | Str. Gojdu Emanuil 46 | sec. XIX                                                                                           | Încarcă foto \| video | Raportează eroare |
| CS-II-m-B-11163                                   | Casa Maderspach, azi Casa Pita Bujor | oraș Oravița                                            | Str. Gojdu Emanuil 48 | sec. XIX                                                                                           | Încarcă foto \| video | Raportează eroare |
| CS-II-m-B-11164                                   | „Casă oficialități”, azi locuință | oraș Oravița                                            | Str. Gojdu Emanuil 50 | sec. XIX                                                                                           | Încarcă foto \| video | Raportează eroare |
| CS-II-m-B-11165                                   | Școaladecălugărițe (ordinul Notre Dame), cu closter (internat) | oraș Oravița                                            | Str. Gojdu Emanuil 52 | 1781                                                                                               | Încarcă foto \| video | Raportează eroare |
| CS-II-m-B-11166                                   | Casă, cuspațiu comercial (restaurant, cu terasă), azi locuințe | oraș Oravița                                            | Str. Gojdu Emanuil 56 | sec. XIX                                                                                           | Încarcă foto \| video | Raportează eroare |
| CS-II-m-B-11167 (RAN: 51127.11)                   | Ateliere manufacturiere (fragmente) | oraș Oravița                                            | Str. Mangiuca Simeon f.n., lângă fosta piață agroalimentară | sec. XVIII                                                                                         | Încarcă foto \| video | Raportează eroare |
| CS-II-m-B-11168 (RAN: 51127.18)                   | Biserica „Adormirea Maicii Domnului” | oraș Oravița                                            | Str. Mangiuca Simeon 9 | 1781                                                                                               |                       | Raportează eroare |
| CS-II-m-A-11170 (RAN: 51127.12)                   | Barajul „Lacul Mare” | oraș Oravița                                            | Str. Mihai Viteazul f.n. | 1724–1733                                                                                          | Încarcă foto \| video | Raportează eroare |
| CS-II-m-A-11169 (RAN: 51127.17)                   | Canal aval lacuri | oraș Oravița                                            | Str. Mihai Viteazul f.n., în aval de lacuri | 1733–1754                                                                                          | Încarcă foto \| video | Raportează eroare |
| CS-II-m-B-11171 (RAN: 51127.13)                   | Cazarma grănicerească, azi Școala generală nr. 2 | oraș Oravița                                            | Str. Murgu Eftimie 31 | 1743, reconstruită 1911                                                                            | Încarcă foto \| video | Raportează eroare |
| CS-II-m-B-11179                                   | Restaurantul și cabana „7 Brazi” | oraș Oravița                                            | Str. Nucilor 39 | sec. XX                                                                                            | Încarcă foto \| video | Raportează eroare |
| CS-II-m-B-11172 (RAN: 51127.03)                   | Tribunal, azi Judecătoria Oravița și birou carte funciară | oraș Oravița                                            | Piața Revoluției 2 | 1721; modificări 1788, 1838                                                                        |                       | Raportează eroare |
| CS-II-m-B-11173                                   | Casă, azi Grădinița nr. 3 | oraș Oravița                                            | Piața Revoluției 3 | sec. XIX                                                                                           | Încarcă foto \| video | Raportează eroare |
| CS-II-m-B-11174                                   | Clădire, fost sediu SETTPPL | oraș Oravița                                            | Piața Revoluției 5 | 1837                                                                                               | Încarcă foto \| video | Raportează eroare |
| CS-II-m-B-11175 (RAN: 51127.07)                   | Biserica „Sf. Ilie” | oraș Oravița                                            | Str. Șaguna Andrei 5, Cartier Oravița Română | 1755, coloane 1838, turla 1896                                                                     |                       | Raportează eroare |
| CS-II-m-B-11177 (RAN: 51127.05)                   | Biserică romano-catolică | oraș Oravița                                            | Piața Unirii 1 45.03967°N 21.71622°E | 1713                                                                                               | Alte imagini          | Raportează eroare |
| CS-II-m-B-11176                                   | Casa Konkz, azi locuință și spațiu comercial | oraș Oravița                                            | Piața Unirii 2 | 1840                                                                                               |                       | Raportează eroare |
| CS-II-m-B-11178                                   | Primăria veche Oravița Montană, azi grădiniță | oraș Oravița                                            | Piața Unirii 6 | 1796, modificări 1911                                                                              | Încarcă foto \| video | Raportează eroare |
| CS-II-a-B-11180                                   | Ansamblul băilor Kneipp, azi Centru pentru presoane cu dizabilități | oraș Oravița                                            | Str. Valea Minerilor 35-36 | sec. XVIII                                                                                         | Încarcă foto \| video | Raportează eroare |
| CS-II-m-B-11180.01                                | Băile Kneipp | oraș Oravița                                            | Str. Valea Minerilor 35-36 | sec. XVIII                                                                                         | Încarcă foto \| video | Raportează eroare |
| CS-II-m-B-11180.02                                | Parc, cu fântână arteziană | oraș Oravița                                            | Str. Valea Minerilor 35-36 | sec. XVIII                                                                                         | Încarcă foto \| video | Raportează eroare |
| CS-II-a-B-11181                                   | Ansamblul bisericii „Sf. Gheorghe” | oraș Oțelu Roșu                                         | Str. Cuza Alexandru Ioan 40, Cartier Ohaba Bistrei | 1840–1925                                                                                          |                       | Raportează eroare |
| CS-II-m-B-11181.01                                | Biserica „Sf. Gheorghe” | oraș Oțelu Roșu                                         | Str. Cuza Alexandru Ioan 40, Cartier Ohaba Bistrei | 1840                                                                                               | Alte imagini          | Raportează eroare |
| CS-II-m-B-11183                                   | Școala cu troiță | oraș Oțelu Roșu                                         | Str. Republicii 28 | sec. XIX                                                                                           | Alte imagini          | Raportează eroare |
| CS-II-m-B-11182                                   | Casa fotografului Norbert Taugner, azi locuință | oraș Oțelu Roșu                                         | Str. Republicii 67 | înc. sec. XX                                                                                       |                       | Raportează eroare |
| CS-II-m-B-11184                                   | Casa Pavel Milasevici | oraș Oțelu Roșu                                         | Str. Revoluției 186 | sf. sec. XIX                                                                                       | Încarcă foto \| video | Raportează eroare |
| CS-II-a-B-11185                                   | Ansamblul de mori din Păltiniș | comuna Păltiniș                                         | Valea râului Pogăniș | înc. sec. XX                                                                                       | Încarcă foto \| video | Raportează eroare |
| CS-II-m-B-11185.01                                | Moara lui Gheorghe Petru | comuna Păltiniș                                         | Valea râului Pogăniș | înc. sec. XX                                                                                       | Încarcă foto \| video | Raportează eroare |
| CS-II-m-B-11185.02                                | Moara lui Ilie | comuna Păltiniș                                         | Valea râului Pogăniș | înc. sec. XX                                                                                       | Încarcă foto \| video | Raportează eroare |
| CS-II-m-B-11185.03                                | Moara lui Mihai | comuna Păltiniș                                         | Valea râului Pogăniș | înc. sec. XX                                                                                       | Încarcă foto \| video | Raportează eroare |
| CS-II-m-B-11185.04                                | Moara lui Ion Almăjan | comuna Păltiniș                                         | Valea râului Pogăniș | înc. sec. XX                                                                                       | Încarcă foto \| video | Raportează eroare |
| CS-II-a-B-11186                                   | Ansamblul de mori din Pătaș | sat Pătaș; comuna Prigor                                | Valea râului Nera | înc. sec. XX                                                                                       | Încarcă foto \| video | Raportează eroare |
| CS-II-m-B-11186.01                                | Moara de la Firiz | sat Pătaș; comuna Prigor                                | Valea râului Nera | înc. sec. XX                                                                                       | Încarcă foto \| video | Raportează eroare |
| CS-II-m-B-11186.02                                | Moara Cercurea | sat Pătaș; comuna Prigor                                | Valea râului Nera | înc. sec. XX                                                                                       | Încarcă foto \| video | Raportează eroare |
| CS-II-m-B-11186.03                                | Moara mică | sat Pătaș; comuna Prigor                                | Valea râului Nera | înc. sec. XX                                                                                       | Încarcă foto \| video | Raportează eroare |
| CS-II-m-B-11186.04                                | Moara Popii | sat Pătaș; comuna Prigor                                | Valea râului Nera | înc. sec. XX                                                                                       | Încarcă foto \| video | Raportează eroare |
| CS-II-m-B-11186.05                                | Moara Mergionilor | sat Pătaș; comuna Prigor                                | Valea râului Nera | înc. sec. XX                                                                                       | Încarcă foto \| video | Raportează eroare |
| CS-II-m-B-11186.06                                | Moara dintre Ierugi | sat Pătaș; comuna Prigor                                | Valea râului Nera | înc. sec. XX                                                                                       | Încarcă foto \| video | Raportează eroare |
| CS-II-m-B-11187 (RAN: 54145.01)                   | Biserica „Sf. Sava” a fostei Mănăstiri sârbești Zlatița | sat Pârneaura; comuna Socol                             | | sec. XVI, reclădită 1760–1770                                                                      | Încarcă foto \| video | Raportează eroare |
| CS-II-a-B-11188                                   | Ansamblul de mori din Prigor | sat Prigor; comuna Prigor                               | Valea râului Putna | înc. sec. XX                                                                                       | Încarcă foto \| video | Raportează eroare |
| CS-II-m-B-11188.01                                | Moara din Țarină | sat Prigor; comuna Prigor                               | Valea râului Putna | înc. sec. XX                                                                                       | Încarcă foto \| video | Raportează eroare |
| CS-II-m-B-11188.02                                | Moara din Vama I | sat Prigor; comuna Prigor                               | Valea râului Putna | înc. sec. XX                                                                                       | Încarcă foto \| video | Raportează eroare |
| CS-II-m-B-11188.03                                | Moara din Vama II | sat Prigor; comuna Prigor                               | Valea râului Putna | înc. sec. XX                                                                                       | Încarcă foto \| video | Raportează eroare |
| CS-II-m-B-11188.04                                | Moara de la Pod I | sat Prigor; comuna Prigor                               | Valea râului Putna | înc. sec. XX                                                                                       | Încarcă foto \| video | Raportează eroare |
| CS-II-m-B-11188.05                                | Moara de la Pod II | sat Prigor; comuna Prigor                               | Valea râului Putna | înc. sec. XX                                                                                       | Încarcă foto \| video | Raportează eroare |
| CS-II-m-B-11188.06                                | Moara de sub Priboi | sat Prigor; comuna Prigor                               | Valea râului Putna | înc. sec. XX                                                                                       | Încarcă foto \| video | Raportează eroare |
| CS-II-m-B-11188.07                                | Moara de pe Piatră | sat Prigor; comuna Prigor                               | Valea râului Putna | înc. sec. XX                                                                                       | Încarcă foto \| video | Raportează eroare |
| CS-II-m-B-11188.08                                | Moara din Lunci I | sat Prigor; comuna Prigor                               | Valea râului Putna | înc. sec. XX                                                                                       | Încarcă foto \| video | Raportează eroare |
| CS-II-m-B-11188.09                                | Moara din Lunci II | sat Prigor; comuna Prigor                               | Valea râului Putna | înc. sec. XX                                                                                       | Încarcă foto \| video | Raportează eroare |
| CS-II-m-B-11188.10                                | Moara Ibilcina I | sat Prigor; comuna Prigor                               | Valea râului Putna | înc. sec. XX                                                                                       | Încarcă foto \| video | Raportează eroare |
| CS-II-m-B-11188.11                                | Moara Ibilcina II | sat Prigor; comuna Prigor                               | Valea râului Putna | înc. sec. XX                                                                                       | Încarcă foto \| video | Raportează eroare |
| CS-II-m-B-11188.12                                | Vâltoarea de la Seabicerin | sat Prigor; comuna Prigor                               | Valea râului Putna | înc. sec. XX                                                                                       | Încarcă foto \| video | Raportează eroare |
| CS-II-a-B-11189                                   | Ansamblul de mori din Putna | sat Putna; comuna Prigor                                | Valea râului Putna | sec. XVIII–XIX                                                                                     | Încarcă foto \| video | Raportează eroare |
| CS-II-m-B-11189.01                                | Moara mică | sat Putna; comuna Prigor                                | Valea râului Putna | sec. XVIII                                                                                         | Încarcă foto \| video | Raportează eroare |
| CS-II-m-B-11189.02                                | Moara „din capăt” | sat Putna; comuna Prigor                                | Valea râului Putna | sec. XVIII–XIX                                                                                     | Încarcă foto \| video | Raportează eroare |
| CS-II-m-B-11189.03                                | Moara „de pe vale” | sat Putna; comuna Prigor                                | Valea râului Putna | sec. XVIII–XIX                                                                                     | Încarcă foto \| video | Raportează eroare |
| CS-II-m-B-11189.04                                | Moara lui Calina | sat Putna; comuna Prigor                                | Valea râului Putna | sec. XVIII–XIX                                                                                     | Încarcă foto \| video | Raportează eroare |
| CS-II-m-B-11190                                   | Biserica „Adormirea Maicii Domnului” | sat Răcășdia; comuna Răcășdia                           | | 1787, modificări 1903                                                                              | Încarcă foto \| video | Raportează eroare |
| CS-II-m-B-11191 (RAN: 53737.01)                   | Biserică romano-catolică | sat Rusca Montană; comuna Rusca Montană                 | | 1807                                                                                               | Alte imagini          | Raportează eroare |
| CS-II-m-B-11192                                   | Topitorie | sat Rușchița; comuna Rusca Montană                      | Valea Lozne, la 1 km NV de localitate | jum. sec. XIX                                                                                      | Încarcă foto \| video | Raportează eroare |
| CS-II-m-B-11193 (RAN: 53808.02)                   | Biserica greco-catolică „Sf. Apostoli” | sat Sasca Montană; comuna Sasca Montană                 | | 1777, refaceri 1862                                                                                | Încarcă foto \| video | Raportează eroare |
| CS-II-m-B-11194                                   | Biserica „Nașterea Maicii Domnului” | sat Sasca Montană; comuna Sasca Montană                 | | 1771                                                                                               | Încarcă foto \| video | Raportează eroare |
| CS-II-m-B-11195                                   | Biserica „Sf. Arhangheli” | sat Secășeni; comuna Ticvaniu Mare                      | | sf. sec. XVIII, transf. 1838                                                                       | Alte imagini          | Raportează eroare |
| CS-II-m-B-11196                                   | Clădirea conducerii minei Secu, azi locuință | localitate componentă Secu; municipiul Reșița           | | sec. XIX                                                                                           | Încarcă foto \| video | Raportează eroare |
| CS-II-m-B-11197                                   | Casa Puțului, azi locuință | localitate componentă Secu; municipiul Reșița           | | 1878                                                                                               | Încarcă foto \| video | Raportează eroare |
| CS-II-a-A-11198                                   | Ansamblu tunel, pod și apeduct | localitate componentă Secu; municipiul Reșița           | Canton CSR | 1903                                                                                               | Încarcă foto \| video | Raportează eroare |
| CS-II-m-A-11198.01                                | Tunel | localitate componentă Secu; municipiul Reșița           | Canton CSR | 1903                                                                                               | Încarcă foto \| video | Raportează eroare |
| CS-II-m-A-11198.02                                | Pod | localitate componentă Secu; municipiul Reșița           | Canton CSR | 1903                                                                                               | Încarcă foto \| video | Raportează eroare |
| CS-II-m-A-11198.03                                | Apeduct | localitate componentă Secu; municipiul Reșița           | Canton CSR | 1903                                                                                               | Încarcă foto \| video | Raportează eroare |
| CS-II-a-B-11199                                   | Ansamblul de mori din Sichevița, valea râului Camenița | sat Sichevița; comuna Sichevița                         | Valea râului Camenița | înc. sec. XX                                                                                       | Încarcă foto \| video | Raportează eroare |
| CS-II-m-B-11199.01                                | Moara din Luncă | sat Sichevița; comuna Sichevița                         | Valea râului Camenița | înc. sec. XX                                                                                       | Încarcă foto \| video | Raportează eroare |
| CS-II-m-B-11199.02                                | Moara Zasloane | sat Sichevița; comuna Sichevița                         | Valea râului Camenița | înc. sec. XX                                                                                       | Încarcă foto \| video | Raportează eroare |
| CS-II-m-B-11199.03                                | Moara Creta Nouă | sat Sichevița; comuna Sichevița                         | Valea râului Camenița | înc. sec. XX                                                                                       | Încarcă foto \| video | Raportează eroare |
| CS-II-m-B-11199.04                                | Moara lui Stoican | sat Sichevița; comuna Sichevița                         | Valea râului Camenița | înc. sec. XX                                                                                       | Încarcă foto \| video | Raportează eroare |
| CS-II-m-B-11199.05                                | Moara de sub Cârșie | sat Sichevița; comuna Sichevița                         | Valea râului Camenița | înc. sec. XX                                                                                       | Încarcă foto \| video | Raportează eroare |
| CS-II-a-B-11200                                   | Ansamblul de mori din Sichevița, valea râului Gramensca | sat Sichevița; comuna Sichevița                         | Valea râului Gramensca | înc. sec. XX                                                                                       | Încarcă foto \| video | Raportează eroare |
| CS-II-m-B-11200.01                                | Moara Soreștilor | sat Sichevița; comuna Sichevița                         | Valea râului Gramensca | înc. sec. XX                                                                                       | Încarcă foto \| video | Raportează eroare |
| CS-II-m-B-11200.02                                | Moara Nastache | sat Sichevița; comuna Sichevița                         | Valea râului Gramensca | înc. sec. XX                                                                                       | Încarcă foto \| video | Raportează eroare |
| CS-II-m-B-11200.03                                | Moara Zaica | sat Sichevița; comuna Sichevița                         | Valea râului Gramensca | înc. sec. XX                                                                                       | Încarcă foto \| video | Raportează eroare |
| CS-II-m-B-11200.04                                | Moara Cirhalii | sat Sichevița; comuna Sichevița                         | Valea râului Gramensca | înc. sec. XX                                                                                       | Încarcă foto \| video | Raportează eroare |
| CS-II-m-B-11200.05                                | Moara de la Firiz | sat Sichevița; comuna Sichevița                         | Valea râului Gramensca | înc. sec. XX                                                                                       | Încarcă foto \| video | Raportează eroare |
| CS-II-m-B-11200.06                                | Moara de la Jgheab | sat Sichevița; comuna Sichevița                         | Valea râului Gramensca | înc. sec. XX                                                                                       | Încarcă foto \| video | Raportează eroare |
| CS-II-m-B-11201 (RAN: 53844.01)                   | Biserica „Adormirea Maicii Domnului” | sat Slatina-Nera; comuna Sasca Montană                  | | 1750-1800                                                                                          | Încarcă foto \| video | Raportează eroare |
| CS-II-m-B-11202 (RAN: 54065.02)                   | Biserică romano-catolică | sat Slatina-Timiș; comuna Slatina-Timiș                 | 199 | 1739                                                                                               | Alte imagini          | Raportează eroare |
| CS-II-m-B-11210                                   | Biserica de lemn „Nașterea Maicii Domnului” | sat Surducu Mare; comuna Forotic                        | | 1721                                                                                               |                       | Raportează eroare |
| CS-II-m-B-11211 (RAN: 54369.01)                   | Instalații metalurgice | sat Târnova; comuna Târnova                             | „Săliștiuța” | sec. XVIII–XIX                                                                                     | Încarcă foto \| video | Raportează eroare |
| CS-II-m-B-11212 (RAN: 54289.02)                   | Biserica „Sf. Dumitru” | sat Teregova; comuna Teregova                           | | 1783, modificări 1930                                                                              |                       | Raportează eroare |
| CS-II-m-B-11213 (RAN: 54314.03)                   | Biserica greco-catolică „Învierea Domnului” | sat Ticvaniu Mare; comuna Ticvaniu Mare                 | | 1772                                                                                               | Încarcă foto \| video | Raportează eroare |
| CS-II-m-B-11214 (RAN: 54341.02)                   | Biserica greco-catolică „Învierea Domnului” | sat Ticvaniu Mic; comuna Ticvaniu Mare                  | | 1774                                                                                               | Încarcă foto \| video | Raportează eroare |
| CS-II-m-B-11215 (RAN: 54396.01)                   | Apeductul „Sub Iorgovan” (ruine) | sat Topleț; comuna Topleț                               | Pe calea ferată | 1739                                                                                               | Încarcă foto \| video | Raportează eroare |
| CS-II-m-B-11216 (RAN: 54396.02)                   | Apeductul „Podul Turcilor” | sat Topleț; comuna Topleț                               | Pe valea Seracovei | 1739                                                                                               | Încarcă foto \| video | Raportează eroare |
| CS-II-a-B-11217                                   | Ansamblul de mori din Topleț | sat Topleț; comuna Topleț                               | Valea râului Bigăr | înc. sec. XX                                                                                       | Încarcă foto \| video | Raportează eroare |
| CS-II-m-B-11217.01                                | Moara de la Pod | sat Topleț; comuna Topleț                               | Valea râului Bigăr | înc. sec. XX                                                                                       | Încarcă foto \| video | Raportează eroare |
| CS-II-m-B-11217.02                                | Moara lui Dămșescu | sat Topleț; comuna Topleț                               | Valea râului Bigăr | înc. sec. XX                                                                                       | Încarcă foto \| video | Raportează eroare |
| CS-II-m-B-11217.03                                | Moara lui Hașca | sat Topleț; comuna Topleț                               | Valea râului Bigăr | înc. sec. XX                                                                                       | Încarcă foto \| video | Raportează eroare |
| CS-II-m-B-11217.04                                | Moara lui Șandru | sat Topleț; comuna Topleț                               | Valea râului Bigăr | înc. sec. XX                                                                                       | Încarcă foto \| video | Raportează eroare |
| CS-II-m-B-11217.05                                | Moara lui Jargea | sat Topleț; comuna Topleț                               | Valea râului Bigăr | înc. sec. XX                                                                                       | Încarcă foto \| video | Raportează eroare |
| CS-II-m-B-11217.06                                | Moara lui Ion Boartă | sat Topleț; comuna Topleț                               | Valea râului Bigăr | înc. sec. XX                                                                                       | Încarcă foto \| video | Raportează eroare |
| CS-II-m-B-11218 (RAN: 54421.01)                   | Donjonul „Turnul lui Ovidiu” (ruine) | sat Turnu Ruieni; comuna Turnu Ruieni                   | La 2 km de localitate, pe dealul Turnului | 1457                                                                                               | Încarcă foto \| video | Raportează eroare |
| CS-II-m-B-11219 (RAN: 52847)                      | Biserica „Sf. Arhangheli Mihail și Gavril” | sat Valea Mare; comuna Fârliug                          | | 1800, reclădită 1893                                                                               | Alte imagini          | Raportează eroare |
| CS-II-m-B-11220                                   | Moara lui Jian | sat Valea Ravensca; comuna Sichevița                    | | sec. XIX                                                                                           | Încarcă foto \| video | Raportează eroare |
| CS-II-m-B-11221                                   | Han, azi locuință | sat Valeapai; comuna Ramna                              | | sec. XIX                                                                                           | Încarcă foto \| video | Raportează eroare |
| CS-II-m-B-11222                                   | Biserica „Adormirea Maicii Domnului” | sat Valeapai; comuna Ramna                              | | 1830                                                                                               | Încarcă foto \| video | Raportează eroare |
| CS-II-m-B-11223 (RAN: 53666.01)                   | Conacul Atanasievici | sat Valeapai; comuna Ramna                              | 45.49196°N 21.72009°E | sec. XIX                                                                                           | Încarcă foto \| video | Raportează eroare |
| CS-II-m-B-11224 (RAN: 54494.01)                   | Vila Klauss, azi tabărășcolară | sat Văliug; comuna Văliug                               | În afara satului, spre Crivaia | 1808, refaceri 1853                                                                                | Încarcă foto \| video | Raportează eroare |
| CS-II-a-A-11225                                   | Ansamblul amenajărilor hidroenergetice Văliug | sat Văliug; comuna Văliug                               | Pe râul Bârzava | 1901–1959                                                                                          | Încarcă foto \| video | Raportează eroare |
| CS-II-m-A-11225.01                                | Hidrocentrala Breazova | sat Văliug; comuna Văliug                               | Pe râul Bârzava | 1916                                                                                               | Încarcă foto \| video | Raportează eroare |
| CS-II-m-A-11225.02                                | Baraj Breazova | sat Văliug; comuna Văliug                               | Pe râul Bârzava | 1901                                                                                               | Încarcă foto \| video | Raportează eroare |
| CS-II-m-A-11225.03                                | Tunele | sat Văliug; comuna Văliug                               | Pe râul Bârzava | 1901–1904                                                                                          | Încarcă foto \| video | Raportează eroare |
| CS-II-m-A-11225.04                                | Canale | sat Văliug; comuna Văliug                               | Pe râul Bârzava | 1901–1904                                                                                          | Încarcă foto \| video | Raportează eroare |
| CS-II-m-A-11225.05                                | Apeducte | sat Văliug; comuna Văliug                               | Pe râul Bârzava | 1901–1904                                                                                          | Încarcă foto \| video | Raportează eroare |
| CS-II-m-A-11225.06                                | Poduri | sat Văliug; comuna Văliug                               | Pe râul Bârzava | 1901–1904                                                                                          | Încarcă foto \| video | Raportează eroare |
| CS-II-m-A-11225.07                                | Baraj Văliug | sat Văliug; comuna Văliug                               | Pe râul Bârzava | 1959                                                                                               |                       | Raportează eroare |
| CS-II-m-B-11226                                   | Biserica „Pogorârea Sf. Duh” | sat Vărădia; comuna Vărădia                             | | 1750–1754, reparații 1773 și 1836–1839                                                             | Încarcă foto \| video | Raportează eroare |
| CS-II-a-B-11227                                   | Ansamblul fostei mănăstiri Vărădia | sat Vărădia; comuna Vărădia                             | | sec. XVIII                                                                                         | Încarcă foto \| video | Raportează eroare |
| CS-II-m-B-11227.01                                | Capelă (ruine) | sat Vărădia; comuna Vărădia                             | | sec. XVIII                                                                                         | Încarcă foto \| video | Raportează eroare |
| CS-II-m-B-11227.02                                | Chilii (ruine) | sat Vărădia; comuna Vărădia                             | | sec. XVIII                                                                                         | Încarcă foto \| video | Raportează eroare |
| CS-II-m-B-11228                                   | Conacul „Juhasz”, azi centru pentru minori | sat Zăgujeni; comuna Constantin Daicoviciu              | 45.4875°N 22.1586°E | 1896                                                                                               |                       | Raportează eroare |
| CS-II-m-B-11229 (RAN: 54154.03)                   | Biserica sârbească Cusici | sat Zlatița; comuna Socol                               | La intrarea dinspre Lescovița spre Zlatița, în partea dreaptă a șoselei | sf. sec. XVI                                                                                       | Încarcă foto \| video | Raportează eroare |
| CS-III-m-B-11230                                  | Bustul generalului Nicolae Vicol | oraș Băile Herculane                                    | Str. Cerna, vis-à-vis de Hotel „Traian” 44.88778°N 22.42346°E | 1936                                                                                               |                       | Raportează eroare |
| CS-III-m-B-11231                                  | Bustul lui Mihai Eminescu | oraș Băile Herculane                                    | Str. Cerna, vis-à-vis de Hotelul „Decebal” 44.8892°N 22.42402°E | 1926                                                                                               |                       | Raportează eroare |
| CS-III-m-A-11232                                  | Statuia lui Hercules | oraș Băile Herculane                                    | Piața Hercules 44.89084°N 22.42502°E | 1847                                                                                               | Alte imagini          | Raportează eroare |
| CS-III-m-B-11233                                  | Statuia zeiței Hebe | oraș Băile Herculane                                    | Piața Hercules 8, în incinta Băii Hebe | sec. XIX                                                                                           | Încarcă foto \| video | Raportează eroare |
| CS-III-m-B-11234                                  | Statuia zeiței Diana | oraș Băile Herculane                                    | Str. Izvorului 1, în incinta Băii Diana | sec. XIX                                                                                           |                       | Raportează eroare |
| CS-III-m-B-11236                                  | Monumentul Eroilor din primul război mondial | oraș Bocșa                                              | Str. 1 Decembrie 1918, Scuar Primărie | 1920                                                                                               |                       | Raportează eroare |
| CS-III-m-B-11237                                  | Obelisc dedicat Revoluției de la 1848 | oraș Bocșa                                              | Str. 1 Decembrie 1918 1 | 1850–1900                                                                                          | Încarcă foto \| video | Raportează eroare |
| CS-III-m-B-11235                                  | Bustul lui Mihail Gașpar | oraș Bocșa                                              | Str. Mureșului 6, Cartier Bocșa Montană, în incinta bisericii „Buna Vestire” | 1943                                                                                               | Încarcă foto \| video | Raportează eroare |
| CS-III-m-B-11238                                  | Statuia lui Eftimie Murgu | sat Bozovici; comuna Bozovici                           | | mijl. sec. XX                                                                                      | Încarcă foto \| video | Raportează eroare |
| CS-III-m-B-11239                                  | Statuia generalului Ion Dragalina | municipiul Caransebeș                                   | Piața Dragalina Ion, general f.n. | 1943 Mihai Onofrei                                                                                 |                       | Raportează eroare |
| CS-III-m-B-11240                                  | Bustul dr. Iuliu Iosif Olariu | municipiul Caransebeș                                   | Piața Sf. Gheorghe | 1936 Radu Moga Mânzat (sculptor)                                                                   |                       | Raportează eroare |
| CS-III-m-B-11241                                  | Bustul episcopului Ioan Popasu | municipiul Caransebeș                                   | Piața Sf. Gheorghe | 1935                                                                                               |                       | Raportează eroare |
| CS-III-m-B-11242                                  | Statuia „Pro Patria” | municipiul Caransebeș                                   | Str. Zăcan Efrem 3, în fața Liceului „Traian Doda” | 1918                                                                                               |                       | Raportează eroare |
| CS-III-m-B-11243                                  | Bustul lui Damaschin Bojincă | oraș Oravița                                            | Parcul „Ferdinand” | 1932                                                                                               |                       | Raportează eroare |
| CS-III-m-B-11244                                  | Bustul lui Mihai Eminescu | oraș Oravița                                            | Parcul „Ferdinand” | 1932                                                                                               |                       | Raportează eroare |
| CS-IV-m-B-11255                                   | Cruce comemorativă pentru primul serviciu religios al coloniștilor germani, sosiți în 1773 | oraș Anina                                              | Str. Școlii 2, Cartier Steierdorf, în curtea imobilului | 1873                                                                                               | Încarcă foto \| video | Raportează eroare |
| CS-IV-m-B-11245                                   | Cruce de hotar | municipiul Caransebeș                                   | Cartier Mehală | sec. XVIII–XIX                                                                                     | Încarcă foto \| video | Raportează eroare |
| CS-IV-m-B-11246                                   | Casa generalului Ion Dragalina, azi locuință | municipiul Caransebeș                                   | Str. Ardealului 6 | sec. XIX                                                                                           | Încarcă foto \| video | Raportează eroare |
| CS-IV-m-B-11247                                   | Mormântul profesorului Constantin Diaconoviciu Loga | municipiul Caransebeș                                   | Str. Muntele Mic 40, Cimitirul bisericii ortodoxe „Sf. Ioan Botezătorul” | 1895                                                                                               | Alte imagini          | Raportează eroare |
| CS-IV-m-B-11249                                   | Mormântul istoricului Patriciu Dragalina | municipiul Caransebeș                                   | Str. Muntele Mic 40, Cimitirul bisericii ortodoxe „Sf. Ioan Botezătorul” | 1917                                                                                               |                       | Raportează eroare |
| CS-IV-m-B-11250                                   | Mormântul etnografului Iuliu Vuia | municipiul Caransebeș                                   | Str. Muntele Mic 40, Cimitirul bisericii ortodoxe „Adormirea Maicii Domnului” | prima jum. a sec. XX                                                                               |                       | Raportează eroare |
| CS-IV-s-B-11251                                   | Cimitir | localitate componentă Doman; municipiul Reșița          | | sec. XIX                                                                                           | Încarcă foto \| video | Raportează eroare |
| CS-IV-m-B-11252                                   | Casa istoricului Ion Sârbu | sat Eftimie Murgu; comuna Eftimie Murgu                 | | sec. XIX                                                                                           | Încarcă foto \| video | Raportează eroare |
| CS-IV-m-B-11253                                   | Piatra de mormânt a cronicarului Nicolae Stoica de Hațeg | sat Mehadia; comuna Mehadia                             | În curtea bisericii ortodoxe | 1833                                                                                               | Alte imagini          | Raportează eroare |
| CS-IV-m-B-11254                                   | Cripta cu mormintele pictorilor Dimitrie Popovici, Nicolae Hașca și al istoricului Sim Sam Moldovan | oraș Oravița                                            | În cimitirul bisericii ortodoxe „Adormirea Maicii Domnului” | sf. sec. XIX                                                                                       | Încarcă foto \| video | Raportează eroare |
| CS-IV-m-B-11181.02                                | Troița Eroilor (1914-1918) | oraș Oțelu Roșu                                         | Str. Cuza Alexandru Ioan 40, Cartier Ohaba Bistrei | 1922–1925                                                                                          |                       | Raportează eroare |